# Lijst van personen overleden in 2009
Dit is een lijst van personen die zijn overleden in 2009.

## Januari

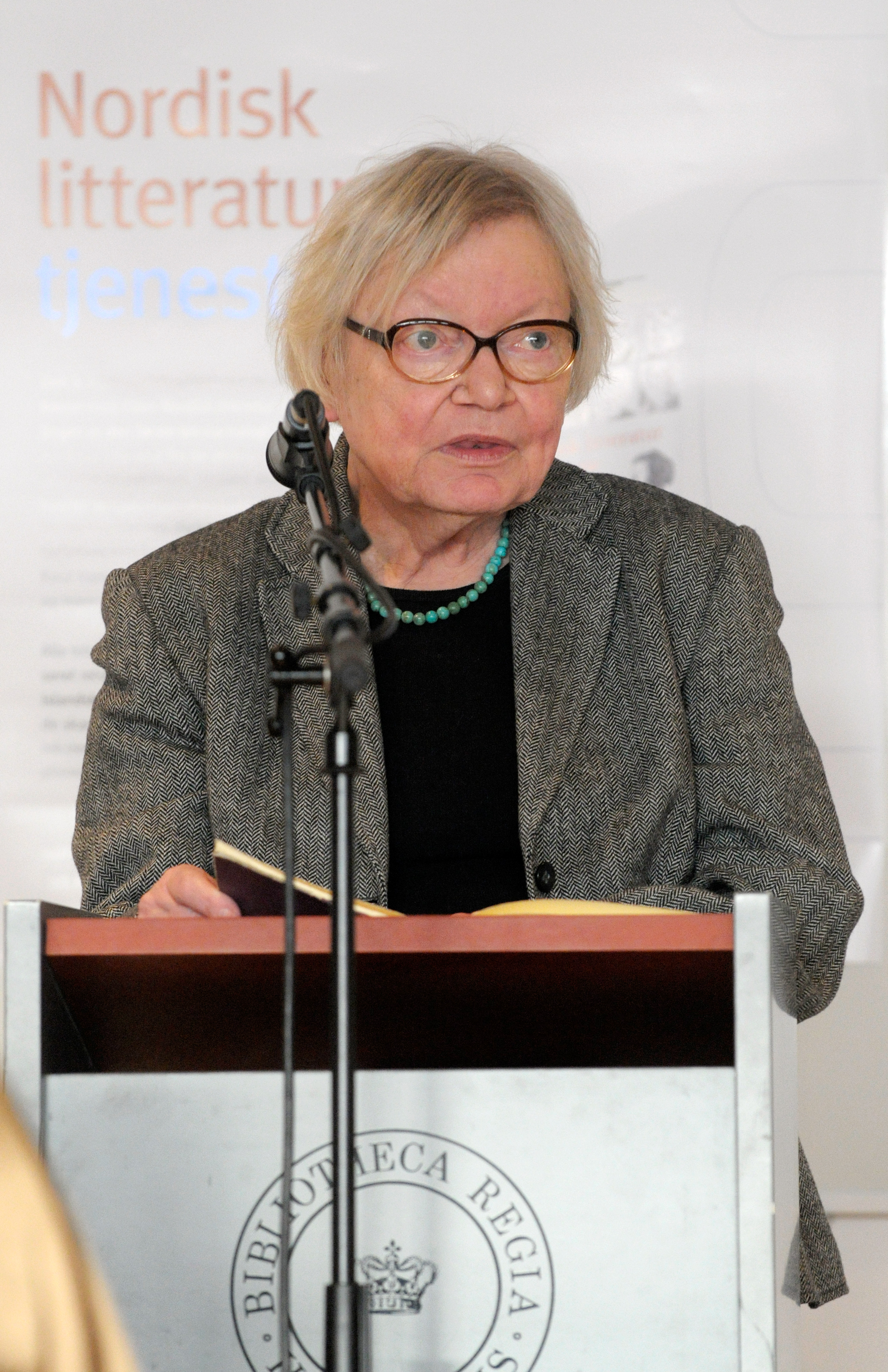
Inger Christensen
2 januari

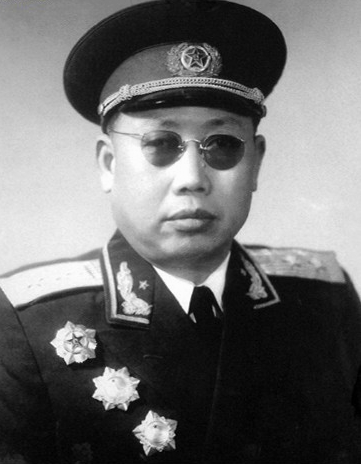
Li Zuopeng
3 januari

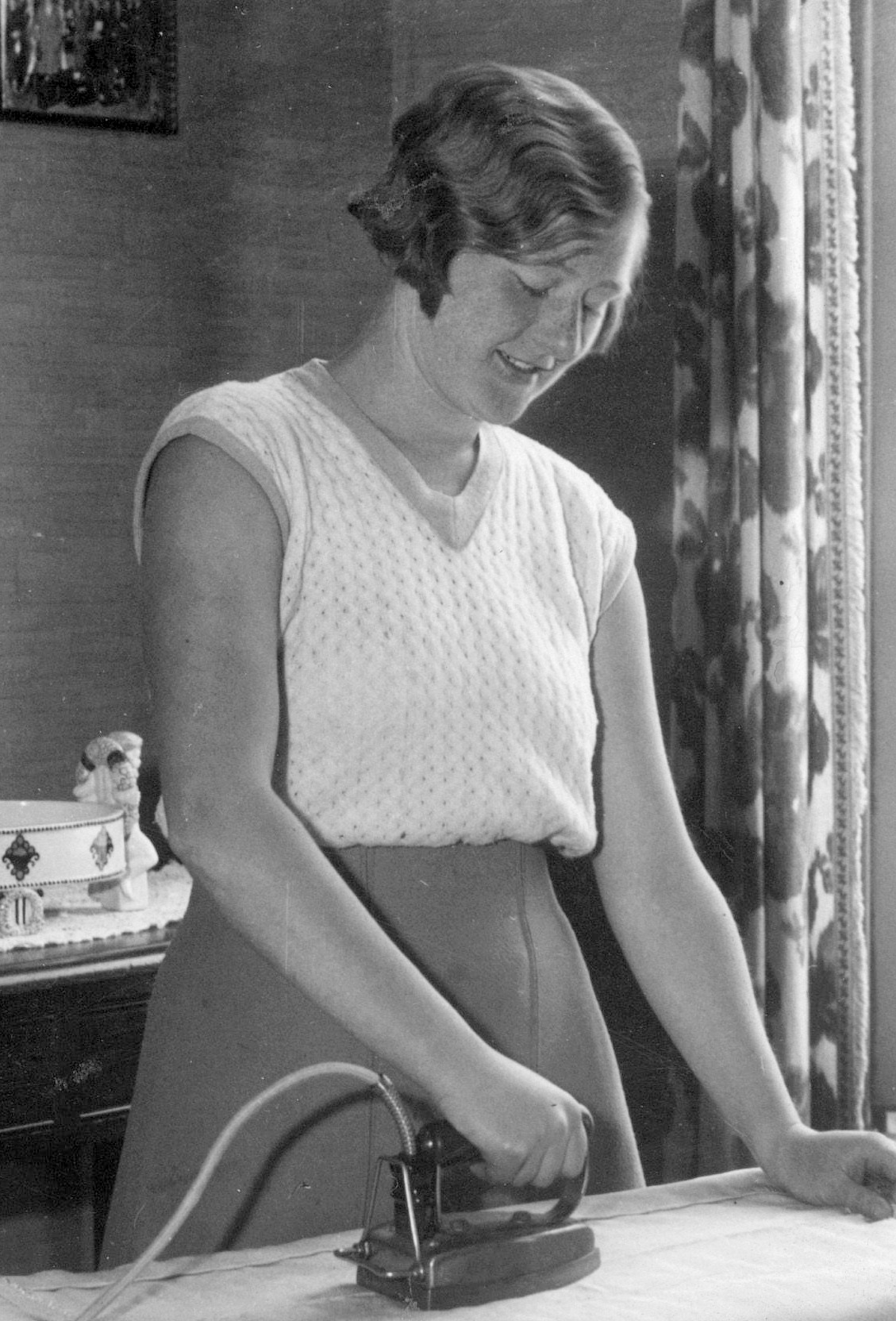
Puck Oversloot
7 januari

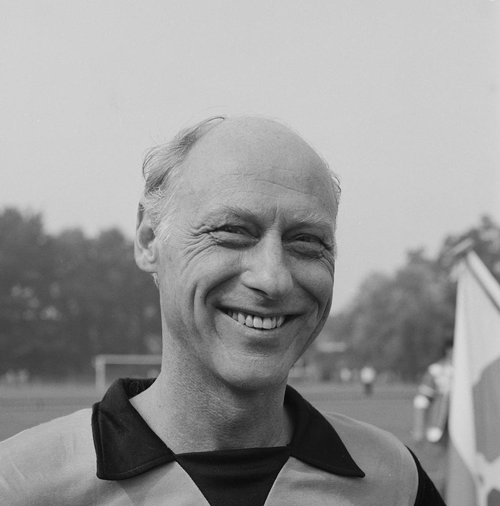
Kick Stokhuyzen
12 januari

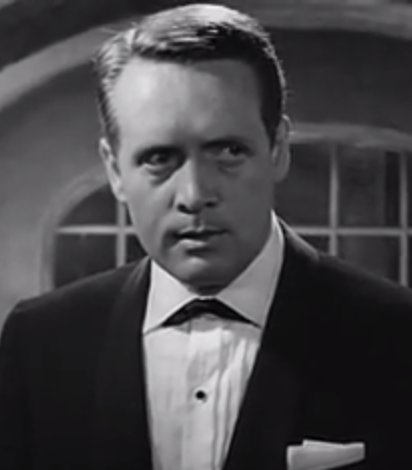
Patrick McGoohan
13 januari

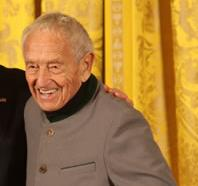
Andrew Wyeth
16 januari

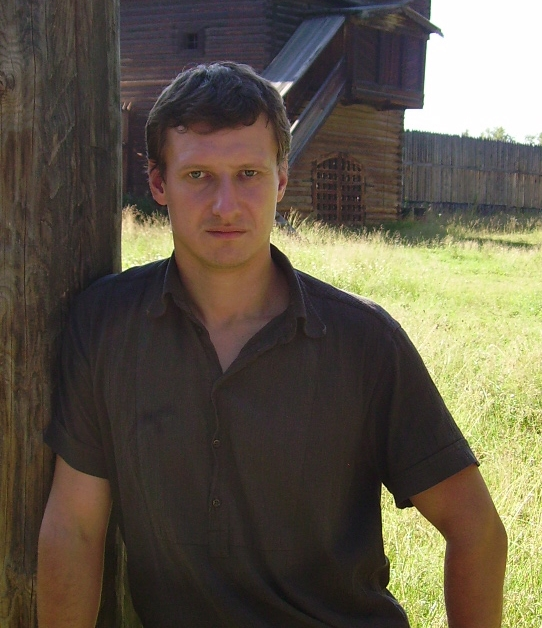
Stanislav Markelov
19 januari

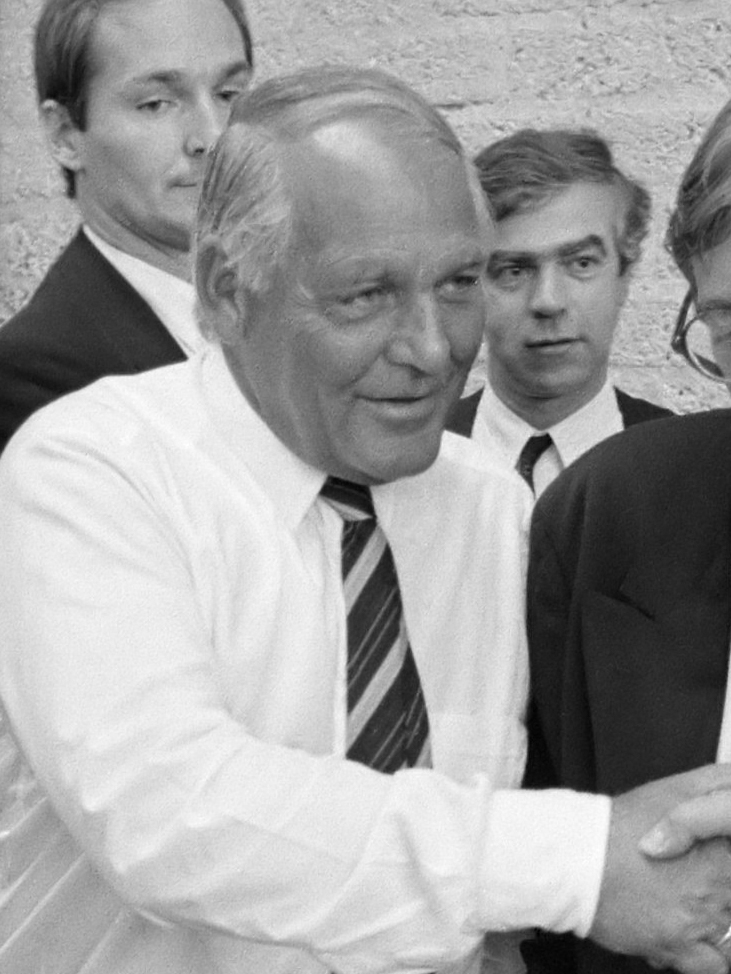
Gerrit van der Valk
20 januari

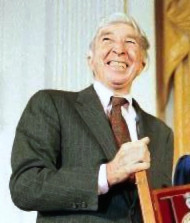
John Updike
27 januari

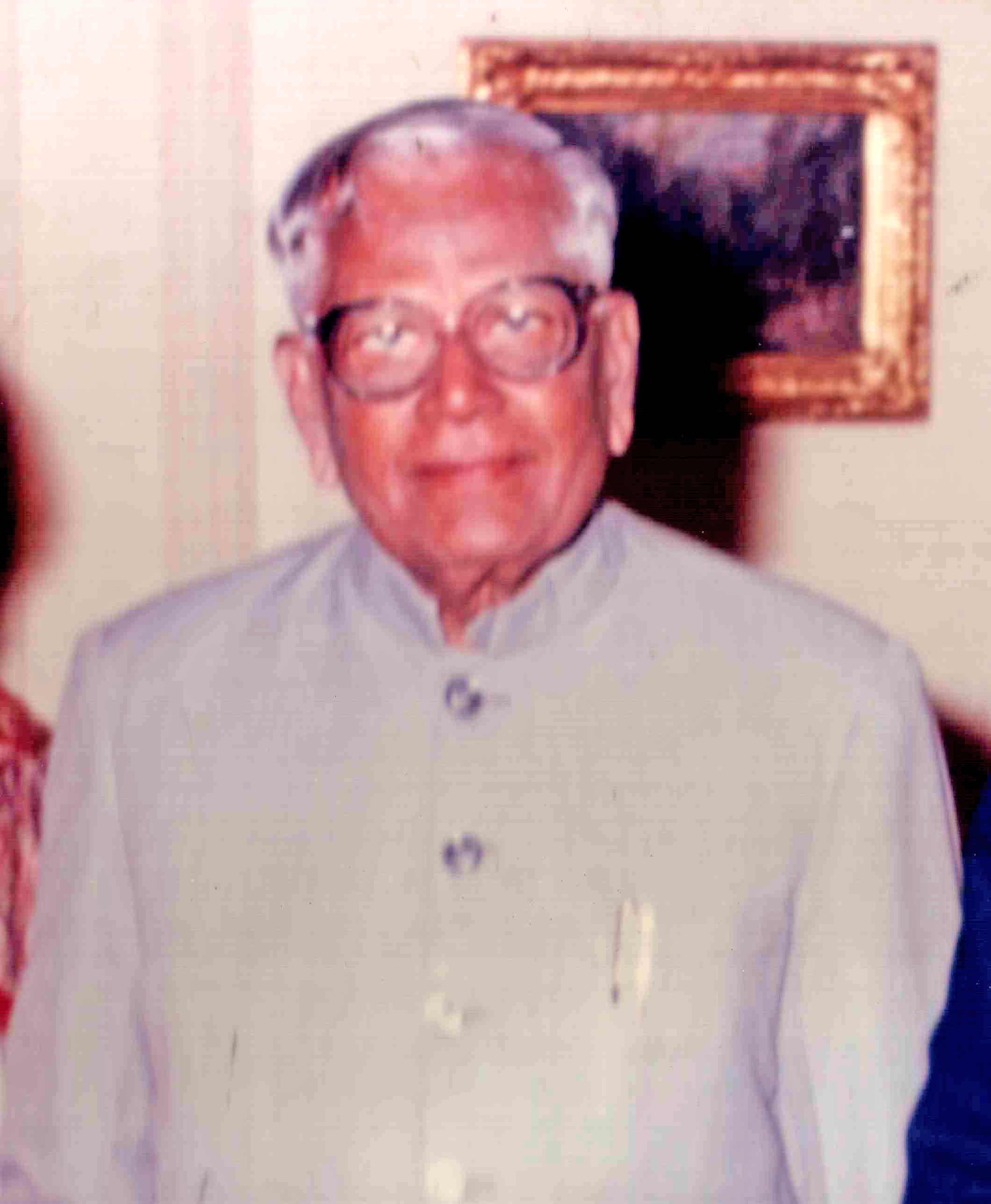
Ramaswamy Venkataraman
27 januari

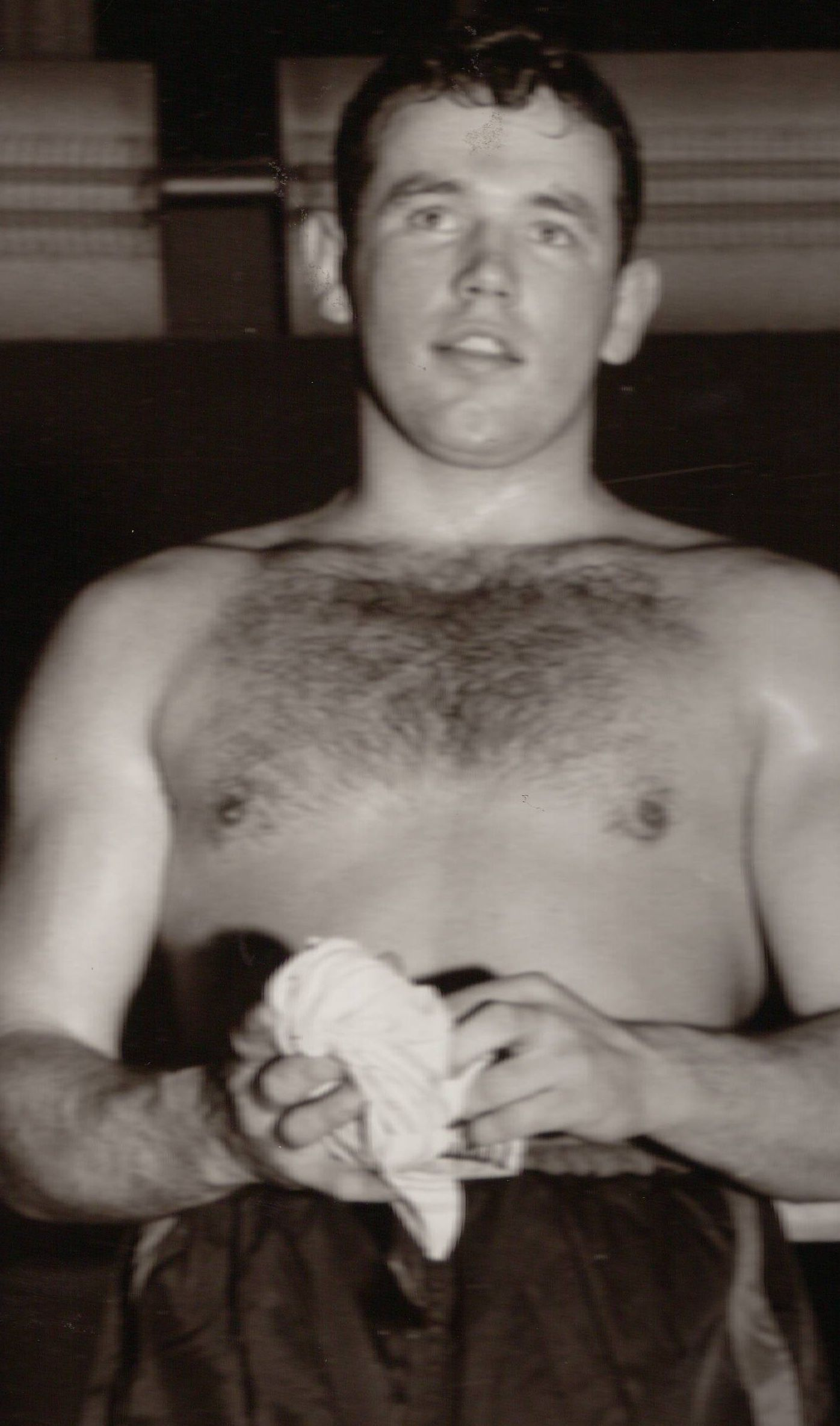
Ingemar Johansson
30 januari

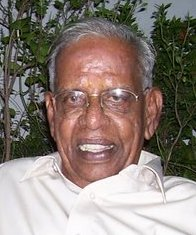
C.K. Nagesh
31 januari

| 1 | 2 | 3 | 4 | 5 | 6 | 7 | 8 | 9 | 10 | 11 | 12 | 13 | 14 | 15 | 16 | 17 | 18 | 19 | 20 | 21 | 22 | 23 | 24 | 25 | 26 | 27 | 28 | 29 | 30 | 31 |
| - | - | - | - | - | - | - | - | - | -- | -- | -- | -- | -- | -- | -- | -- | -- | -- | -- | -- | -- | -- | -- | -- | -- | -- | -- | -- | -- | -- |

### 1 januari
- Aarne Arvonen (111), Fins oorlogsveteraan
- Walter Haynes (80), Amerikaans musicus
- Nizar Rayan (49), Palestijns sjeik
- Johannes Mario Simmel (84), Oostenrijks auteur
- Helen Suzman (91), Zuid-Afrikaans politica en antiapartheidsactiviste

### 2 januari
- Inger Christensen (73), Deens dichteres
- Steven Gilborn (72), Amerikaans acteur
- Ryuzo Hiraki (77), Japans voetballer
- Maria de Jesus (115), Portugees oudste gedocumenteerde persoon ter wereld
- Raschid ibn Ahmad al-Mu'alla (78), emir van Umm al-Qaiwain

### 3 januari
- Charles Camilleri (77), Maltees componist
- Elly Dammers (87), Nederlands atlete
- Luca Gelfi (42), Italiaans wielrenner
- Pat Hingle (84), Amerikaans acteur[1]
- Reinier Krooshof (72), Nederlands politicus
- Sam McQuagg (73), Amerikaans coureur
- Hisayasu Nagata (39), Japans politicus
- Pierre Van Rompaey (77), Belgisch auteur
- Li Zuopeng (94), Chinees politicus

### 4 januari
- Lei Clijsters (52), Belgisch voetballer en voetbaltrainer
- Gert Jonke (62), Oostenrijks dichter
- Heinz L. Pistol (68), Duits beeldhouwer, tekenaar en architect

### 5 januari
- Azmi Kamaruddin (75), Maleisisch jurist en rechtsgeleerde
- Harry William Osborn Kinnard (93), Amerikaans officier
- Adolf Merckle (74), Duits industrieel en miljardair[2]

### 6 januari
- Ron Asheton (60), Amerikaans gitarist en songwriter
- Róbert Ilosfalvy (81), Hongaars operazanger
- Eduard Louis Mackor (87), Nederlands natuurkundige
- John Street (77), Brits snookerscheidsrechter
- Victor Sumulong (62), Filipijns politicus

### 7 januari
- Puck Oversloot (94), Nederlands zwemster[3]
- Ray Dennis Steckler (69), Amerikaans filmregisseur
- Bob Wilkins (78), Amerikaans presentator en acteur

### 8 januari
- Lasantha Wickramatunga (50), Sri Lankaans journalist

### 9 januari
- Dave Dee (65), Brits zanger
- Wim Hagemans (86), Nederlands tekenaar en aquarellist
- René Herms (26), Duits atleet
- T. Llew Jones (93), Brits schrijver

### 10 januari
- Coosje van Bruggen (66), Nederlands-Amerikaans beeldhouwer
- Georges Cravenne (94), Frans filmproducent
- Bill Stone (108), Brits oorlogsveteraan
- Elżbieta Zawacka (99), Pools vrijheidsstrijder

### 11 januari
- Isidoor De Ryck (82), Belgisch wielrenner
- Shigeo Fukuda (76), Japans kunstenaar
- Marcus Willem Heslinga (86), Nederlands hoogleraar, sociaal-geograaf en historisch-geograaf
- Tom O'Horgan (84), Amerikaans theaterregisseur
- Pío Laghi (86), Italiaans kardinaal
- Milan Rúfus (80), Slowaaks dichter en academicus
- Godert van Colmjon (65), Nederlands journalist en zanger[4]
- Thierry van Werveke (50), Luxemburgs acteur en zanger

### 12 januari
- Bergman (87), Nederlands dichter
- Claude Berri (74), Frans regisseur
- Albino Friaça Cardoso (84), Braziliaans voetballer
- Frank Laufer (73), Nederlands fotograaf en wereldverbeteraar
- Arne Næss (96), Noors filosoof
- William J. Pomeroy (92), Amerikaans schrijver en activist
- Kick Stokhuyzen (78), Nederlands televisiepresentator

### 13 januari
- Pedro Aguilar (81), Puerto Ricaans danser
- Hortense Calisher (97), Amerikaans schrijfster
- Patrick McGoohan (80), Amerikaans acteur
- Rien Verburg (88), Nederlands politicus

### 14 januari
- Friedrich Alexander Bischoff (80), Oostenrijks sinoloog, tibetoloog en mongoloog
- Steef van Eijkelenburg (86), Nederlands bestuurder[5]
- Wil Huygen (86), Nederlands arts en schrijver[6]
- Tomi Jalo (50), Fins voetballer
- Jan Kaplický (71), Tsjechisch/Brits architect
- Ricardo Montalbán (88), Mexicaans-Amerikaans acteur[7]

### 15 januari
- Veronika Doedarova (92), Russisch dirigente
- Sonja Prins (96), Nederlands dichteres[8]
- Said Seyam (49), Palestijns minister
- Tapan Sinha (84), Bengalees-Indiaas filmregisseur

### 16 januari
- Aad Bak (82), Nederlands voetballer[9]
- Jan-Hendrik Becking (84), Nederlands microbioloog, plantenfysioloog en ornitholoog
- Joop Wille (88), Nederlands voetballer en scheidsrechter
- Berry Withuis (88), Nederlands schaker en schaaktoernooi-organisator[10]
- Andrew Wyeth (91), Amerikaans schilder

### 17 januari
- Swier Broekema (88), Nederlands bestuurder
- Susanna Foster (84), Amerikaans actrice
- Ray Yoshida (78), Amerikaans kunstenaar

### 18 januari
- Cor Boender (80), Nederlands burgemeester
- Alice Hellemans (88), Belgisch bestuurster en politica
- Joseph Vanoverberghe (76), Belgisch politicus

### 19 januari
- Anastasia Baboerova (25), Russisch journaliste
- Johan Geleyns (43), Belgisch basketballer en -coach
- Stanislav Markelov (34), Russisch advocaat

### 20 januari
- Ossi Aalto (98), Fins jazzdrummer en bandleider
- Ramón de Algeciras (70), Spaans flamenco-gitarist
- Ries Brouwers (62), Nederlands muziekproducent
- Stéphanos II Ghattas (89), Egyptisch kardinaal en koptisch patriarch van Alexandrië
- René Michaux (55), Belgisch politiefunctionaris[11]
- Anthony A. Mitchell (90), Amerikaans componist, muziekpedagoog, dirigent en klarinettist
- Gerrit van der Valk (80), Nederlands ondernemer[12]
- Dina Vierny (89), Frans fotomodel[13]

### 21 januari
- Jantje Hendrikx (86), Nederlands zanger en accordeonist
- Helmut Hirsch (101), Duits historicus
- Jean Jadot (99), Belgisch curie-aartsbisschop
- Peter Persidis (62), Oostenrijks voetballer en -trainer
- Arie Pieneman (79), Nederlands voetballer[14]

### 22 januari
- Clément Pinault (23), Frans voetballer
- Dick Poons (68), Nederlands dichter-zanger en programmamaker[15]
- Etienne Vercauteren (73), Belgisch wielrenner[16]

### 23 januari
- Harold Blackham (105), Brits humanist
- George Perle (93), Amerikaans componist
- Jean-Paul Spaute (66), Belgisch voetballer en voetbalvoorzitter
- Alfred Van Roy (96), Belgisch ondernemer

### 24 januari
- Marie Glory (103), Frans actrice
- Diane Holland (78), Brits actrice
- Karl Koller (79), Oostenrijks voetballer[17]
- Ferry Pirard (61), Nederlands voetballer
- Sadik Šehić (72), Bosnisch schrijver en journalist
- Pierre Stevenaart (69), Nederlands voetbaltrainer
- Thomas Ambrose Tschoepe (93), Amerikaans bisschop

### 25 januari
- Mamadou Dia (98), Senegalees premier
- Eleanor F. Helin (76), Amerikaans astronome
- Ewald Kooiman (70), Nederlands organist[18]

### 26 januari
- James Brady (79), Amerikaans columnist, journalist, publicist en schrijver
- Tine van Buul (89), Nederlands uitgeefster[19]
- Rik Van den Abbeele (94), Belgisch televisiepionier en -producent

### 27 januari
- Holmfrid Olsson (65), Zweeds biatleet
- John Updike (76), Amerikaans schrijver
- Ramaswamy Venkataraman (98), president van India

### 28 januari
- Johan Groenewold (62), Nederlands ondernemer
- Louk Hulsman (85), Nederlands strafrechtgeleerde[20]
- Oswald Karch (91), Duits autocoureur

### 29 januari
- Tabe Bas (81), Nederlands acteur, zanger en schaker[21]
- Hélio Gracie (95), Braziliaans vechtsporter
- John Martyn (60), Brits singer-songwriter en gitarist

### 30 januari
- Lino Aldani (82), Italiaans sciencefictionschrijver
- José de Almeida Batista Pereira (91), Braziliaans bisschop
- Hans Beck (79), Duits speelgoeduitvinder
- Ingemar Johansson (76), Zweeds bokser
- Sune Jonsson (78), Zweeds fotograaf en schrijver
- Willem de Looper (76), Nederlands-Amerikaans kunstschilder

### 31 januari
- Erland von Koch (98), Zweeds componist, muziekpedagoog, dirigent, organist en pianist
- Dewey Martin (68), Canadees drummer
- C.K. Nagesh (75), Indiaas Kollywoodacteur
- Pieter Van den Bosch (81), Belgisch voetballer

## Februari

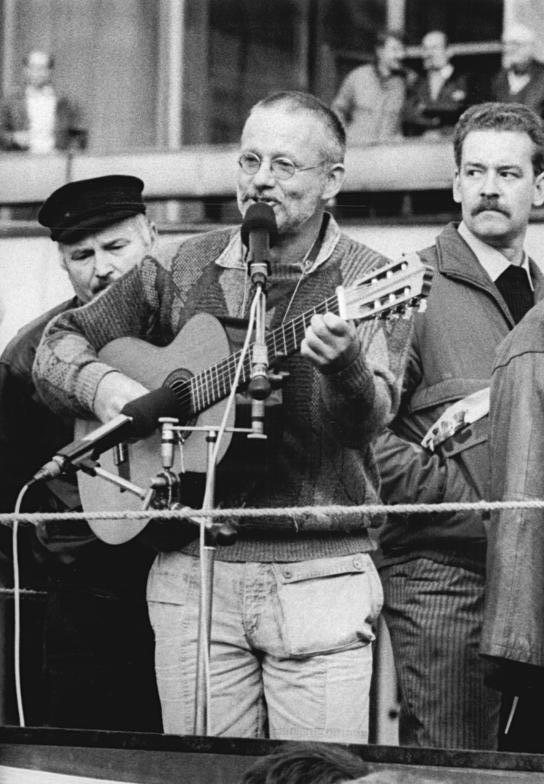
Kurt Demmler
3 februari

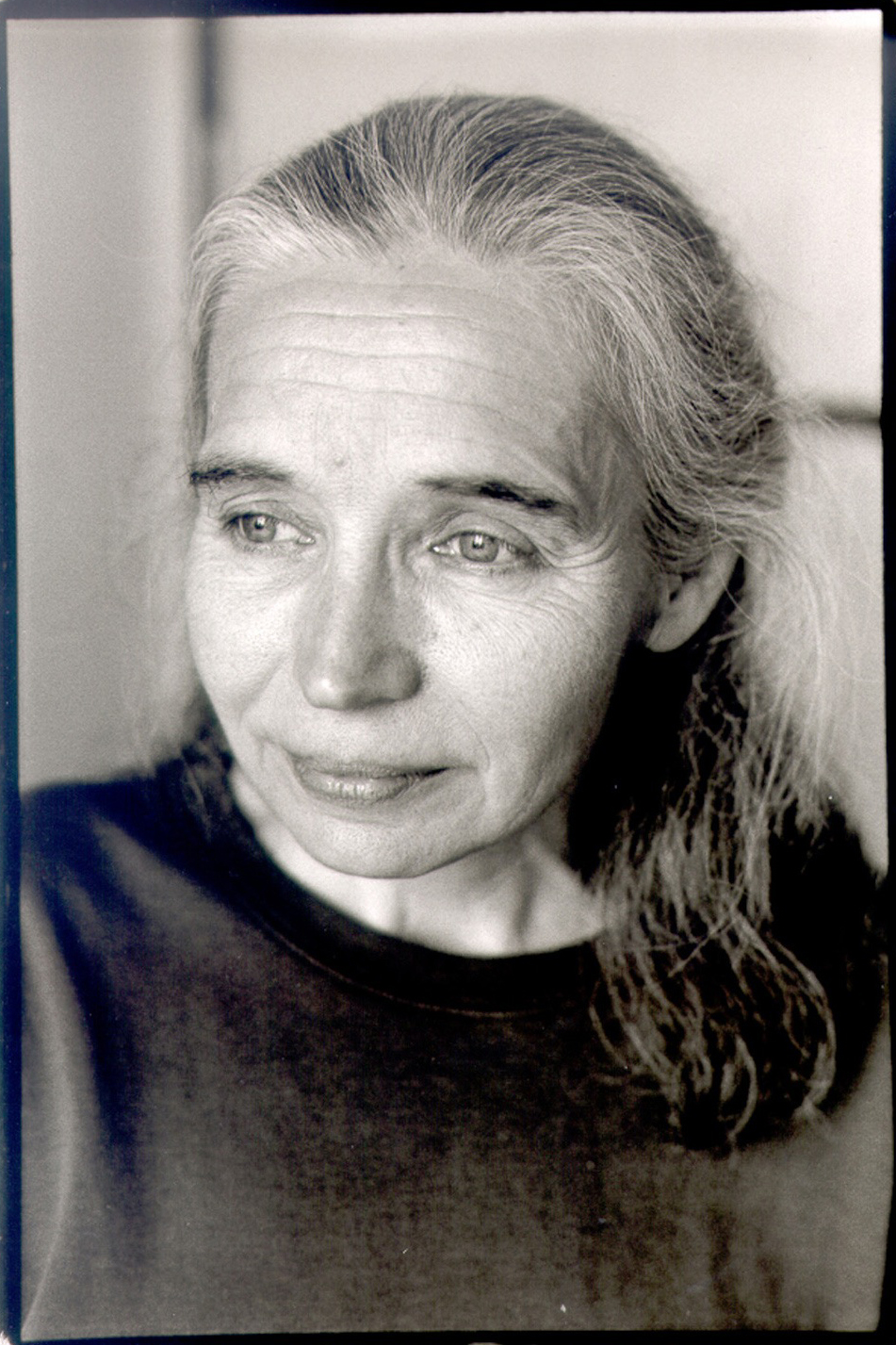
Alison Des Forges
12 februari

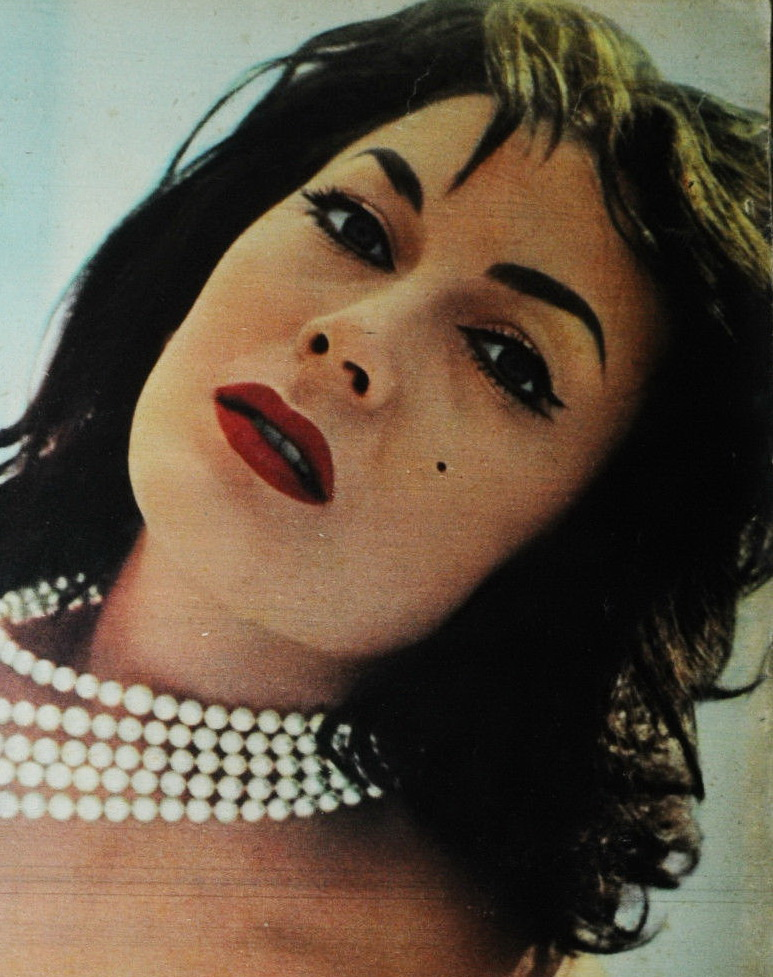
Gianna Maria Canale
13 februari

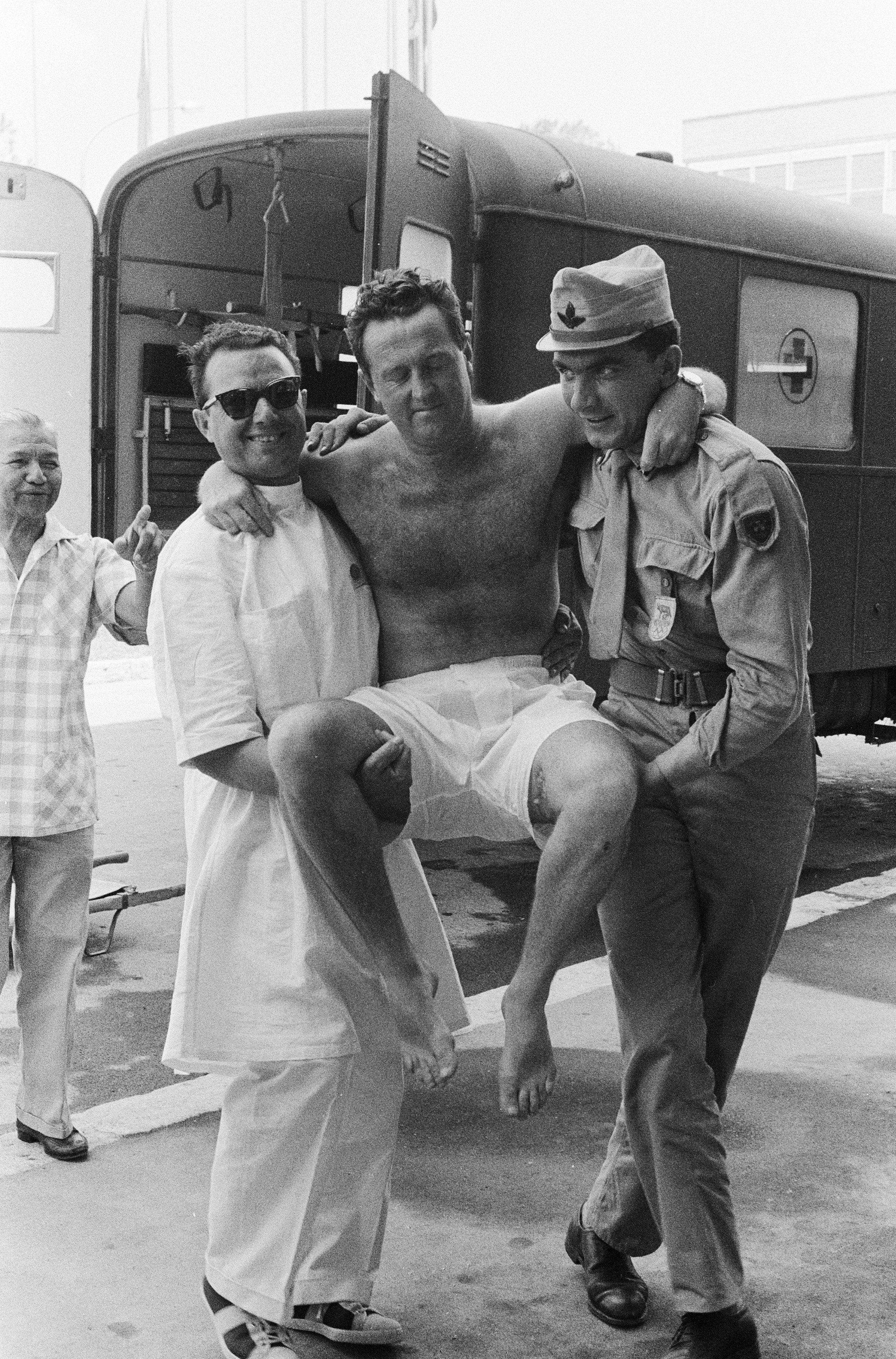
Cor Braasem
14 februari

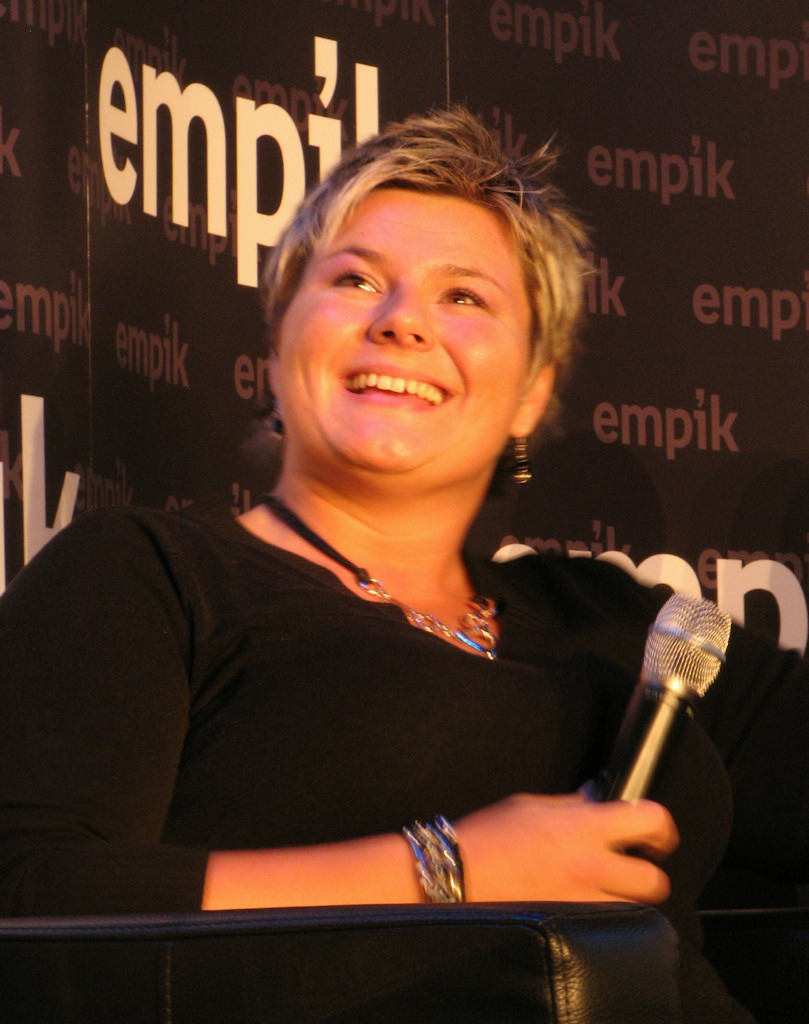
Kamila Skolimowska
18 februari

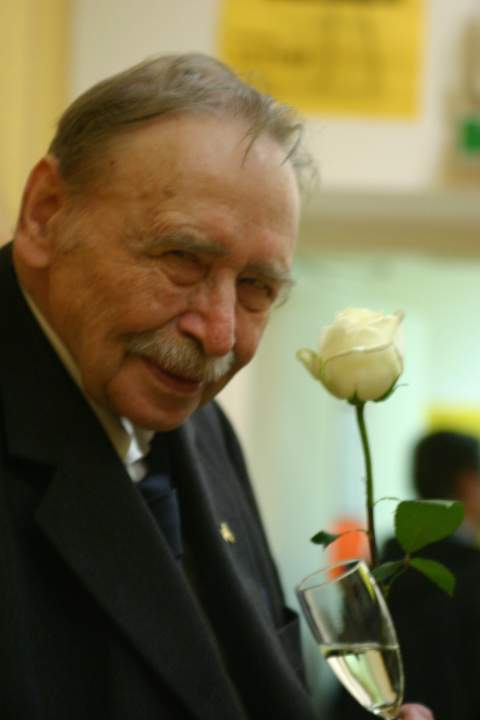
Edmund Hlawka
19 februari

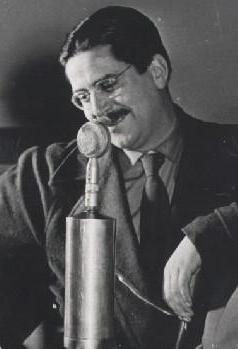
Jan de Cler
23 februari

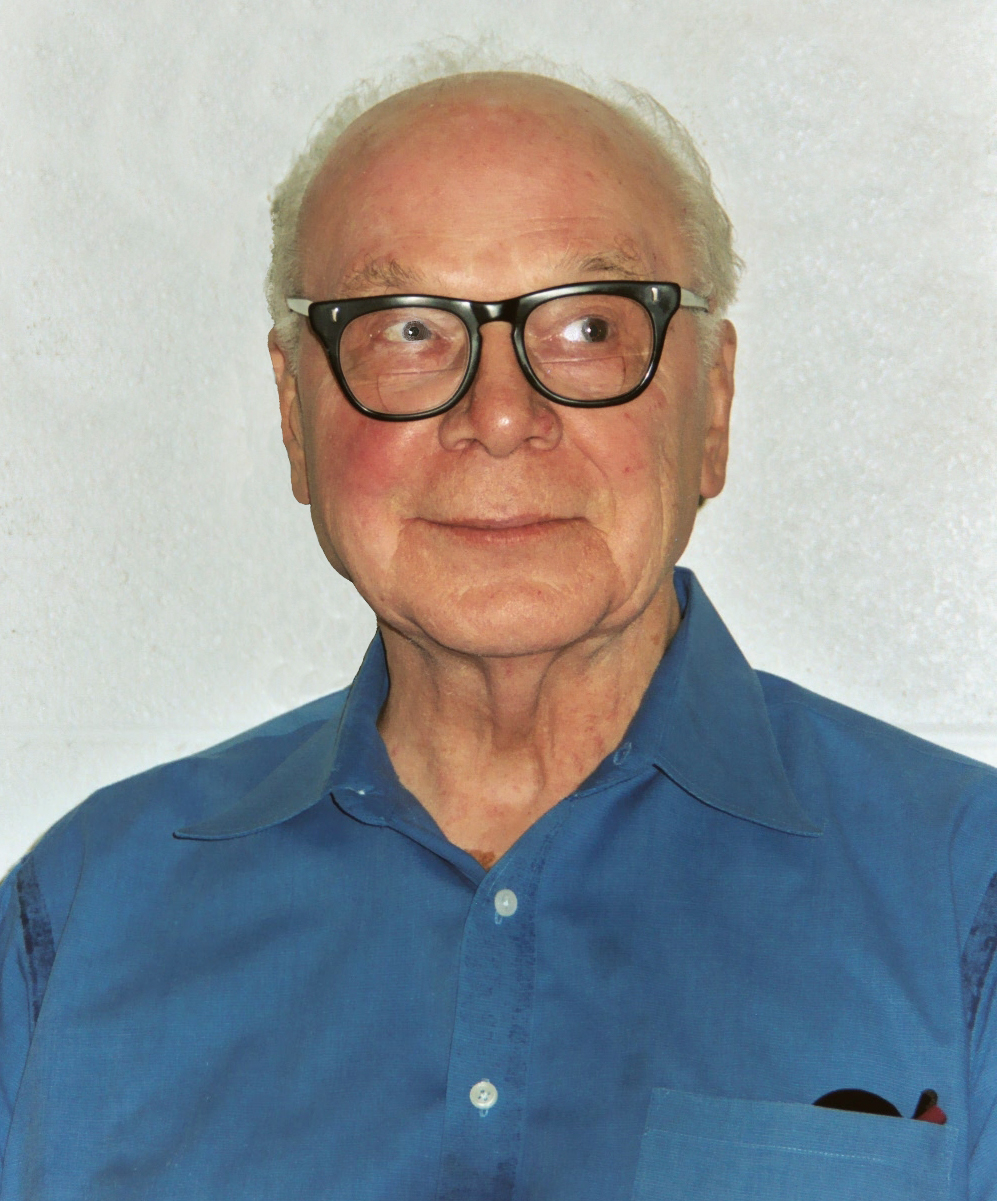
Philip José Farmer
25 februari

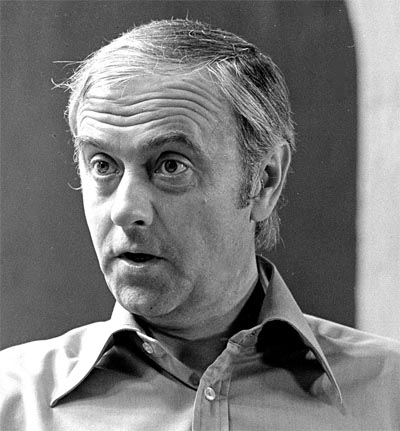
Walter van der Kamp
27 februari

| 1 | 2 | 3 | 4 | 5 | 6 | 7 | 8 | 9 | 10 | 11 | 12 | 13 | 14 | 15 | 16 | 17 | 18 | 19 | 20 | 21 | 22 | 23 | 24 | 25 | 26 | 27 | 28 |
| - | - | - | - | - | - | - | - | - | -- | -- | -- | -- | -- | -- | -- | -- | -- | -- | -- | -- | -- | -- | -- | -- | -- | -- | -- |

### 1 februari
- Bert Boer (63), Nederlands predikant
- Jim McWithey (81), Amerikaans autocoureur
- Richard Salter (65), Brits baritonzanger

### 2 februari
- Charles De Vlieger (92), Belgisch volksvertegenwoordiger
- Wiet Verschure (84), Nederlands bestuurder

### 3 februari
- Kurt Demmler (65), Duits singer-songwriter
- Howard Kanovitz (79), Amerikaans kunstenaar
- Louis Proost (73), Belgisch wielrenner
- Sheng-yen (79), Taiwanees boeddhistisch zenmeester

### 4 februari
- Tom Brumley (73), Amerikaans gitarist
- Christophe Dupouey (40), Frans mountainbiker

### 5 februari
- Andrés Bermúdez Viramontes (58), Mexicaans politicus en ondernemer
- Frederiek Nolf (21), Belgisch wielrenner
- Dana Vávrová (41), Tsjechisch-Duits actrice en regisseur
- Xiang Yang (49), Amerikaans stamcelonderzoeker

### 6 februari
- Philip Carey (83), Amerikaans acteur[22]
- Jan Linzel (90), Nederlands generaal en Engelandvaarder
- Shirley Jean Rickert (82), Amerikaans actrice

### 7 februari
- Jack Cover (88), Amerikaans natuurkundige
- Blossom Dearie (82), Amerikaans jazzzangeres
- Reg Evans (80), Australisch acteur
- Jorge Reyes (56), Mexicaans progressief rockmuzikant en componist
- Piotr Stańczak (±43), Pools geoloog en terrorismeslachtoffer

### 8 februari
- Henri Castel (90), Belgisch politicus
- Marian Cozma (26), Roemeens handballer
- Terry Spencer (90), Brits oorlogsfotograaf

### 9 februari
- Robert Woodruff Anderson (91), Amerikaans toneel- en scenarioschrijver
- Ulrike Apel-Haefs (57), Duits politica
- Michiel De Bruyne (81), Belgisch schrijver en heemkundige
- Vic Lewis (89), Brits jazzbandleader

### 10 februari
- Carolyn George (80), Amerikaans ballerina
- Berting Labra (75), Filipijns acteur
- Antoine Vanhove (71), Belgisch voetbalbestuurder
- Sefafín Vásquez Elizalde (86), Mexicaans bisschop

### 11 februari
- Willem Kolff (97), Nederlands-Amerikaans medisch pionier

### 12 februari
- Hermann Becht (69), Duits operazanger
- Hercules Bellville (69), Amerikaans filmproducent
- Alison Des Forges (66), Amerikaans mensenrechtenactiviste
- Lis Hartel (87), Deens amazone
- Hugh Leonard (82), Iers toneelschrijver
- Mat Mathews (84), Nederlands jazzaccordeonist
- Coleman Mellett (34), Amerikaans jazzgitarist
- Gerry Niewood (65), Amerikaans jazzsaxofonist, -fluitist en -klarinettist

### 13 februari
- Gianna Maria Canale (81), Italiaans actrice
- Dilys Laye (74), Brits actrice

### 14 februari
- Louie Bellson (84), Amerikaans jazzdrummer
- Cor Braasem (85), Nederlands waterpoloër[23]
- David Hartsema (84), Nederlands tekstschrijver

### 15 februari
- Susanne Heynemann (95), Nederlands typografe en grafisch vormgeefster
- Dan Van Severen (82), Belgisch kunstschilder

### 16 februari
- Susanne von Almassy (92), Oostenrijks actrice
- Liliane Brekelmans-Gronert (79), Nederlands bestuurder
- Stephen Kim Sou-hwan (86), Zuid-Koreaans aartsbisschop en kardinaal
- Aldert Walrecht (77), Nederlands letterkundige, vertaler en uitgever

### 17 februari
- Victor Kiernan (95), Brits historicus
- Gazanfer Özcan (78), Turks acteur
- Shabnam Romani (80), Pakistaans dichter

### 18 februari
- Viking Björk (90), Zweeds hartchirurg
- J. Max Bond Jr. (73), Amerikaans architect
- Snooks Eaglin (73), Amerikaans bluesmuzikant
- Tayeb Saleh (79), Soedanees schrijver
- Kamila Skolimowska (26), Pools atlete
- Dick de Zeeuw (85), Nederlands landbouwkundige en politicus

### 19 februari
- Pierre Barbotin (82), Frans wielrenner
- Edmund Hlawka (92), Oostenrijks wiskundige
- Ibrahim Hussein (72), Maleisisch kunstenaar
- Thomas Jerome Welsh (87), Amerikaans bisschop

### 20 februari
- Friedrich Berentzen (81), Duits industrieel
- Jo Niemantsverdriet-Leenheer (82), Nederlands politica
- Joseph Pannaye (86), Belgisch voetballer
- Robert Quarry (83), Amerikaans acteur
- Sadi (81), Belgisch jazzmusicus
- Willem de Waard (92), Nederlands Engelandvaarder
- Arnoldus van Walsum (84), Nederlands burgemeester

### 21 februari
- Hercules Bellville (69), Amerikaans filmproducent
- Zef Simoni (80), Albanees bisschop

### 22 februari
- Candido Cannavò (78), Italiaans sportjournalist
- Howard Zieff (81), Amerikaans filmregisseur en fotograaf

### 23 februari
- Jan de Cler (93), Nederlands radiomaker, liedjesschrijver en huisarts
- Sverre Fehn (84), Noors architect
- Frank Löwik (52), Nederlands historicus en leraar
- Will van Selst (72), Nederlands acteur
- Scott Symons (75), Canadees schrijver

### 24 februari
- Svatopluk Havelka (83), Tsjechisch componist

### 25 februari
- Randall Bewley (53), Amerikaans rockgitarist
- Ian Carr (75), Schots jazz-muzikant, componist, schrijver en leraar
- Philip José Farmer (91), Amerikaans auteur
- Jaap Kruithof (79), Belgisch moraalfilosoof
- Howard Menger (87), Amerikaans ufoloog
- Jan Rademaker (85), Nederlands burgemeester
- Emiel Vansteenkiste (78), Belgisch politicus en politie-officier

### 26 februari
- Joop Geurts (86), Nederlands honkballer
- Robert Jasper Grootveld (76), Nederlands anti-rookmagiër en kunstenaar[24]
- Hans Lesterhuis (64), Nederlands sportbestuurder en burgemeester
- Wendy Richard (65), Brits actrice[25]

### 27 februari
- Walter van der Kamp (83), Nederlands televisieregisseur
- Manea Mănescu (92), Roemeens premier
- Gerriet Postma (76), Nederlands schilder
- Jos Wijninckx (78), Belgisch politicus

### 28 februari
- Geoffrey Smith (80), Brits televisiepresentator

## Maart

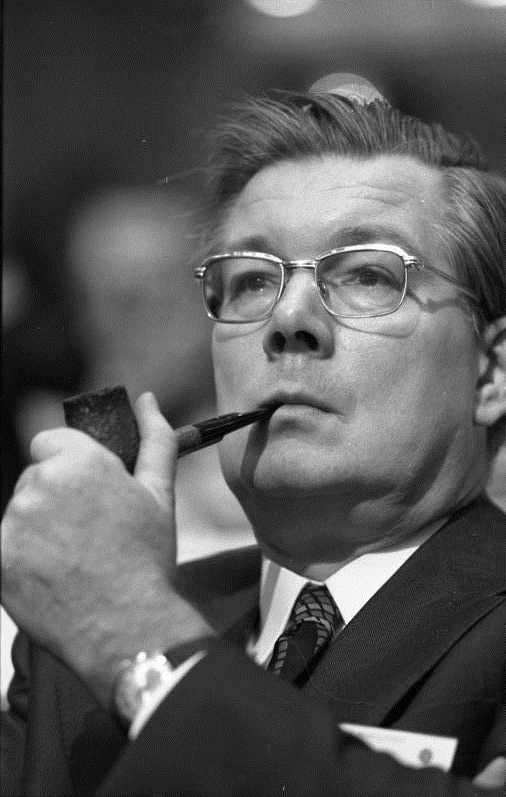
Ernst Benda
2 maart

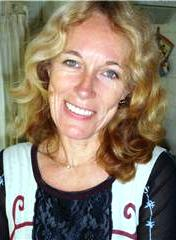
Patricia De Martelaere
4 maart

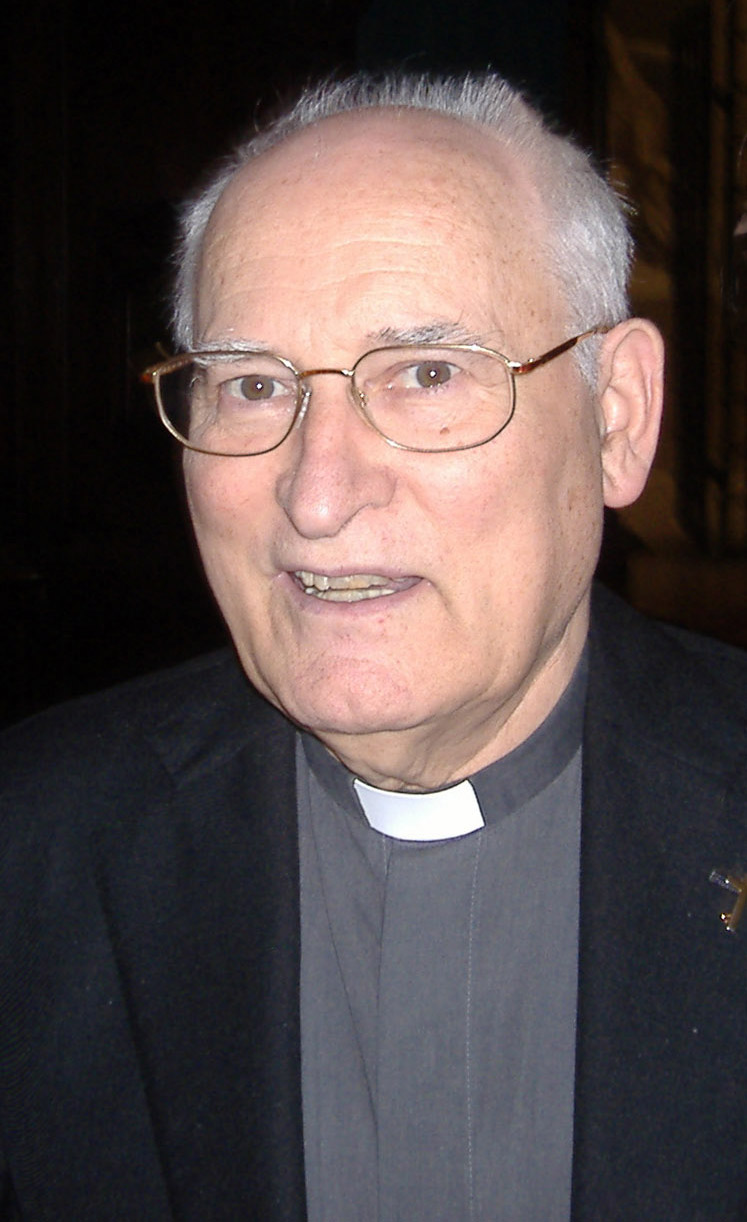
Silvio Cesare Bonicelli
6 maart

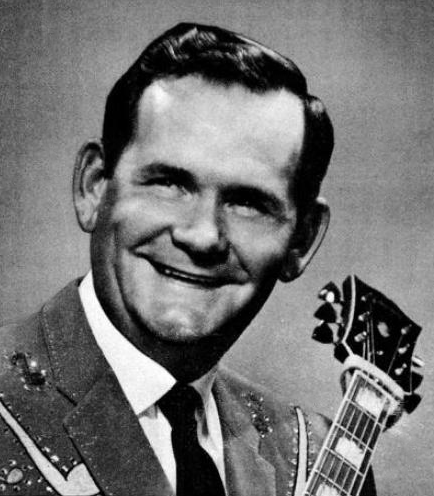
Hank Locklin
8 maart

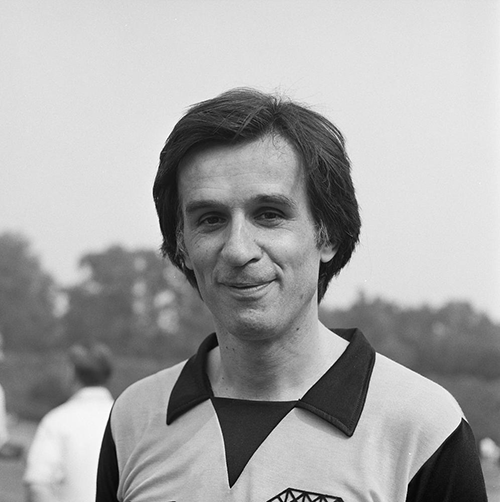
Jan ter Laak
12 maart

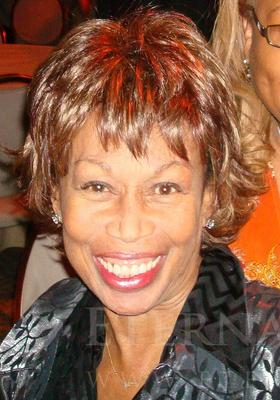
Altovise Gore
14 maart

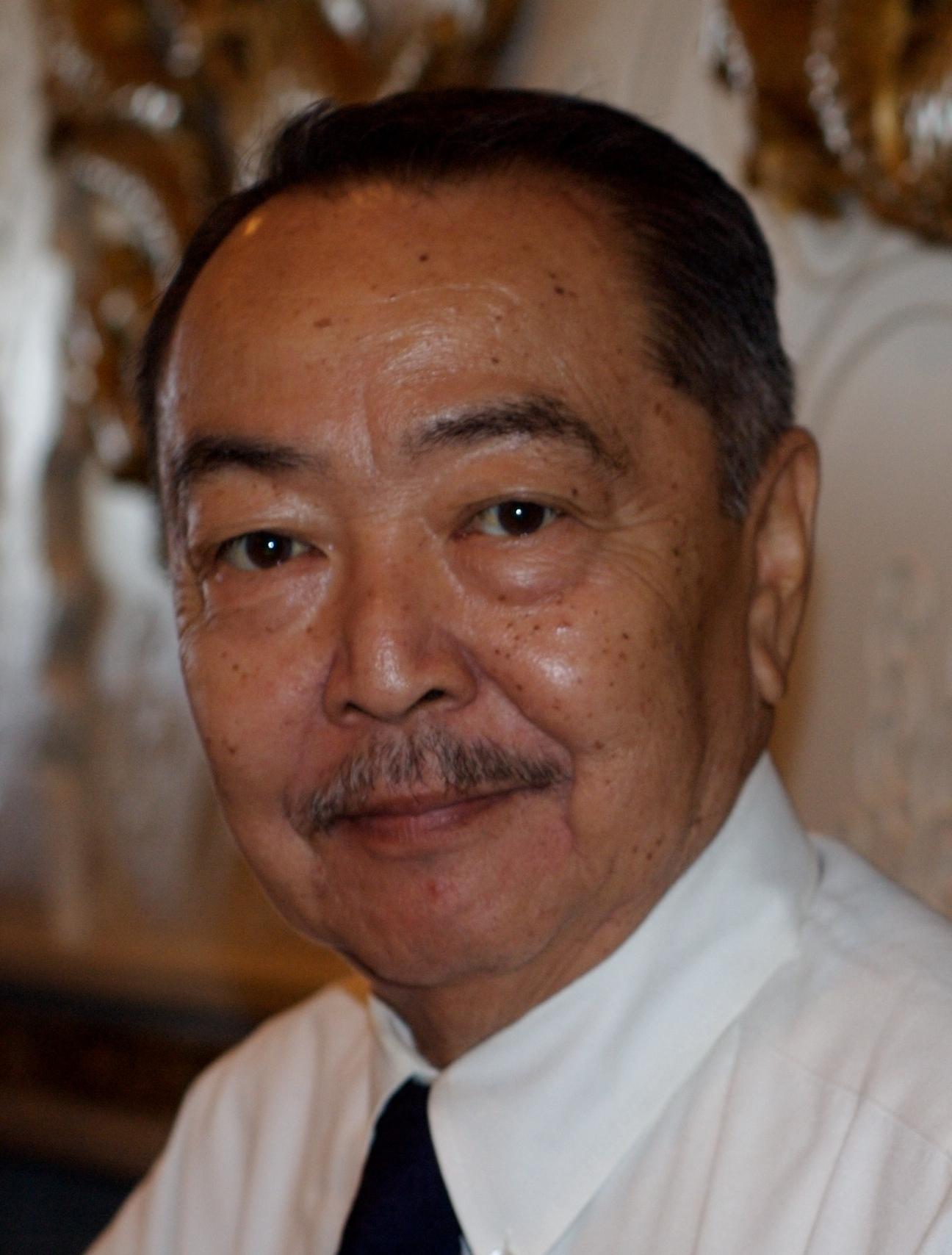
Richard Aoki
15 maart

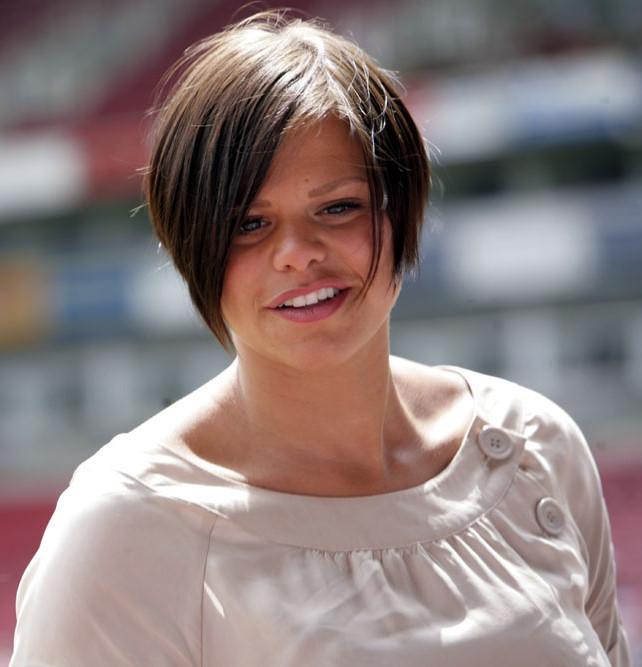
Jade Goody
22 maart

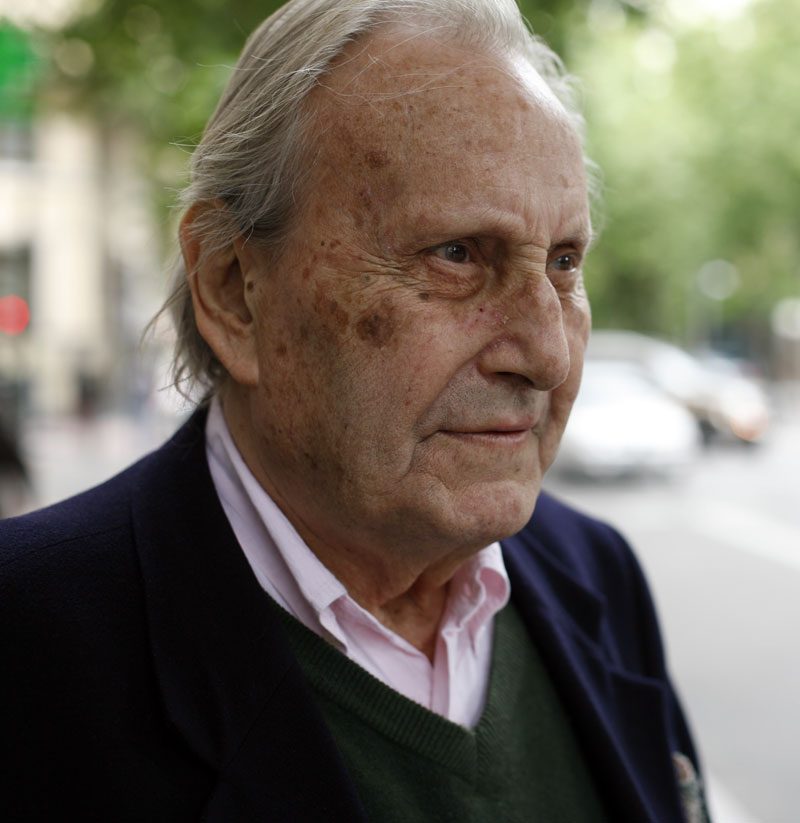
Carlos Semprún
23 maart

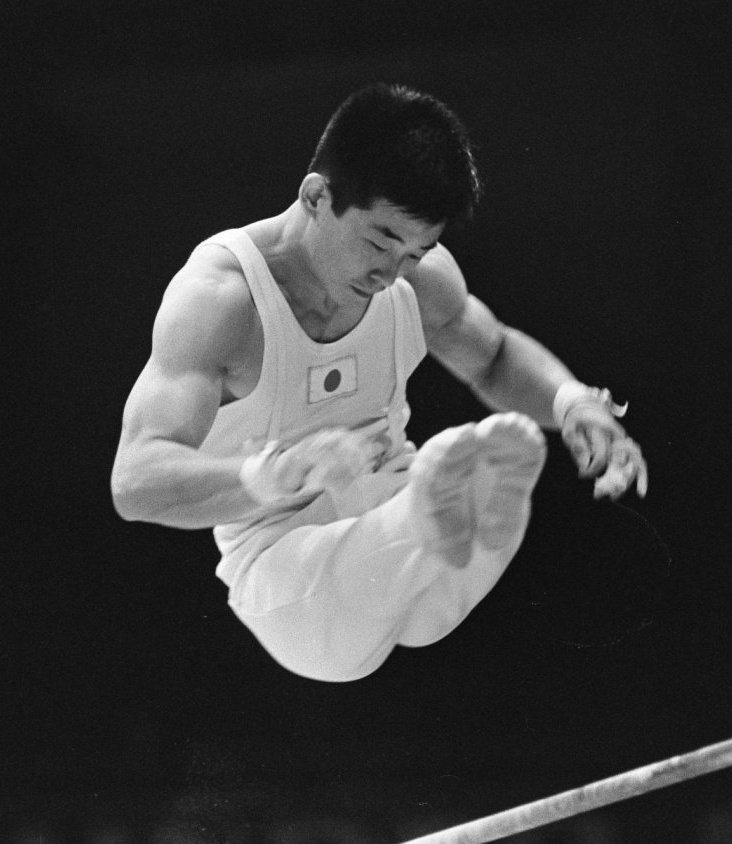
Yukio Endo
25 maart

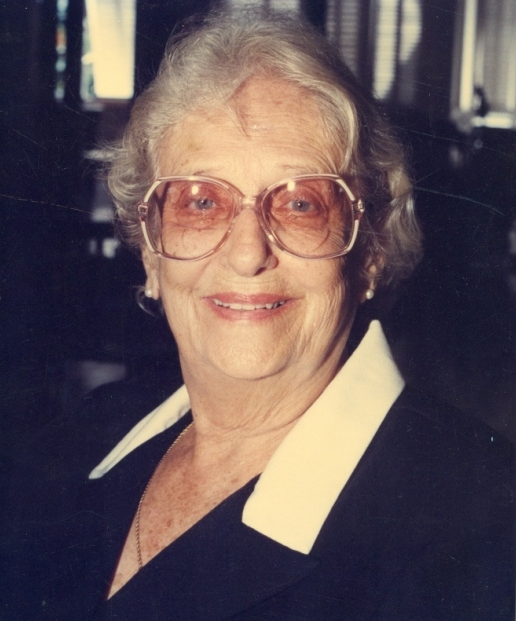
Janet Jagan
28 maart

| 1 | 2 | 3 | 4 | 5 | 6 | 7 | 8 | 9 | 10 | 11 | 12 | 13 | 14 | 15 | 16 | 17 | 18 | 19 | 20 | 21 | 22 | 23 | 24 | 25 | 26 | 27 | 28 | 29 | 30 | 31 |
| - | - | - | - | - | - | - | - | - | -- | -- | -- | -- | -- | -- | -- | -- | -- | -- | -- | -- | -- | -- | -- | -- | -- | -- | -- | -- | -- | -- |

### 1 maart
- Paul Brondeel (81), Vlaams schrijver
- Russel James Peck (64), Amerikaans componist en muziekpedagoog
- Freddy Sijthoff (87), Nederlands zakenman en uitgever

### 2 maart
- Ernst Benda (84), Duits minister
- João Bernardo Vieira (69), president van Guinee-Bissau

### 3 maart
- Sydney Earle Chaplin (82), Amerikaans acteur
- Sebastian Faisst (20), Duits handballer
- Viktor Gjika (71), Albanees filmregisseur

### 4 maart
- Patricia De Martelaere (51), Belgisch schrijfster en filosofe
- Horton Foote (92), Amerikaans toneel- en scenarioschrijver
- Salvatore Samperi (64), Italiaans filmregisseur
- Triztán Vindtorn (66), Noors dichter

### 5 maart
- Hepzibah Kousbroek (55), Nederlands vertaalster en schrijfster

### 6 maart
- Silvio Cesare Bonicelli (76), Italiaans bisschop
- Francis Magalona (44), Filipijns rapper en acteur
- Henri Pousseur (79), Belgisch componist

### 7 maart
- Václav Bedřich (90), Tsjechisch regisseur van animatiefilms
- Jacqueline François (87), Frans zangeres
- Barbara Parker (62), Amerikaans schrijfster
- Tullio Pinelli (100), Italiaans scenarioschrijver

### 8 maart
- Robert Lucien Chapuis (73), bisschop in Madagaskar
- Hank Locklin (91), Amerikaans countryzanger
- Zbigniew Religa (70), Pools politicus
- Ernest Trova (82), Amerikaans, surrealistisch en popartschilder en beeldhouwer

### 9 maart
- Albrecht Schönherr (97), (Oost-)Duits theoloog en kerkleider
- Guillermo Thorndike (68), Peruviaans schrijver en journalist

### 10 maart
- Brian Barry (73), Brits politiek filosoof

### 11 maart
- Péter Bacsó (81), Hongaars filmregisseur
- Firmin Bral (79), Belgisch wielrenner
- Robrecht Dewitte (75), Belgisch muziekmanager
- Lars Erstrand (72), Zweeds vibrafoonspeler
- Jenny Tanghe (82), Belgisch actrice

### 12 maart
- Jan ter Laak (70), Nederlands theoloog en vredesactivist

### 13 maart
- Betsy Blair (85), Amerikaans actrice
- Anne Brown (96), Amerikaans operazangeres
- Andrew Martin (33), Canadees worstelaar
- James Purdy (94), Amerikaans schrijver

### 14 maart
- Altovise Gore (65), Amerikaans actrice en danseres
- Robert Hanell (84), Tsjechisch dirigent en operacomponist

### 15 maart
- Richard Aoki (70), Amerikaans mensenrechtenactivist
- Billy C. Clark (80), Amerikaans schrijver
- Seamus Creagh (63), Iers violist
- Pirkle Jones (95), Amerikaans fotograaf
- Paul Spang (86), Luxemburgs historicus
- Shinkichi Tajiri (85), Amerikaans kunstenaar en filmmaker
- Rong Wongsawan (76), Thais schrijver

### 16 maart
- Marjorie Grene (98), Amerikaans filosofe
- Abdelkebir Khatibi (70), Marokkaans schrijver

### 17 maart
- Edith Hahn Beer (95), Oostenrijks Holocaustoverlevende

### 18 maart
- Eddie Bo (78), Amerikaans jazzmuzikant
- Rita Lejeune (102), Belgisch taalkundige
- Jeremej Parnov (73), Russisch schrijver
- Natasha Richardson (45), Brits-Amerikaans actrice

### 19 maart
- Felipe Santiago Benítez Avalos (82), Paraguayaans aartsbisschop
- Ion Dolănescu (65), Roemeens zanger
- Harry Harris (86), Amerikaans televisieregisseur

### 20 maart
- Abdellatif Filali (81), Marokkaans eerste minister

### 21 maart
- Genoveva Matute (94), Filipijns schrijfster

### 22 maart
- Awilda Carbia (71), Puerto Ricaans actrice
- Steve Doll (48), Amerikaans professioneel worstelaar
- Jean Gayetot (83), Belgisch vakbondsbestuurder
- Jade Goody (27), Brits televisiepersoonlijkheid

### 23 maart
- John Falk (±81), Canadees behavioristisch psycholoog en gedragsfarmacoloog
- Manuel del Rosario (93), Filipijns bisschop
- Lloyd Ruby (81), Amerikaans autocoureur
- Carlos Semprún (82), Spaans schrijver
- Thieu van de Wouw (68), Nederlands politicus

### 24 maart
- Martin Brozius (67), Nederlands acteur, presentator en cabaretier[26]
- Nand Buyl (86), Belgisch acteur[27]
- Heinz von Cramer (84), Duits schrijver en hoorspelregisseur
- Kees den Engelse (83), Nederlands politicus
- Uriel Jones (74), Amerikaans drummer
- Hans Klenk (89), Duits autocoureur
- Augustin Kubizek (90), Oostenrijks componist
- Göran Schildt (92), Fins schrijver en kunsthistoricus
- Siegfried Tiefensee (86), Duits componist

### 25 maart
- Liane Bruylants (88), Belgisch schrijver
- Yukio Endo (72), Japans turner
- Henk Geurts (81), Nederlands politicus
- Fons Fraeters (73), Belgisch taalkundige
- Tom Johnston (82), Brits econoom
- Manny Oquendo (78), Amerikaans slagwerker
- Giovanni Parisi (41), Italiaans bokser
- Willy Schobben (93), Nederlands trompettist
- Muhsin Yazıcıoğlu (54), Turks politicus

### 26 maart
- Griselda Álvarez (95), Mexicaans schrijfster en politica
- Arne Bendiksen (82), Noors zanger
- Jef Diederen (88), Nederlands kunstenaar
- John Mayhew (61), Brits drummer
- Timbul Suhardi (66), Indonesisch komisch acteur

### 27 maart
- Evert Grift (86), Nederlands wielrenner
- André Jandrain (83), Belgisch volksvertegenwoordiger, senator en burgemeester
- Arnold Meri (89), Estisch oorlogsheld
- Jan Willem Rädecker (85), Nederlands beeldhouwer
- Dorothé Wassenberg (65), Nederlands politica

### 28 maart
- Janet Jagan (88), Guyanees politica
- Ugo Martinat (66), Italiaans politicus
- Renata Mauro (73), Italiaans actrice

### 29 maart
- Stanisław Dróżdż (69), Pools kunstenaar
- Vladimir Fedotov (66), Sovjet-Russisch voetballer en trainer
- Maurice Jarre (84), Frans componist van filmmuziek
- Helen Levitt (95), Amerikaans fotografe
- Miroslav Moravec (70), Tsjechisch acteur
- Kees Quint (69), Nederlands doelman

### 30 maart
- Maria Curcio (90), Italiaans pianiste en pianopedagoog
- Eugène Drenthe (83), Surinaams toneelschrijver en dichter
- Soelim Jamadajev (35), Tsjetsjeens legerleider
- Samuel Jonker (78), Nederlands zakenman, verzekeraar en mecenas
- Andrea Mead-Lawrence (76), Amerikaans skiester
- Gert Oost (66), Nederlands musicoloog
- Jackie Pretorius (74), Zuid-Afrikaans autocoureur

### 31 maart
- Raúl Alfonsín (82), president van Argentinië
- Jarl Alfredius (66), Zweeds journalist
- Michael Cox (60), Brits schrijver
- Hong Song-nam (84), Noord-Koreaans premier

## April

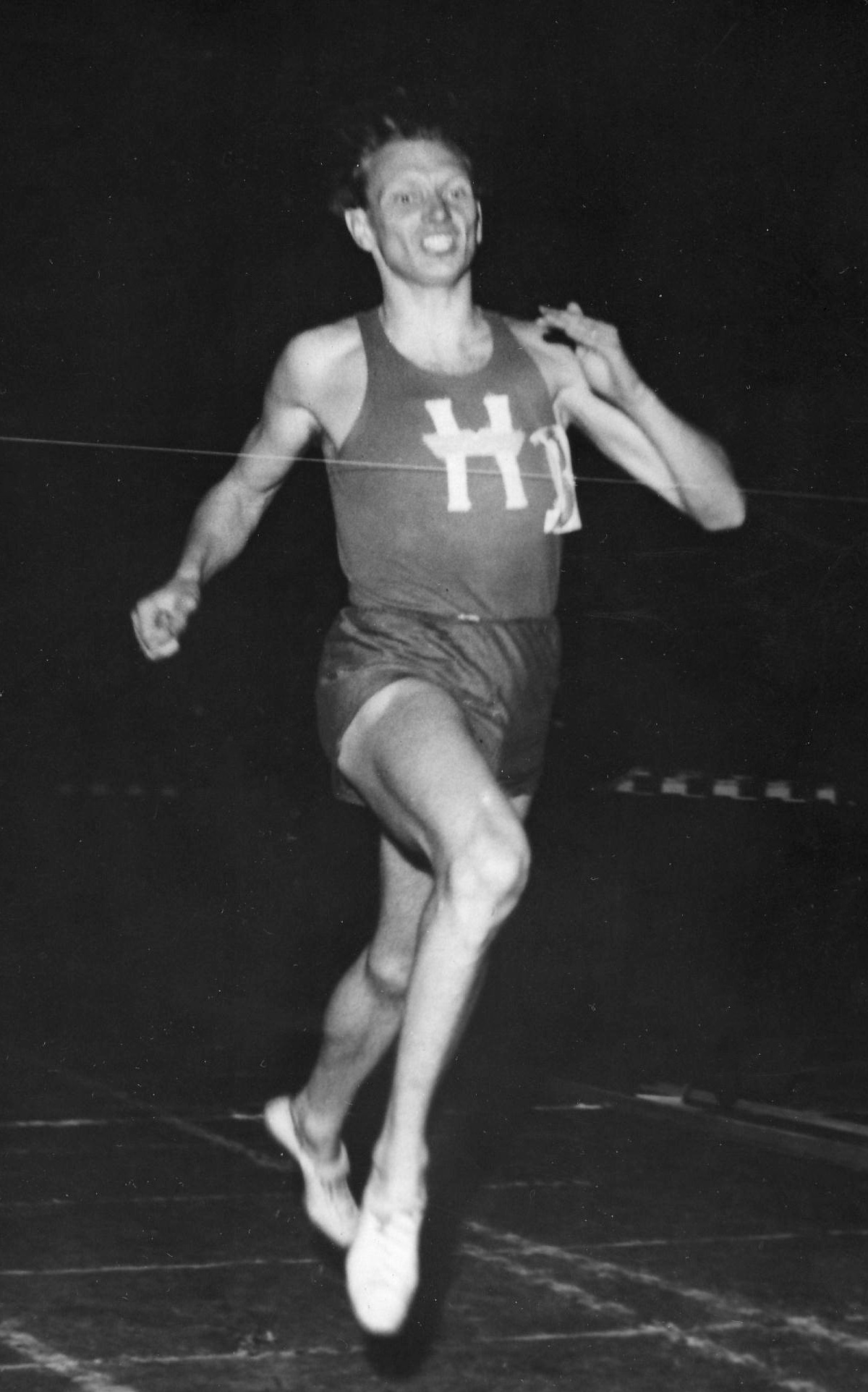
Arne Andersson
1 april

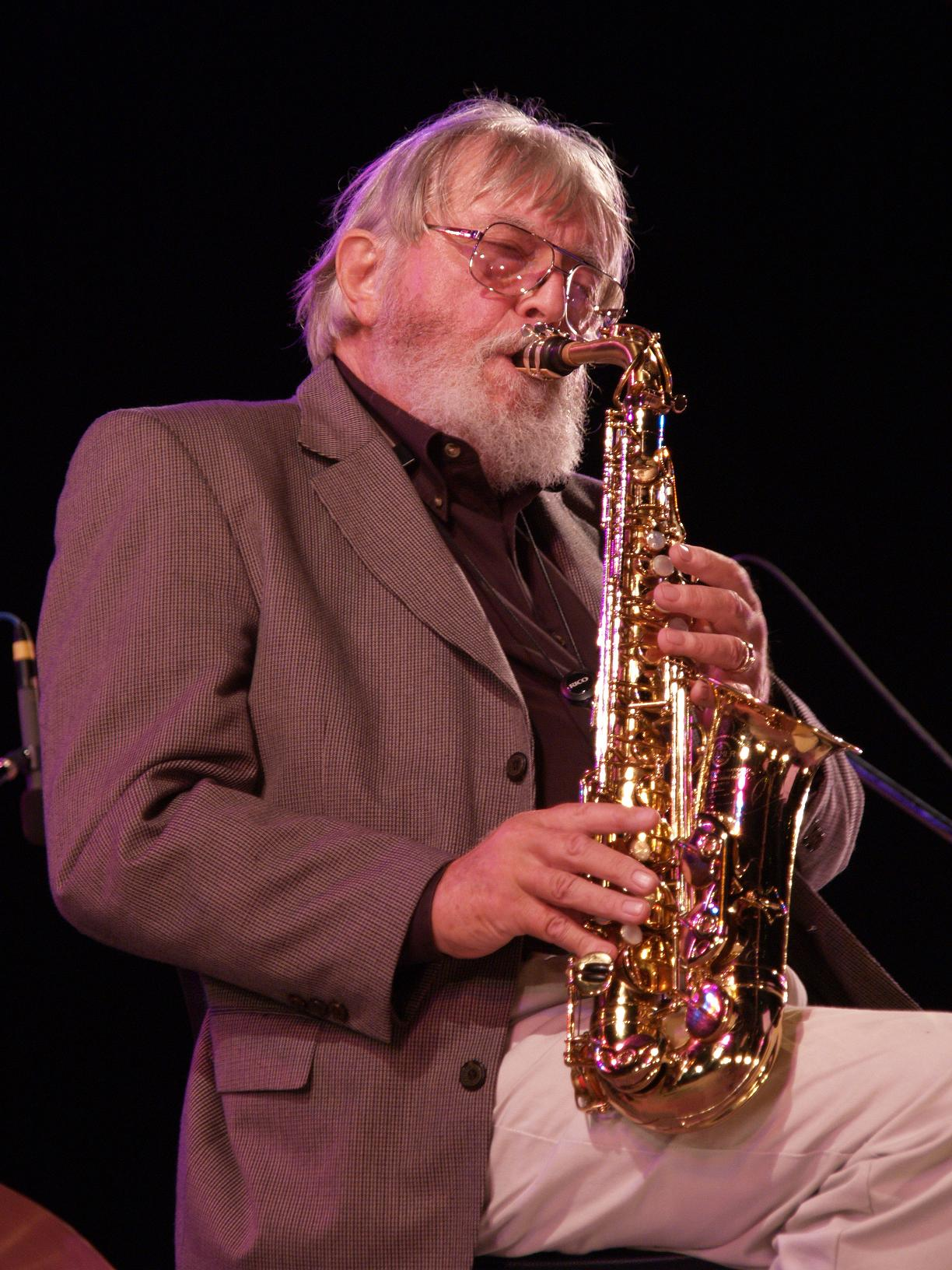
Bud Shank
2 april

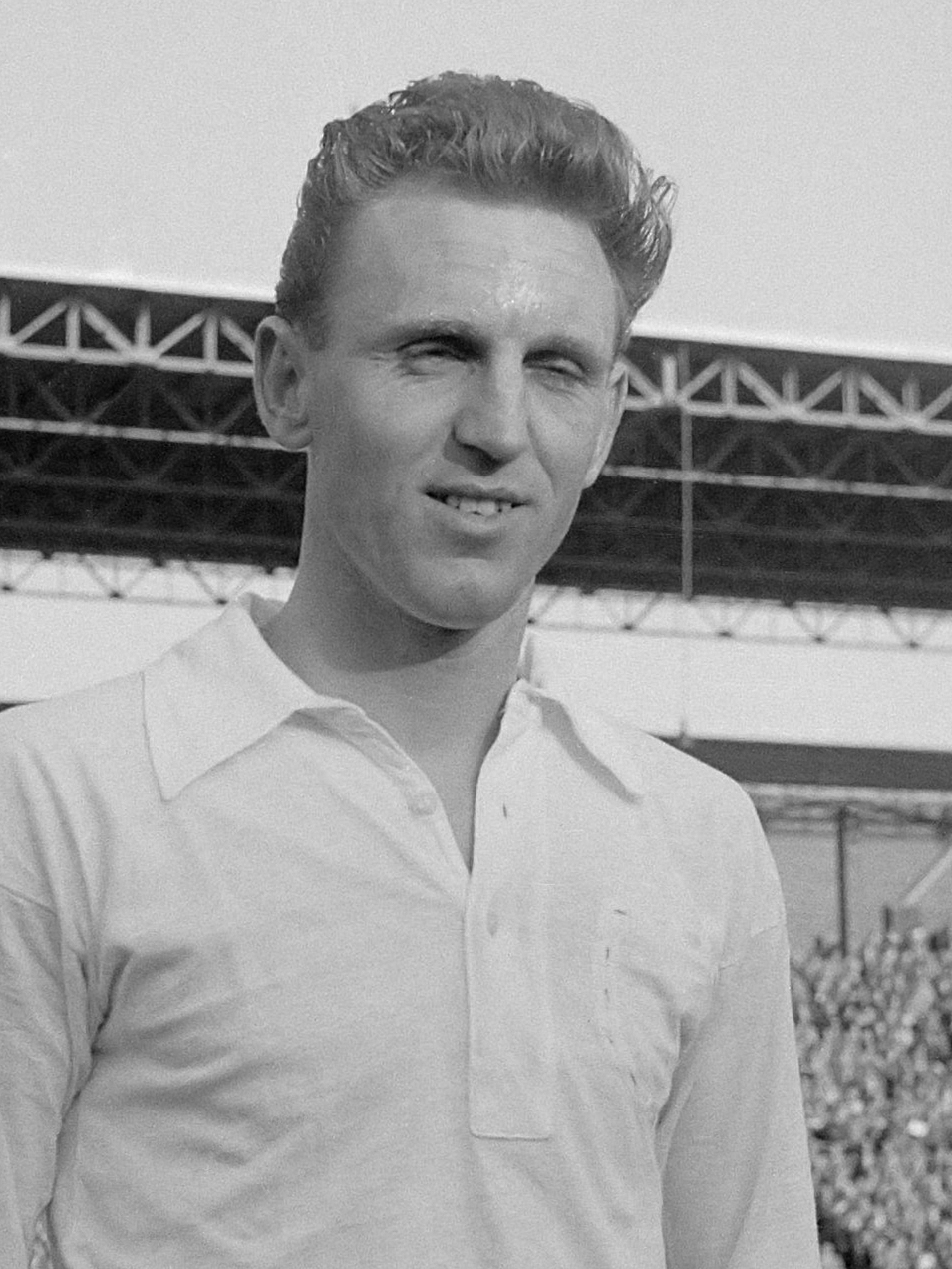
Carol Schuurman
3 april

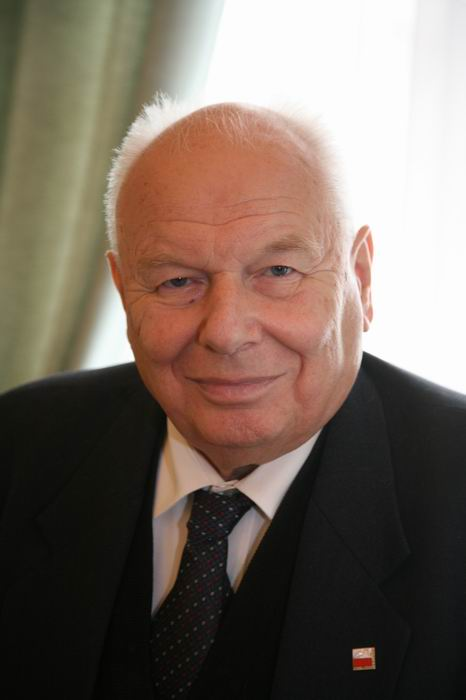
Andrzej Stelmachowski
6 april

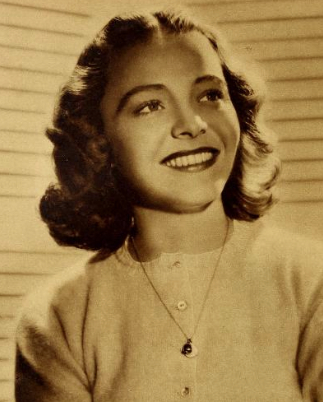
Jane Bryan
8 april

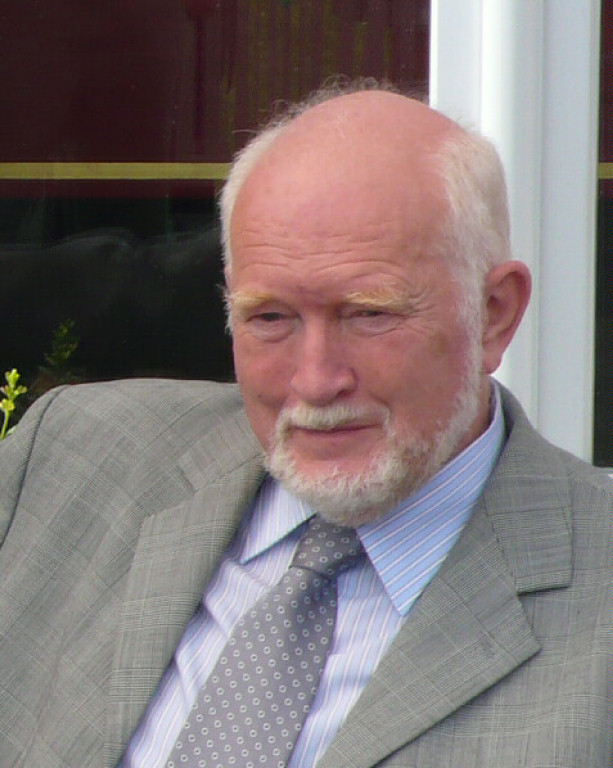
Ludo Dierickx
8 april

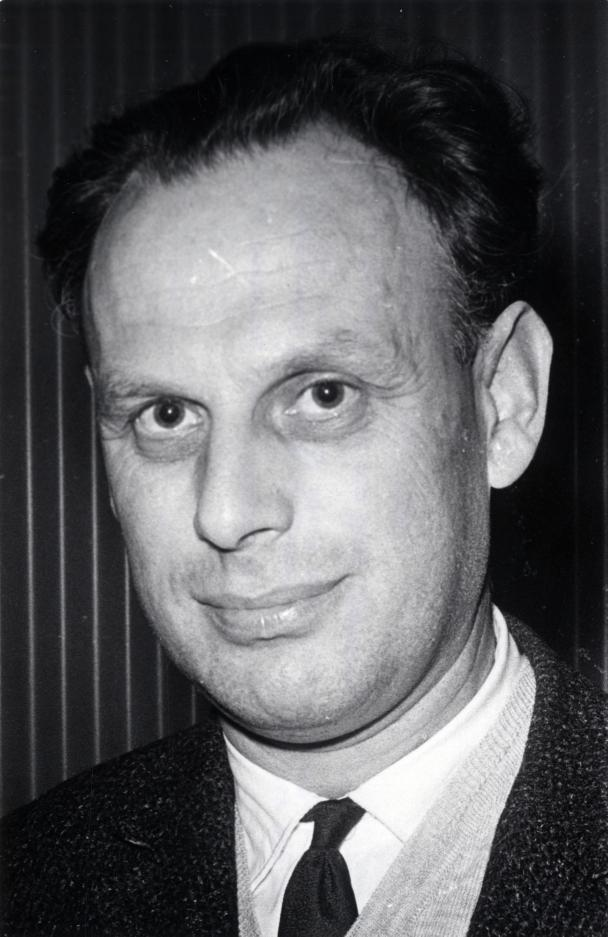
Henk Hoekstra
10 april

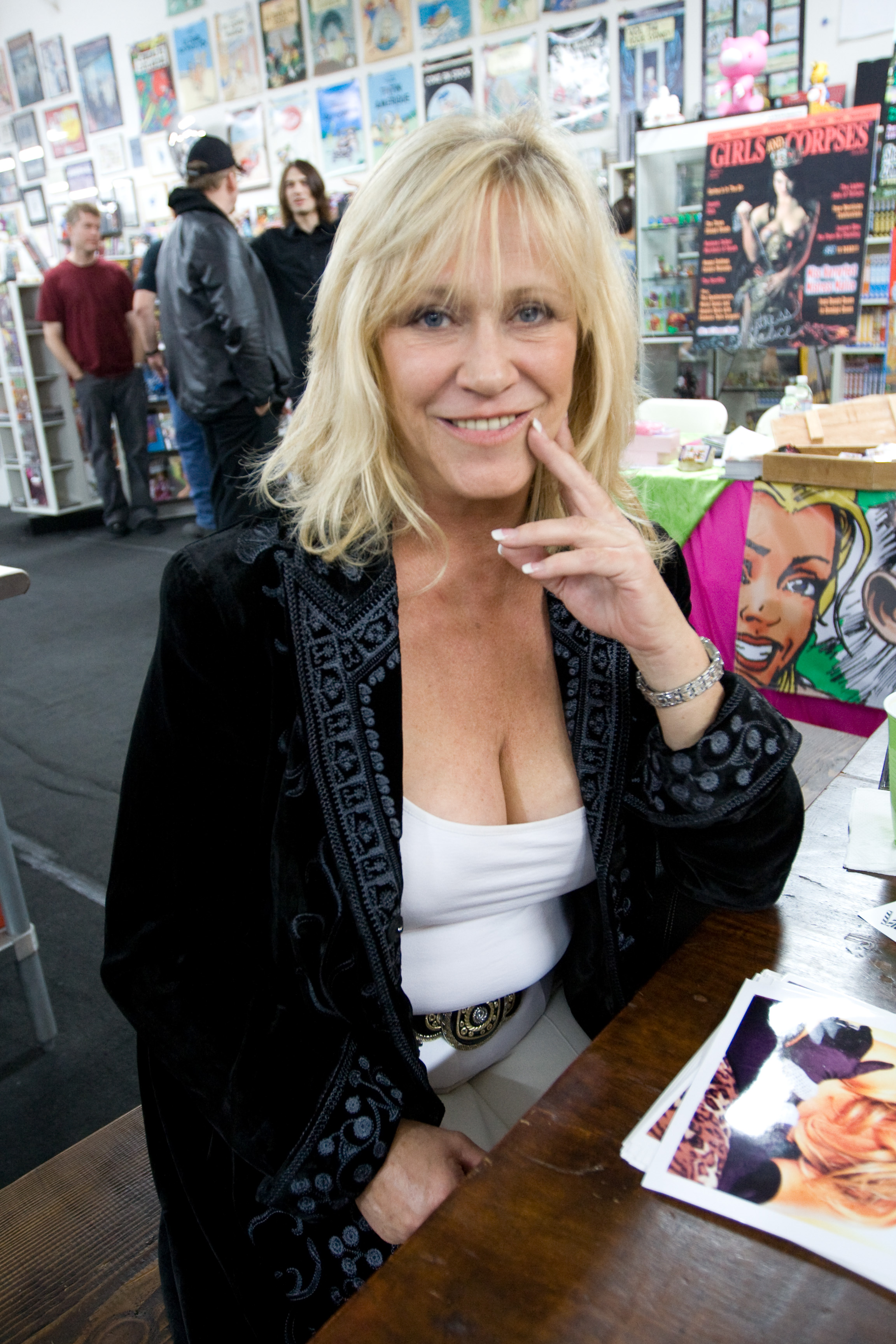
Marilyn Chambers
12 april

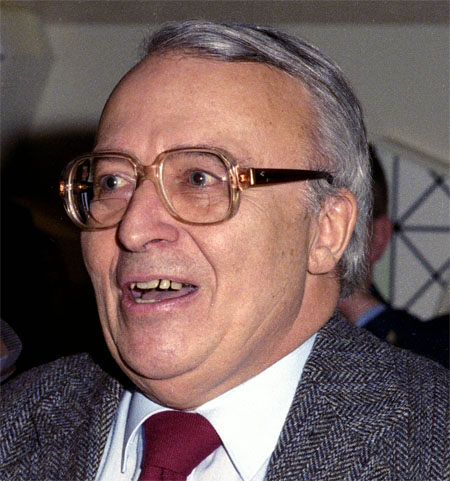
Wim Koole
12 april

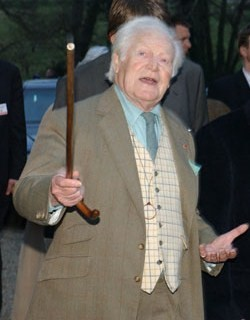
Maurice Druon
14 april

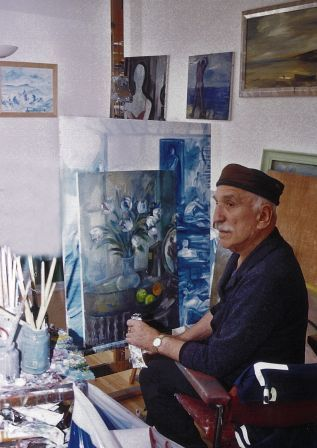
Yankel Feather
18 april

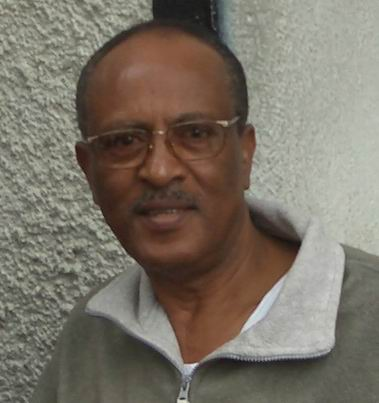
Tilahun Gesesse
19 april

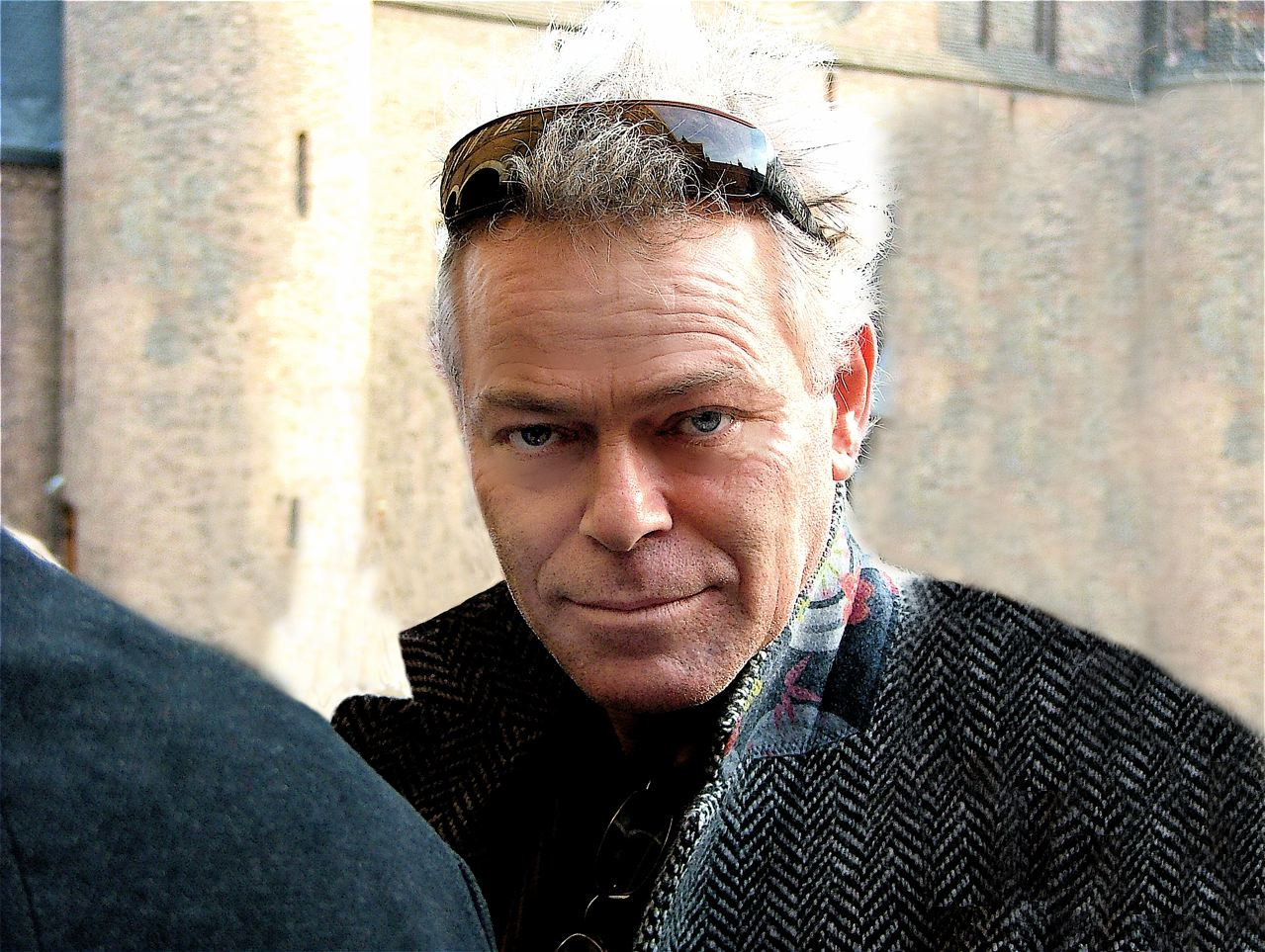
Martin Bril
22 april

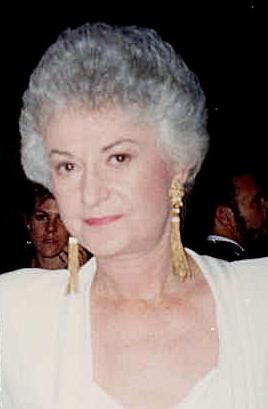
Beatrice Arthur
25 april

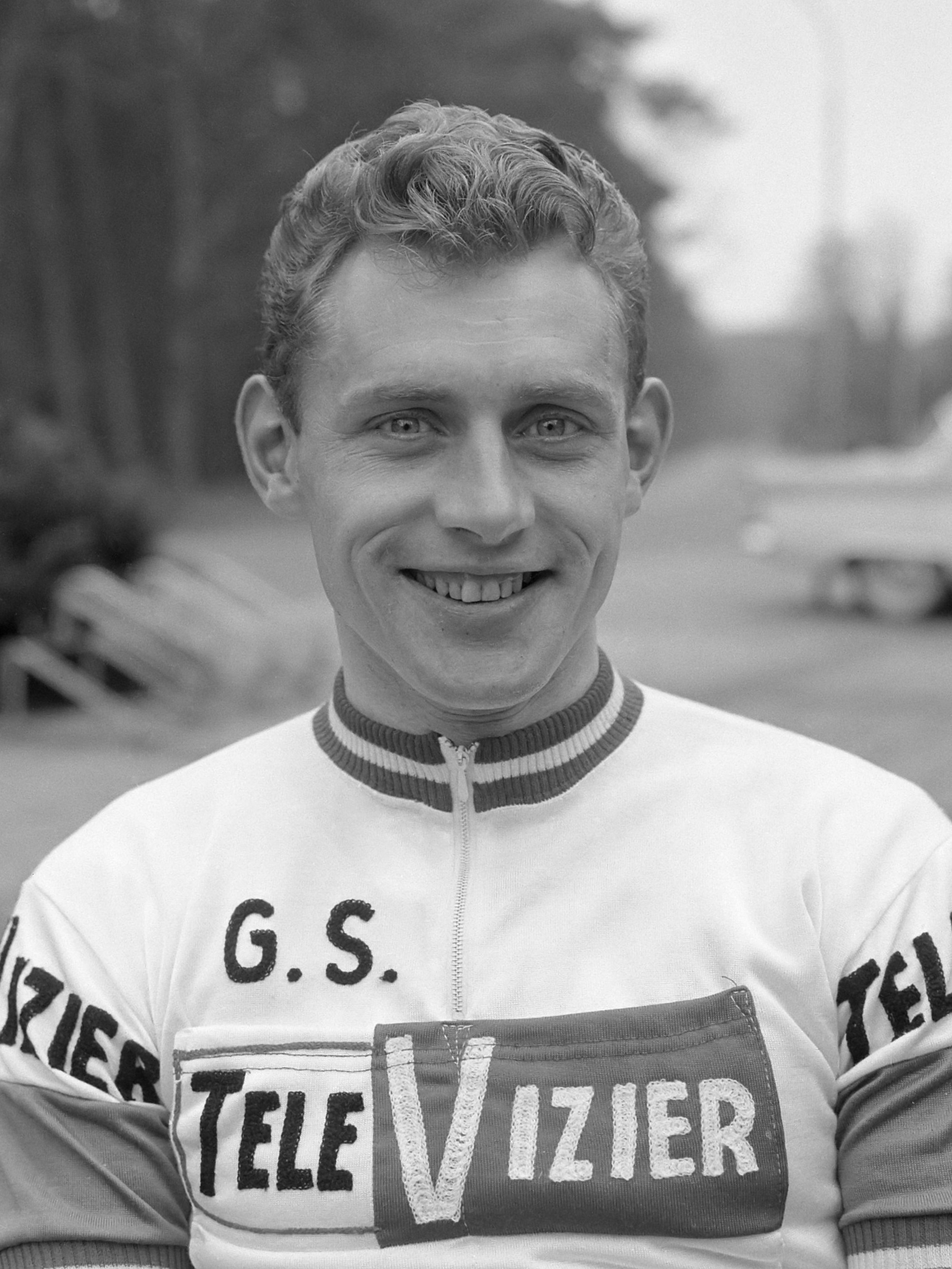
Henk Nijdam
30 april

| 1 | 2 | 3 | 4 | 5 | 6 | 7 | 8 | 9 | 10 | 11 | 12 | 13 | 14 | 15 | 16 | 17 | 18 | 19 | 20 | 21 | 22 | 23 | 24 | 25 | 26 | 27 | 28 | 29 | 30 |
| - | - | - | - | - | - | - | - | - | -- | -- | -- | -- | -- | -- | -- | -- | -- | -- | -- | -- | -- | -- | -- | -- | -- | -- | -- | -- | -- |

### 1 april
- Arne Andersson (91), Zweeds atleet
- Umberto Betti (87), Italiaans kardinaal
- Pedro Infante jr. (59), Mexicaans zanger
- Jan Kleyn (83), Nederlands atleet
- Elaine Cancilla Orbach (69), Amerikaans musicalactrice

### 2 april
- Taj Muhammad Jamali (70), Pakistaans politicus
- Lou Perryman (67), Amerikaans acteur
- Bud Shank (82), Amerikaans altsaxofonist
- Rudy Ventura (82), Spaans trompettist

### 3 april
- Thomas Braden (92), Amerikaans journalist
- Jan de Bruin (81), Nederlands politicus
- Carol Schuurman (74), Nederlands voetballer

### 4 april
- Ali Kurt Baumgarten (95), Duits kunstschilder
- Fritzi Harmsen van Beek (81), Nederlands dichteres en schrijfster
- Netherwood Hughes (108), Brits veteraan van de Eerste Wereldoorlog
- Anthony Mertens (62), Nederlands literatuurcriticus
- Nelly Sindayen (59), Filipijns journaliste

### 5 april
- Wojciech Alaborski (67), Pools acteur
- Wouter Barendrecht (43), Nederlands filmproducent
- Irving John Good (92), Brits statisticus

### 6 april
- J.M.S. Careless (90), Canadees historicus
- Jan Eriksson (69), Zweeds jazzpianist
- Jacques Hustin (69), Belgisch zanger
- Andrzej Stelmachowski (84), Pools politicus
- Damouré Zika (86), Nigerees genezer en acteur

### 7 april
- Stanley Jaki (84), Hongaars wetenschapsfilosoof
- Ivy Matsepe-Casaburri (71), Zuid-Afrikaans politica
- Leo Prieto (88), Filipijns sportbestuurder en basketbalcoach
- Mari Trini (61), Spaans zangeres

### 8 april
- Jane Bryan (90), Amerikaans actrice
- Ludo Dierickx (79), Belgisch politicus
- Maurice Mattauer (80), Frans geoloog
- Henri Meschonnic (76), Frans dichter en essayist

### 9 april
- Edgar Buchwalder (92), Zwitsers wielrenner
- Elfriede Gerstl (76), Oostenrijks schrijfster
- Shakti Samanta (83), Indiaas filmregisseur
- Volkmar Strauch (66), Duits politicus

### 10 april
- Richard Arnell (91), Brits componist
- Henk Hoekstra (84), Nederlands politicus en verzetsstrijder

### 11 april
- Vytautas Mažiulis (82), Litouws taalkundige
- René Monory (85), Frans politicus
- Tita Muñoz (81), Filipijns actrice

### 12 april
- Marilyn Chambers (56), Amerikaans pornoactrice
- Miroslav Doležal (90), Tsjechisch acteur
- Walty Dudok van Heel (49), Nederlands kunstenares
- Wim Koole (79), Nederlands omroepdirecteur
- Eve Kosofsky Sedgwick (58), Amerikaans literatuur- en cultuurtheoretica
- Francisco Stockinger (89), Braziliaans beeldhouwer
- Erik Tjon Kie Sim (72), Surinaams politicus en aannemer
- Zeke Zarchy (93), Amerikaans trompettist

### 13 april
- Björn Borg (89), Zweeds zwemmer
- Jack D. Hunter (87), Amerikaans schrijver
- Wim Schuijt (99), Nederlands politicus
- Dirk Verbruggen (58), Belgisch schrijver

### 14 april
- Simon Channing-Williams (64), Brits filmproducent
- Maurice Druon (90), Frans schrijver

### 15 april
- Clement Freud (84), Brits schrijver, politicus en radiopersoonlijkheid

### 16 april
- James D. Houston (73), Amerikaans romanschrijver
- Viktor Paskow (59), Bulgaars schrijver
- Eduardo Rózsa-Flores (49), Hongaars schrijver, acteur en revolutionair

### 18 april
- Bruno Adams (45), Australisch rockzanger
- Corstiaan Bos (85), Nederlands politicus
- Yvon Bourges (87), Frans minister
- Toi Aukuso Cain (77), Samoaans politicus
- Eddy Dap (75), Surinaams voorman
- Yankel Feather (88), Brits kunstschilder

### 19 april
- J.G. Ballard (78), Brits schrijver
- Peter Dennis (75), Brits acteur
- Tilahun Gesesse (68), Ethiopisch zanger
- Philippe Nicaud (82), Frans acteur
- Eugeniusz Waniek (102), Pools kunstschilder

### 20 april
- Tengiz Goedava (55), Georgisch dissident
- Franco Rotella (42), Italiaans voetballer

### 21 april
- Santha Rama Rau (86), Amerikaans schrijfster van Indiase afkomst
- Viliam Veteška (55), Slowaaks politicus

### 22 april
- Ken Annakin (94), Brits filmregisseur
- Martin Bril (49), Nederlands columnist, schrijver en dichter

### 23 april
- Timothy Wright (61), Amerikaans gospelzanger

### 25 april
- Beatrice Arthur (86), Amerikaans actrice
- Albert De Smaele (87), Belgisch krantenuitgever

### 26 april
- Salamo Arouch (86), Grieks-Israëlisch bokser, ondernemer en Holocaustoverlevende
- Macha Béranger (67), Frans radiopersoonlijkheid
- Hans Holzer (89), Oostenrijks-Amerikaans schrijver over het paranormale
- Piet Tallo (66), Indonesisch politicus

### 27 april
- Tom Deitz (57), Amerikaans sciencefictionschrijver
- Jevgenija Mirosjnytsjenko (78), Oekraïens operazangeres
- Paraluman (85), Filipijns actrice
- Serge Ravanel (89), Frans verzetsstrijder

### 28 april
- Lota Delgado (87), Filipijns actrice
- U.A. Fanthorpe (79), Brits dichteres
- Vern Gosdin (74), Amerikaans countryzanger
- Steinar Lem (57), Noors schrijver
- Idea Vilariño (88), Uruguayaans dichteres

### 29 april
- Maxime de la Falaise (86), Brits ontwerpster en model
- Vittorio Gleijeses (89), Italiaans historicus en journalist
- Tom McGrath (68), Schots toneelschrijver

### 30 april
- Henk Nijdam (73), Nederlands wielrenner

## Mei

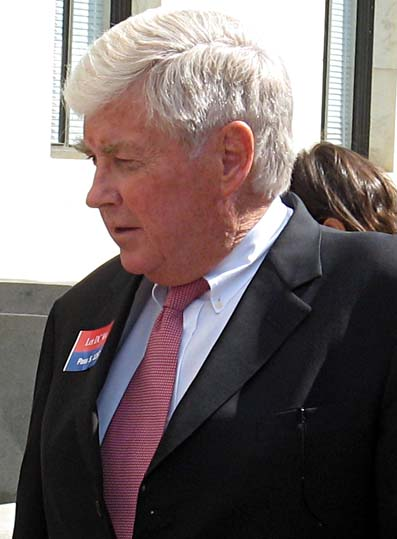
Jack Kemp
2 mei

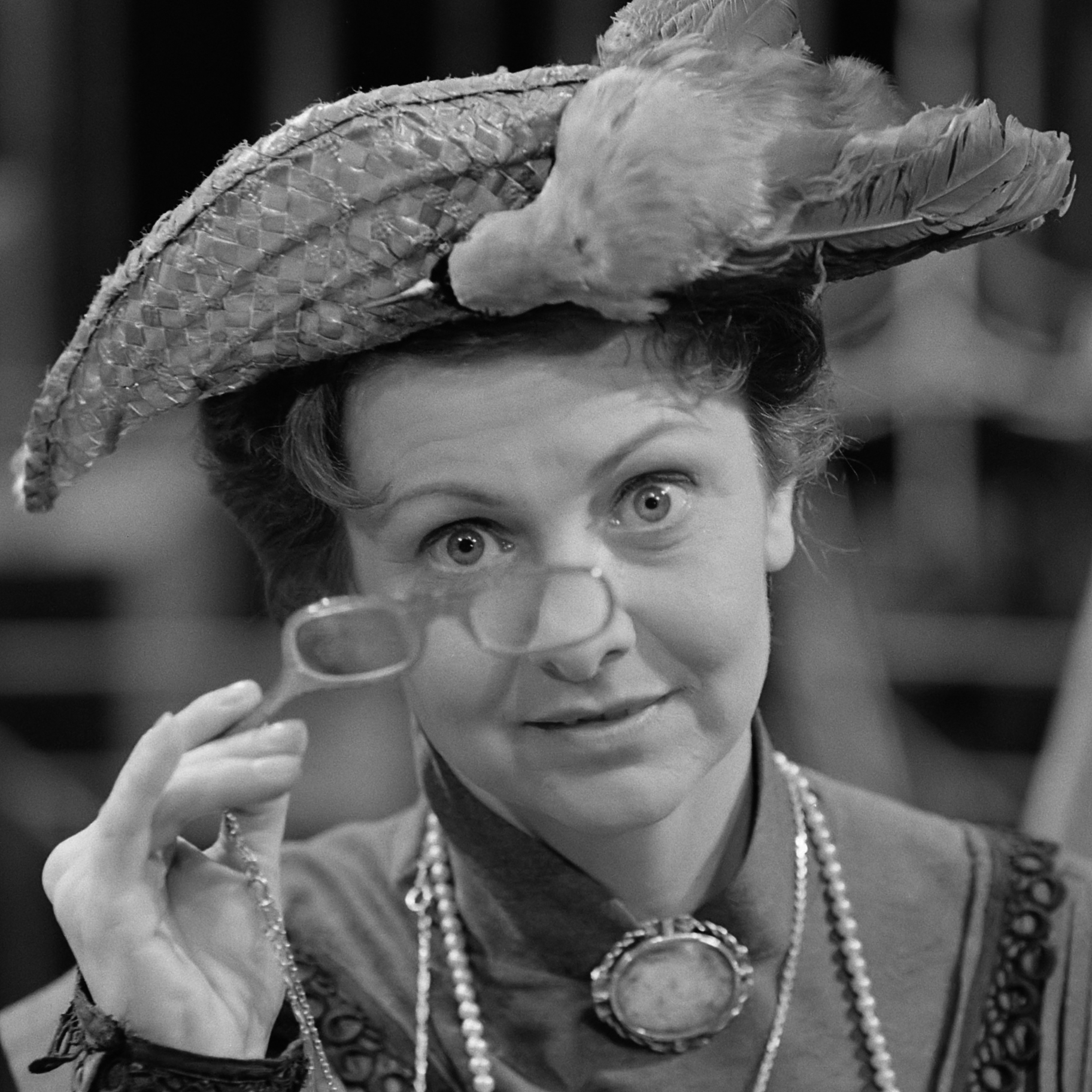
Jeanette van Dijck
3 mei

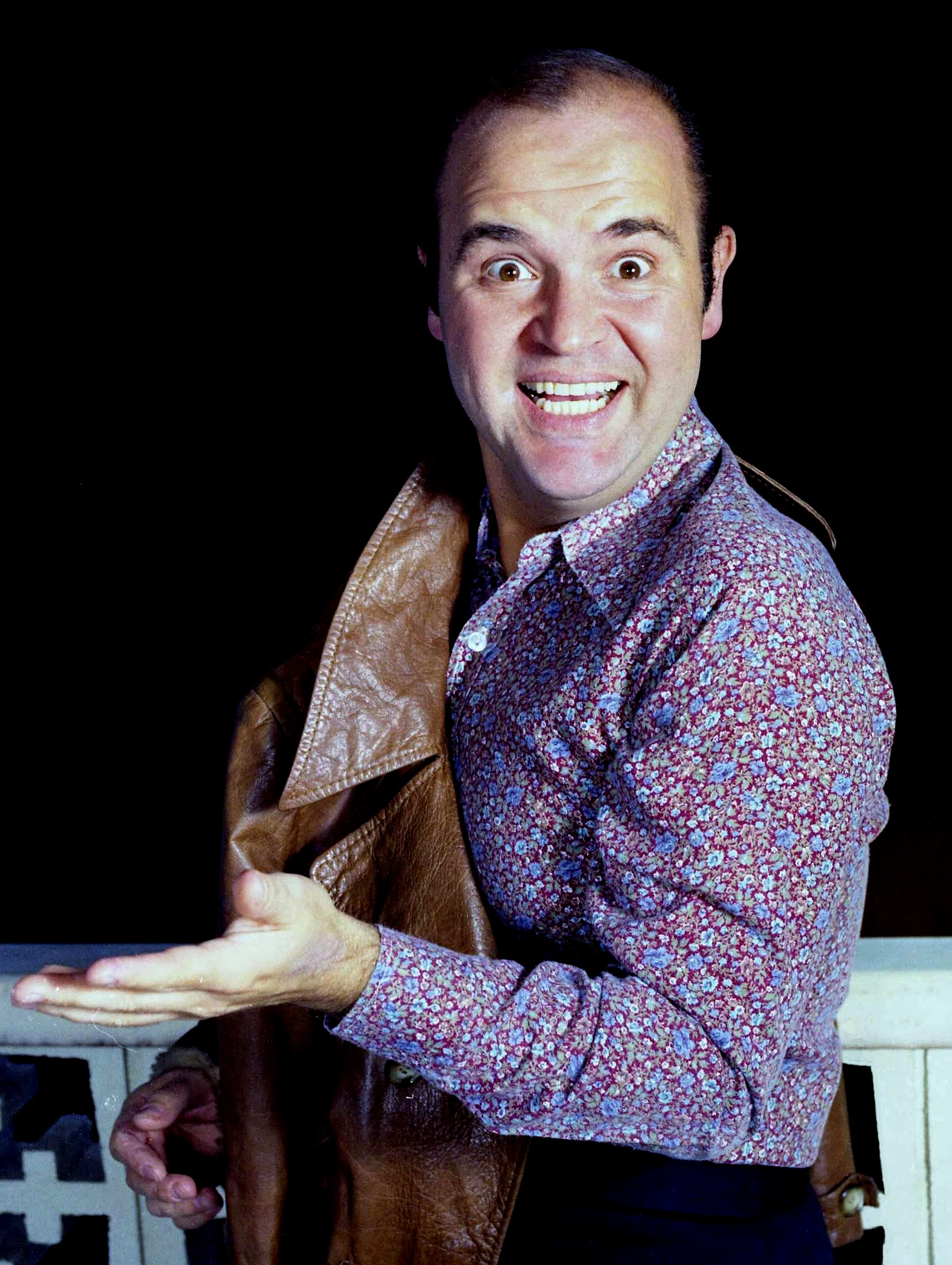
Dom DeLuise
4 mei

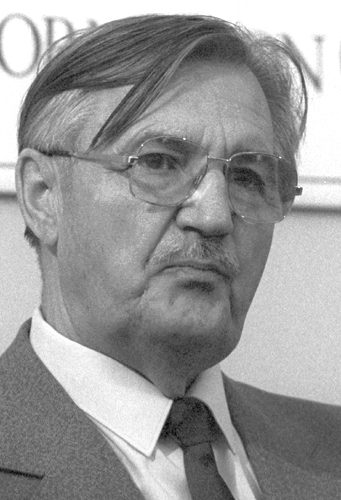
Valentin Varennikov
6 mei

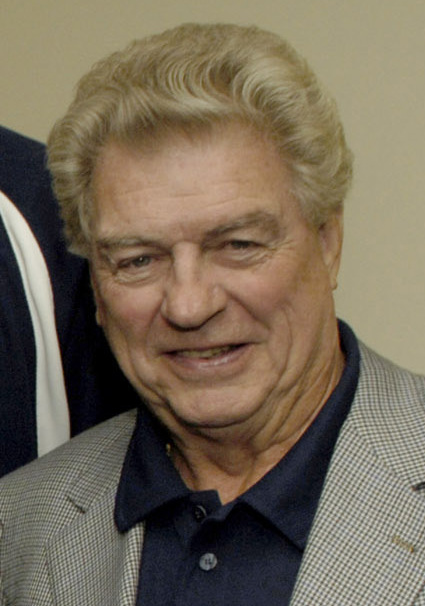
Chuck Daly
9 mei

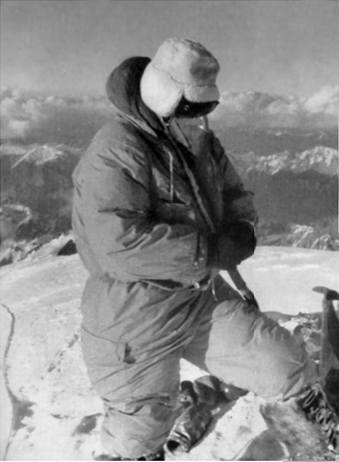
Achille Compagnoni
13 mei

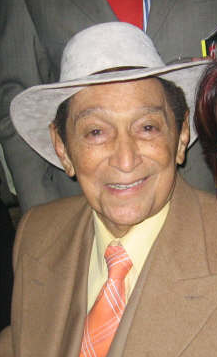
Rafael Escalona
13 mei

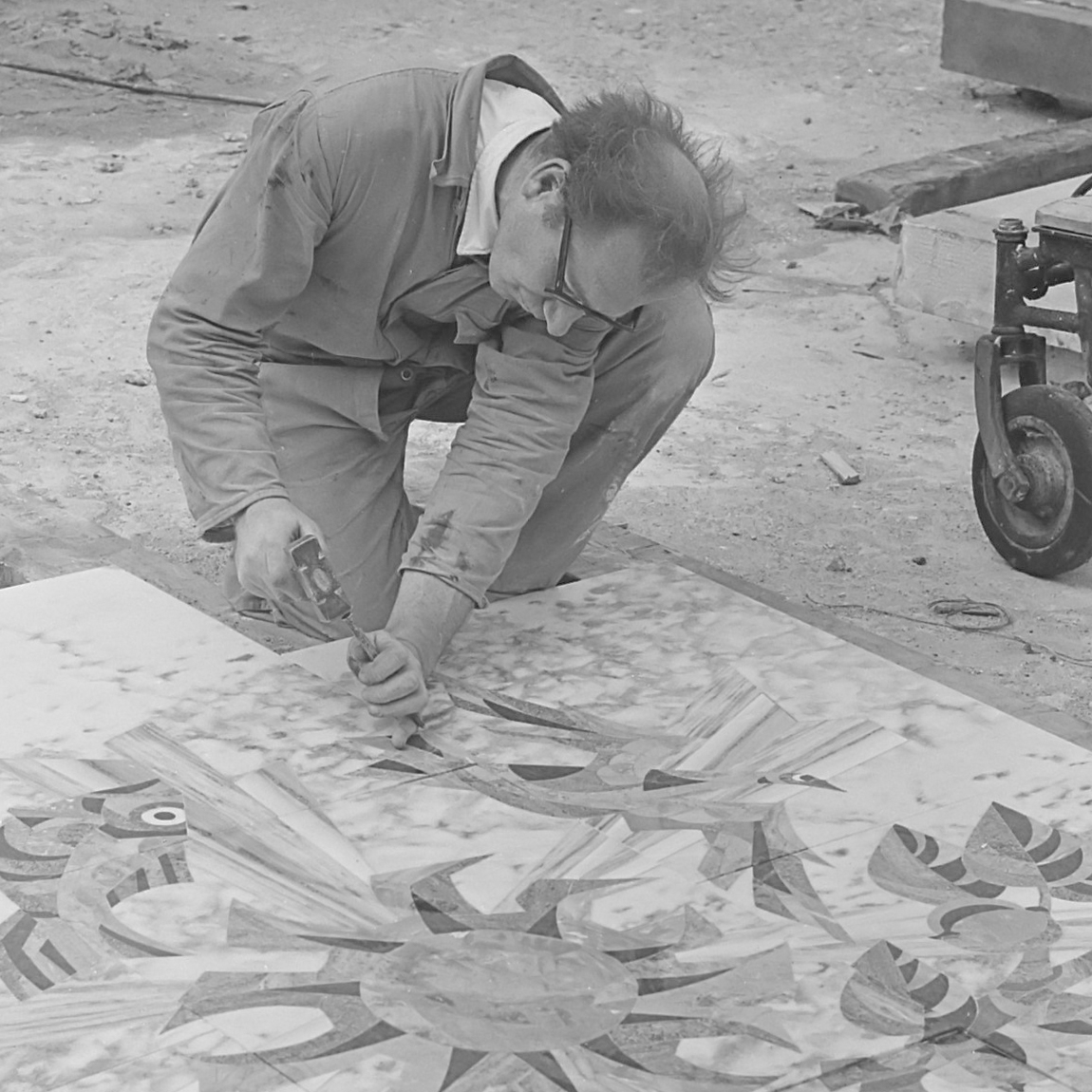
Pieter Wiegersma
23 mei

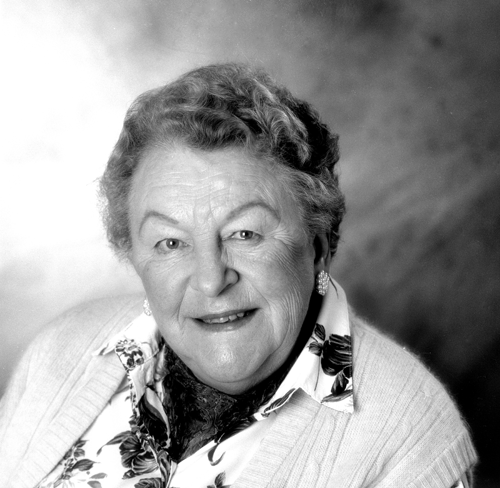
Ella Snoep
24 mei

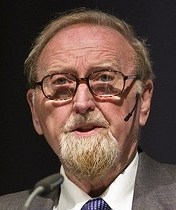
Clive Granger
27 mei

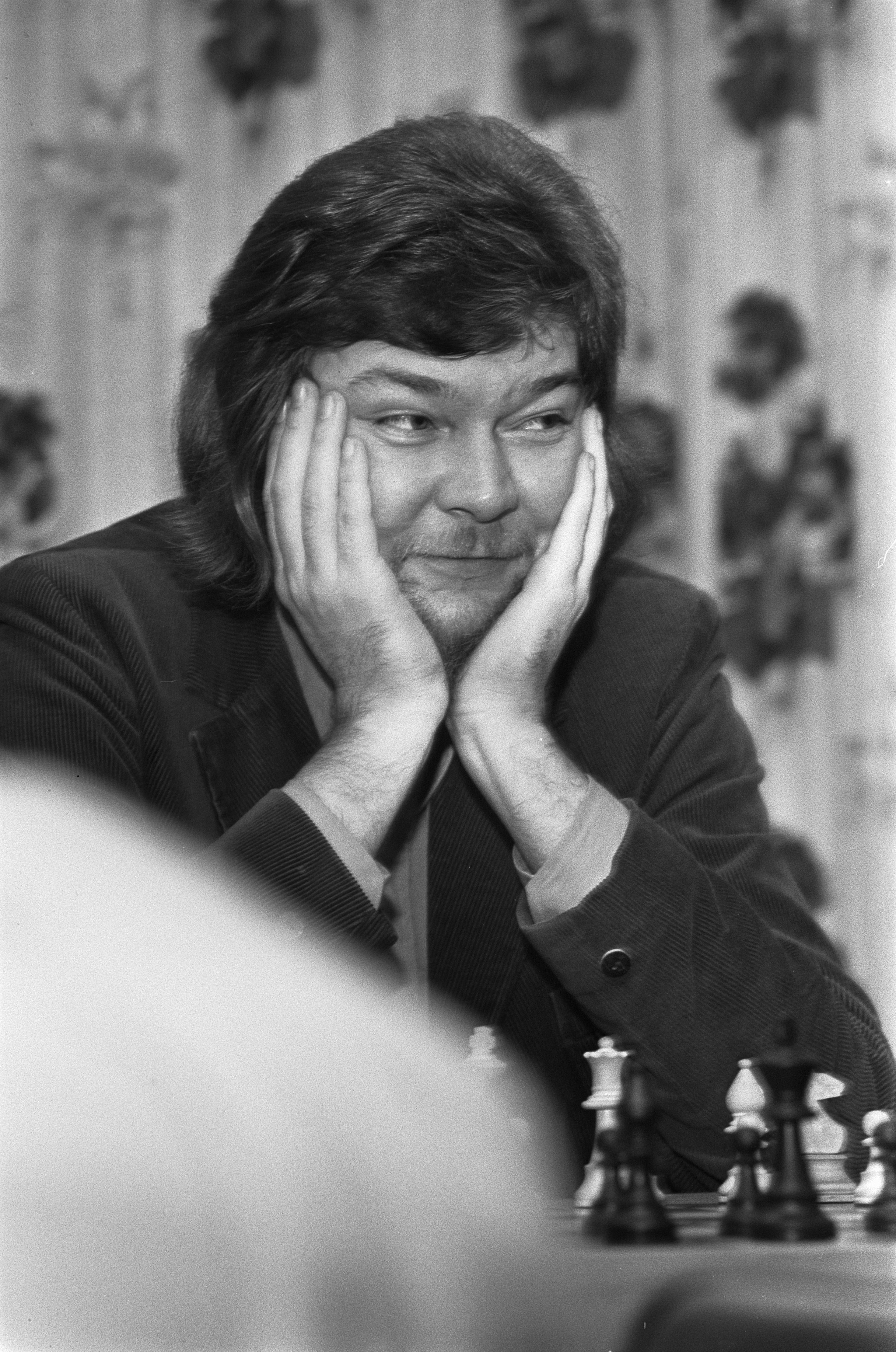
Rob Hartoch
28 mei

| 1 | 2 | 3 | 4 | 5 | 6 | 7 | 8 | 9 | 10 | 11 | 12 | 13 | 14 | 15 | 16 | 17 | 18 | 19 | 20 | 21 | 22 | 23 | 24 | 25 | 26 | 27 | 28 | 29 | 30 | 31 |
| - | - | - | - | - | - | - | - | - | -- | -- | -- | -- | -- | -- | -- | -- | -- | -- | -- | -- | -- | -- | -- | -- | -- | -- | -- | -- | -- | -- |

### 1 mei
- Albert Hamilton Gordon (107), Amerikaans ondernemer en econoom
- Jokke Kangaskorpi (37), Fins voetballer
- Cor Lammers (81), Nederlands socioloog
- Karst Tates (38), Nederlands misdadiger

### 2 mei
- Augusto Boal (78), Braziliaans dramaturg
- Marilyn French (79), Amerikaans schrijfster en feministe
- Kiyoshiro Imawano (58), Japans rockmuzikant
- Jack Kemp (73), Amerikaans politicus en Americanfootballspeler
- Tauno Söder (82), Fins acteur
- Fatmir Xhindi (49), Albanees politicus

### 3 mei
- Jeanette van Dijck (84), Nederlands operazangeres
- Ton Lutz (89), Nederlands acteur
- Itsuki Yanai (59), Japans kunstschilder

### 4 mei
- Dom DeLuise (75), Amerikaans acteur[28]

### 5 mei
- Richard Miller (83), Amerikaans stempedagoog
- Viktor Ovtsjarenko (66), Russisch wetenschapper
- Mathieu Rosmuller (31), Nederlands zanger en gitarist[29]

### 6 mei
- Ton van Boven (84), Nederlands politicus[30]
- Maarten Sikking (61), Nederlands hockeyer[31]
- Valentin Varennikov (85), Russisch generaal, couppleger en politicus
- Viola Wills (69), Amerikaans popzangeres[32]

### 7 mei
- Rutger Röell (80), Nederlands roeicoach

### 8 mei
- Gianni Baget Bozzo (84), Italiaans priester en politicus
- Fons Brydenbach (54), Belgisch atleet
- Ben Guntenaar (86), Nederlands beeldhouwer
- Ton van der Stap (74), Nederlands schrijver en kunstschilder

### 9 mei
- Chuck Daly (78), Amerikaans basketbaltrainer
- Sahan Dosova, Kazachs onbevestigd supereeuwelinge
- Jean-Claude Van Geenberghe (46), Belgisch ruiter
- David Marcus (85), Iers uitgever
- Věněk Šilhán (82), Tsjechisch hervormingsgezind politicus

### 10 mei
- Pat Booth (66), Brits model, fotografe en schrijfster
- Mellie Uyldert (100), Nederlands astrologe en alternatief genezeres

### 11 mei
- Abel Goumba (82), Centraal-Afrikaans politicus
- Shanthi Lekha (79), Sri Lankaans actrice

### 12 mei
- Heather Begg (76), Nieuw-Zeelands operazangeres
- Thomas Nordseth-Tiller (28), Noors filmscenarioschrijver
- Heini Walter (81), Zwitsers autocoureur

### 13 mei
- Waldemar Levy Cardoso (108), Braziliaans militair
- Achille Compagnoni (94), Italiaans alpinist
- Rafael Escalona (81), Colombiaans componist en zanger
- Ad Moons (91/92), Nederlands atleet

### 15 mei
- Susanna Agnelli (87), Italiaans politica
- Hubert van Es (67), Nederlands persfotograaf
- Paul Flora (86), Oostenrijks tekenaar en cartoonist
- Hamidou Kane (69), Senegalees politicus
- Frank Mundy (90), Amerikaans autocoureur
- Edwin S. Shneidman (91), Amerikaans psycholoog
- Helvi Sipilä (94), Fins diplomate en politica
- Charles Tingwell (86), Australisch acteur

### 16 mei
- Prospero Amatong (77), Filipijns politicus

### 17 mei
- Mario Benedetti (88), Uruguayaans schrijver, dichter en journalist
- Daniel Carasso (103), Frans-Spaans zakenman
- Werner Sellhorn (79), Duits musicoloog

### 18 mei
- Wayne Allwine (62), Amerikaans stemacteur
- Dolla (21), Amerikaans rapper[33]
- Pattabhi Jois (93), Indiaas yogaleraar
- Paul Nouwen (74), Nederlands bestuurder en topfunctionaris
- Velupillai Prabhakaran (54), Sri Lankaans rebellenleider

### 19 mei
- Robert F. Furchgott (92), Amerikaans scheikundige
- Nicholas Maw (73), Brits componist
- Herbert York (87), Amerikaans kernfysicus

### 21 mei
- Fathi Eljahmi (68), Libisch politiek dissident
- Sam Maloof (93), Amerikaans meubeldesigner[34]

### 22 mei
- Yves Duval (75), Belgisch stripscenarioschrijver
- Herman Goudswaard (79), Nederlands evangelist
- Louis Toebosch (93), Nederlands componist en organist
- Zé Rodrix (61), Braziliaans muzikant

### 23 mei
- Roh Moo-hyun (62), Zuid-Koreaans politicus
- Pieter Wiegersma (88), Nederlands kunstenaar

### 24 mei
- Pierre Beek (63), Nederlands zanger
- Ella Snoep (82), Nederlands actrice[35]

### 25 mei
- Tajudeen Abdul-Raheem (55), Nigeriaans politiek activist
- Haakon Lie (103), Noors politicus

### 26 mei
- Mamadou Bâ (79), Guinees politicus
- Silvia de Groot (90), Nederlands surinamist
- Arcangelo Ianelli (86), Braziliaans kunstenaar
- Doris Mühringer (88), Oostenrijks schrijfster en dichteres

### 27 mei
- Clive Granger (74), Brits econoom
- Abram Hoffer (92), Canadees psychiater

### 28 mei
- Manuel Collantes (91), Filipijns politicus
- Rob Hartoch (62), Nederlands schaker

### 29 mei
- Patrick Newley (54), Iers journalist en theateragent
- Karine Ruby (31), Frans snowboardster

### 30 mei
- Luis Cabral (78), Guinee-Bissaus politicus
- Ephraim Katzir (93), Israëlisch politicus
- Waldemar Matuška (76), Tsjechoslowaaks schlagerzanger
- Jafaar Numeiri (79), Soedanees politicus

### 31 mei
- Torsten Andersson (82), Zweeds kunstschilder
- Kamala Das (75), Indiaas schrijfster
- Millvina Dean (97), overlevende van de ramp met de Titanic
- Vjatsjeslav Nevinny (74), Russisch acteur

## Juni

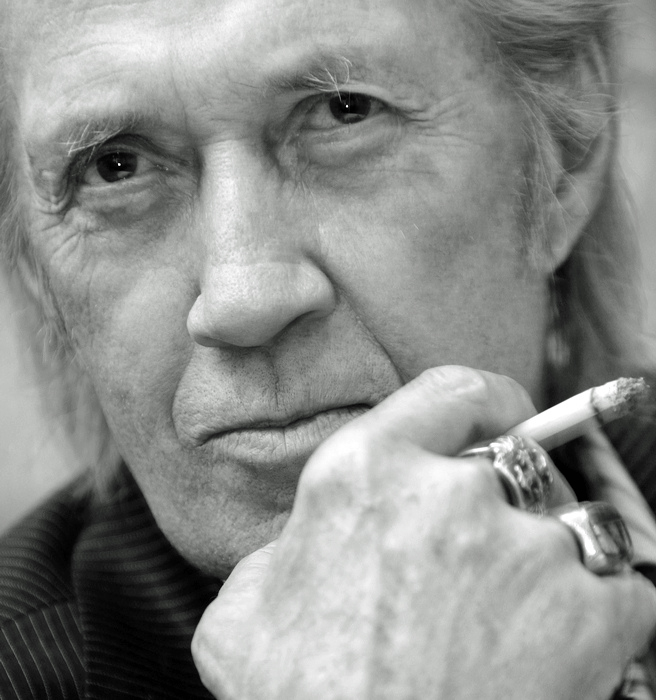
David Carradine
3 juni

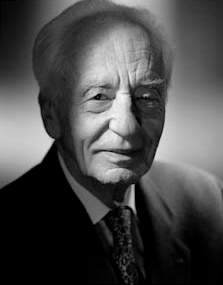
Jean Dausset
6 juni

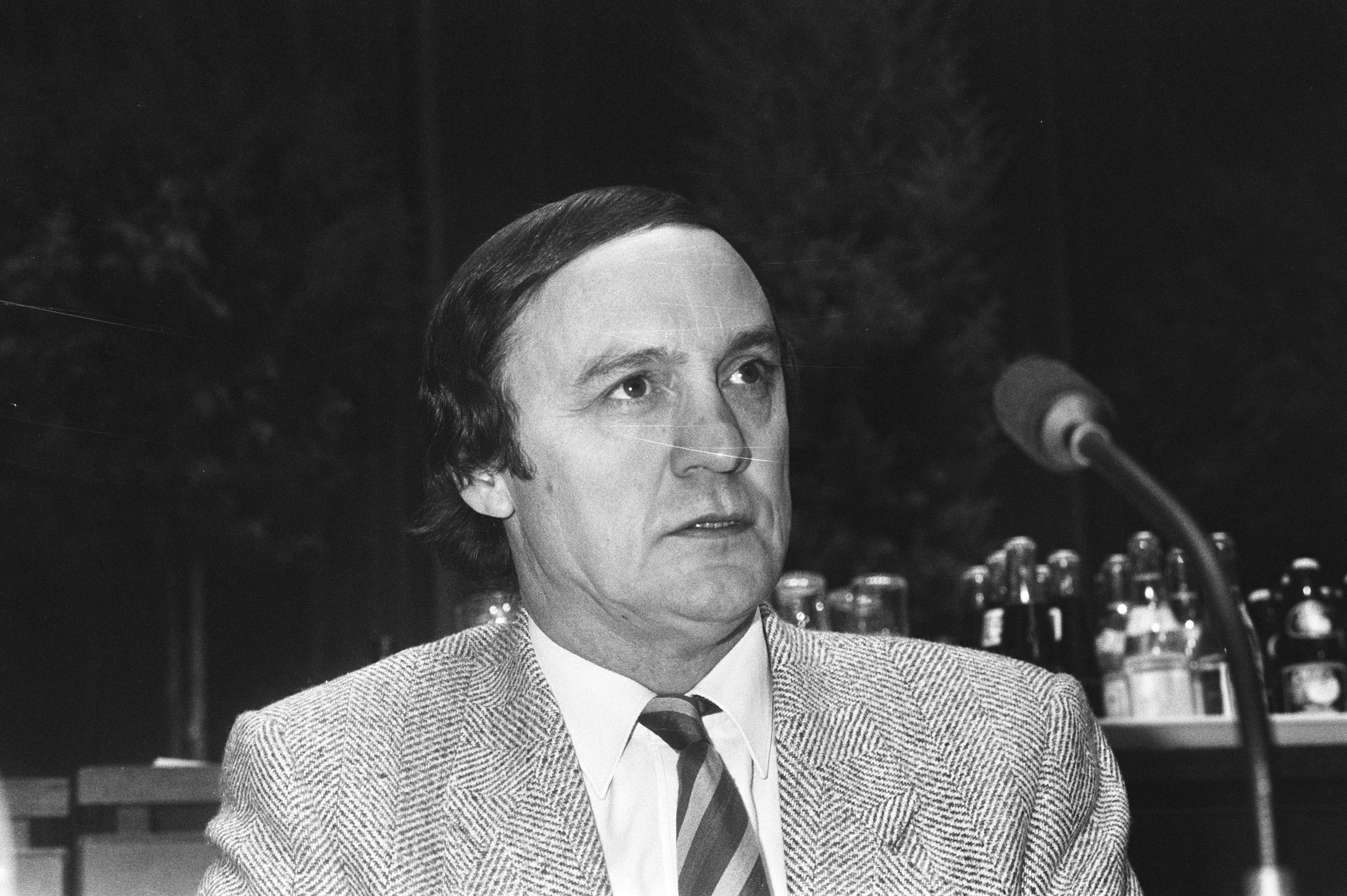
Karel Van Miert
22 juni

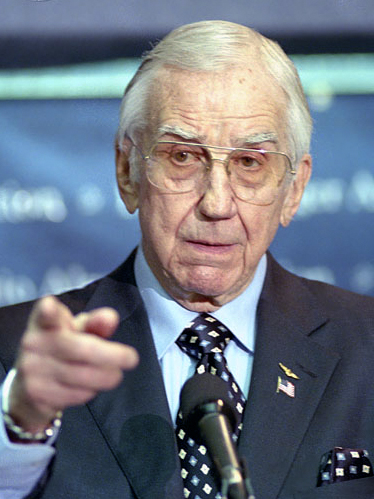
Ed McMahon
23 juni

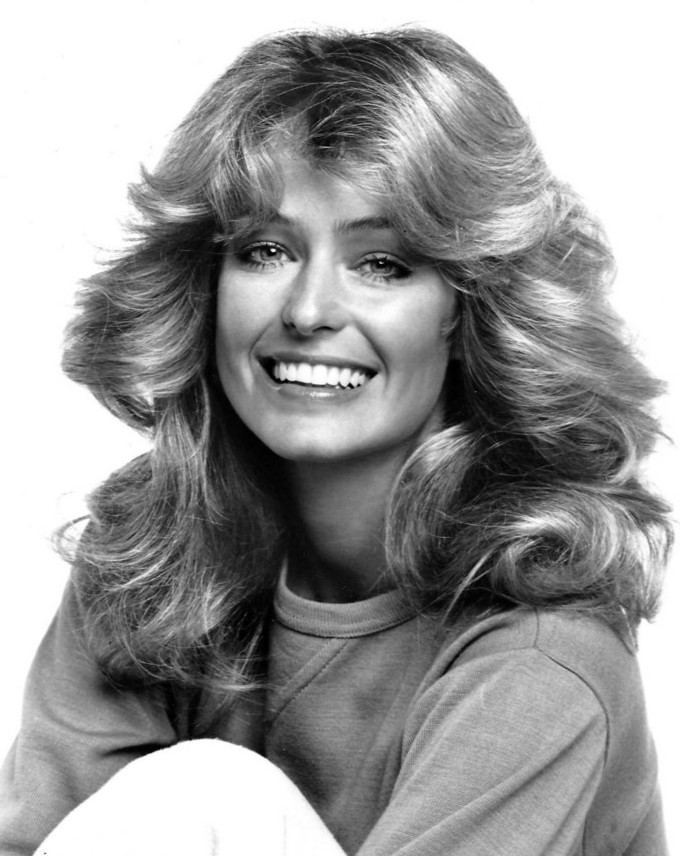
Farrah Fawcett
25 juni

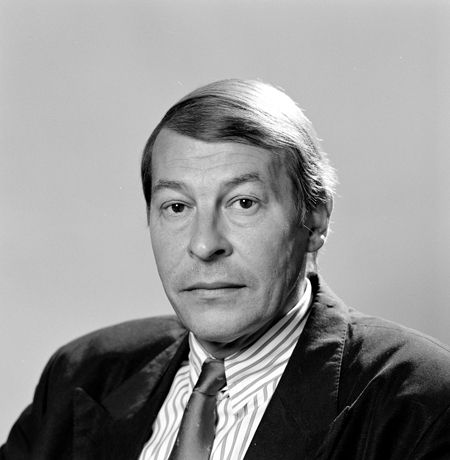
Marcel Bruijns
29 juni

| 1 | 2 | 3 | 4 | 5 | 6 | 7 | 8 | 9 | 10 | 11 | 12 | 13 | 14 | 15 | 16 | 17 | 18 | 19 | 20 | 21 | 22 | 23 | 24 | 25 | 26 | 27 | 28 | 29 | 30 |
| - | - | - | - | - | - | - | - | - | -- | -- | -- | -- | -- | -- | -- | -- | -- | -- | -- | -- | -- | -- | -- | -- | -- | -- | -- | -- | -- |

### 1 juni
- Thomas Berry (94), Amerikaans ecoloog
- Dirk du Toit (65), Zuid-Afrikaans politicus

### 2 juni
- Vitaliano Agan (74), Filipijns politicus
- Walter Bandeira (67), Braziliaans zanger
- Nini Boesman (91), Nederlands ballonvaartpionier[36]
- Jan Debrouwere (82), Belgisch journalist en politicus
- David Eddings (77), Amerikaans romanschrijver
- Horst Siebert (71), Duits econoom
- Rudolf Springer (100), Duits kunstgaleriehouder

### 3 juni
- Sam Butera (81), Amerikaans saxofonist
- David Carradine (72), Amerikaans acteur[37]
- John Campbell Ross (110), laatste Australische veteraan van de Eerste Wereldoorlog en oudste Australiër
- Koko Taylor (80), Amerikaans blueszangeres

### 4 juni
- Robert Colescott (83), Amerikaans kunstschilder
- Luc De Hovre (83), Belgisch bisschop en jezuïet
- Shih Kien (96), Hongkongs acteur
- Trude Mally (81), Oostenrijks zangeres en jodelaarster

### 5 juni
- Baciro Dabo (51), Guinee-Bissaus minister
- Hélder Proença (52), Guinee-Bissaus minister en dichter

### 6 juni
- Charles Arnold-Baker (90), Brits historicus
- Jean Dausset (92), Frans immunoloog[38]
- Bobby Haarms (75), Nederlands voetballer en voetbalcoach
- Ronny Rens (76), Surinaams sportcommentator en journalist

### 7 juni
- Eric Holmqvist (92), Zweeds minister
- Hugh Hopper (64), Brits rockmuzikant
- Vaea van Houma (88), eerste minister van Tonga

### 8 juni
- Raul de Barros (93), Braziliaans componist en trombonist
- Omar Bongo (73), president van Gabon
- Harold Norse (92), Amerikaans dichter

### 9 juni
- Karl-Michael Vogler (80), Duits filmacteur

### 10 juni
- Tenniel Evans (83), Brits acteur
- Huey Long (105), Amerikaans zanger
- Helle Virkner (83), Deens filmactrice

### 12 juni
- Shailaja Acharya (65), Nepalees politica
- Félix Malloum (77), oud-president van Tsjaad

### 13 juni
- Basjir Aoesjev (62), Russisch politicus uit Ingoesjetië
- Pierre Paulin (81), Frans architect en ontwerper

### 14 juni
- Carl Ebbe Andersen (80), Deens roeier
- Ivan Della Mea (68), Italiaans zanger en schrijver
- Adamou Moumouni Djermakoye (70), Nigerees politicus
- Yves-Marie Maurin (65), Frans acteur

### 15 juni
- Bert Bartelings (48), Nederlands voetballer en voetbaltrainer[39]

### 16 juni
- Jan Matterne (86), Belgisch televisiescenarioschrijver en -regisseur
- Peter Arundell (75), Brits autocoureur
- Charlie Mariano (85), Amerikaans saxofonist

### 17 juni
- Ralf Dahrendorf (80), Duits-Brits socioloog en politicus
- Eon (54), Brits rave-muzikant

### 18 juni
- Hortensia Bussi (94), Chileens presidentsvrouw
- Iz the Wiz (50), Amerikaans graffitikunstenaar
- Manuel Paradela (80), Filipijns advocaat en radiopresentator

### 19 juni
- Giovanni Arrighi (71), Italiaans econoom en socioloog
- Ali Akbar Khan (87), Indiaas sarodspeler
- Tomoji Tanabe (113), Japans oudste man ter wereld

### 20 juni
- Wim Kouwenhoven (85), Nederlands acteur[40]
- Godfrey Rampling (100), Brits sprinter

### 21 juni
- Jerzy Góral (65), Pools minister
- José Nicomedes Grossi (93), Braziliaans bisschop
- Arthur Luft (94), Manx rechter en politicus

### 22 juni
- "Bolle" Jan Froger (67), Nederlands volkszanger
- Huibert Boumeester (49), Nederlands bankier (ABN AMRO)
- Karel Van Miert (67), Belgisch politicus
- Steve Race (88), Brits radio- en televisiepresentator en componist

### 23 juni
- Julius Fortuna (61), Filipijns journalist
- Hanne Hiob (86), Duits actrice
- Thomas M. King (80), Amerikaans jezuïet en theoloog
- Ed McMahon (86), Amerikaans televisiepersoonlijkheid

### 24 juni
- Andrés Cascioli (72), Argentijns cartoonist
- Freek van de Graaff, (65) Nederlands olympisch roeier
- Tim Krekel (58), Amerikaans muzikant[41]
- Toninho Vanusa (53), Braziliaans voetballer

### 25 juni
- Farrah Fawcett (62), Amerikaans actrice[42]
- Pierre van Hauwe (89), Nederlands musicus en muziekpedagoog
- Michael Jackson (50), Amerikaans zanger[43]
- Shiv Charan Mathur (83), Indiaas politicus
- Sky Saxon (71), Amerikaans rockmuzikant
- Zinaida Stahoerskaja (38), Wit-Russisch wereldkampioene wielrennen
- Michael Stein (73), Nederlands journalist[44]
- Yasmine (Hilde Rens) (37), Belgisch zangeres en presentatrice[45]
- Joseph Snoeck (78), Belgisch activist en crimineel

### 26 juni
- Margot Ebert (83), Oost-Duits televisiepersoonlijkheid

### 27 juni
- Victoriano Crémer (102), Spaans dichter en journalist
- Willy Kyrklund (88), Fins-Zweeds schrijver
- Gale Storm (87), Amerikaans actrice en zangeres

### 28 juni
- A.K. Lohithadas (54), Indiaas filmscenarioschrijver en -regisseur
- Albert Ramaker (96), Nederlands omroeppionier
- Yu Hyun-mok (83), Koreaans filmregisseur
- Billy Mays (51) Amerikaans televisiepersoonlijkheid

### 29 juni
- Marcel Bruijns (66), Nederlands presentator[46]
- Mohammad Hoqouqi (72), Iraans dichter
- Sandra Warfield (88), Amerikaans operazangeres

### 30 juni
- Pina Bausch (68), Duits danseres en choreografe
- Harve Presnell (75), Amerikaans acteur
- Shi Pei Pu (70), Chinees spion en operazanger
- Philippe Vandenberg (57), Belgisch kunstschilder

## Juli

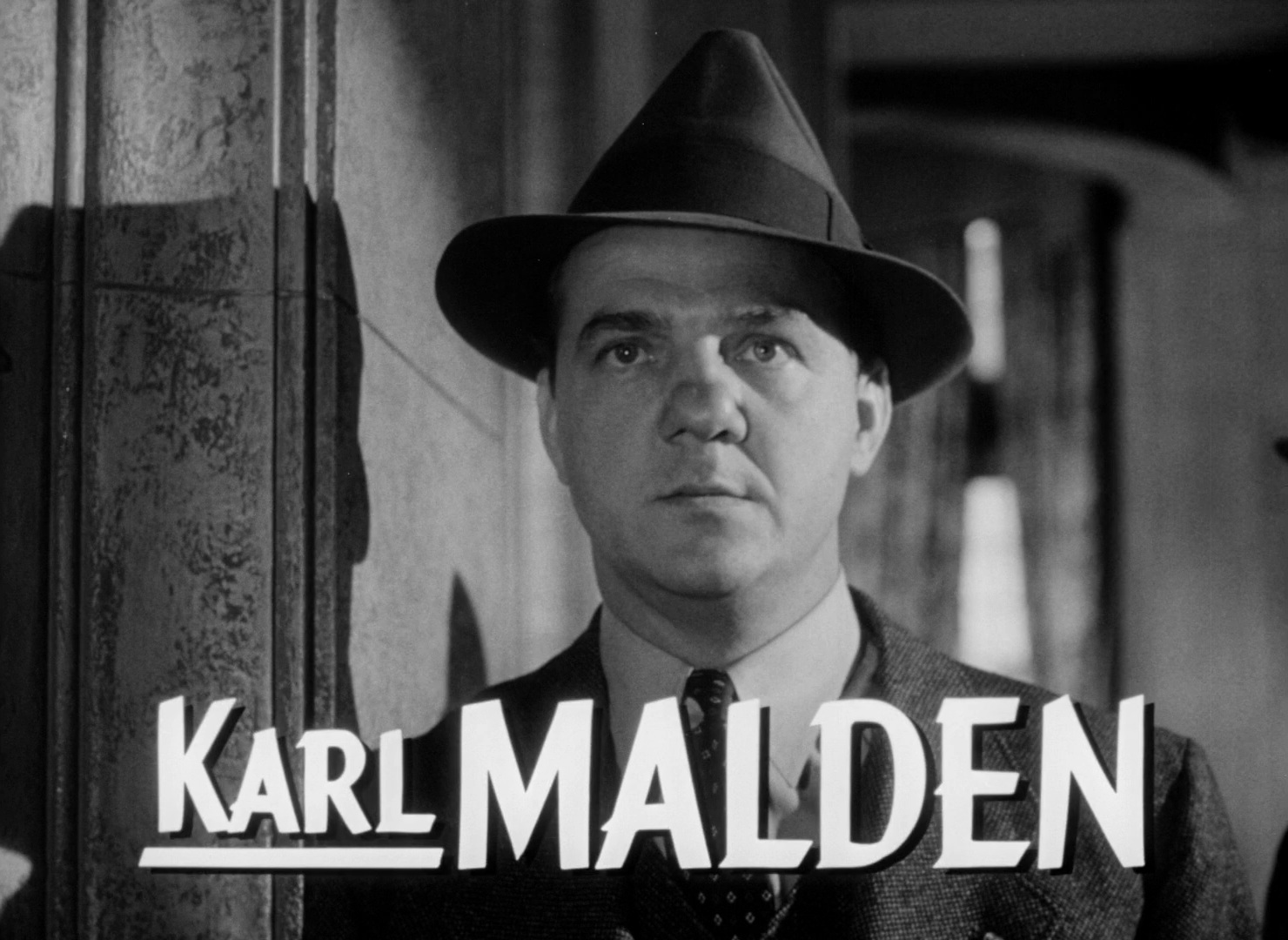
Karl Malden
1 juli

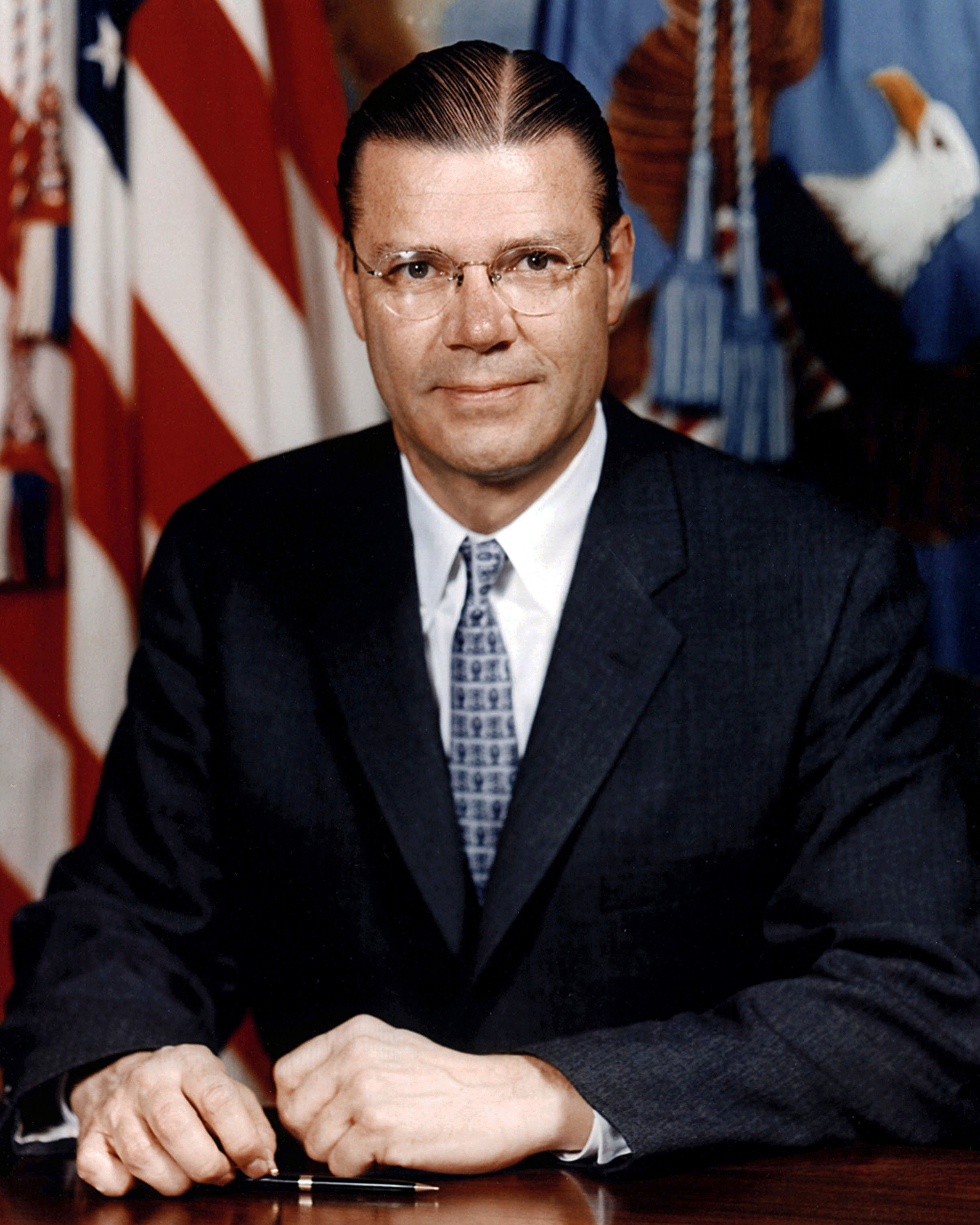
Robert McNamara
6 juli

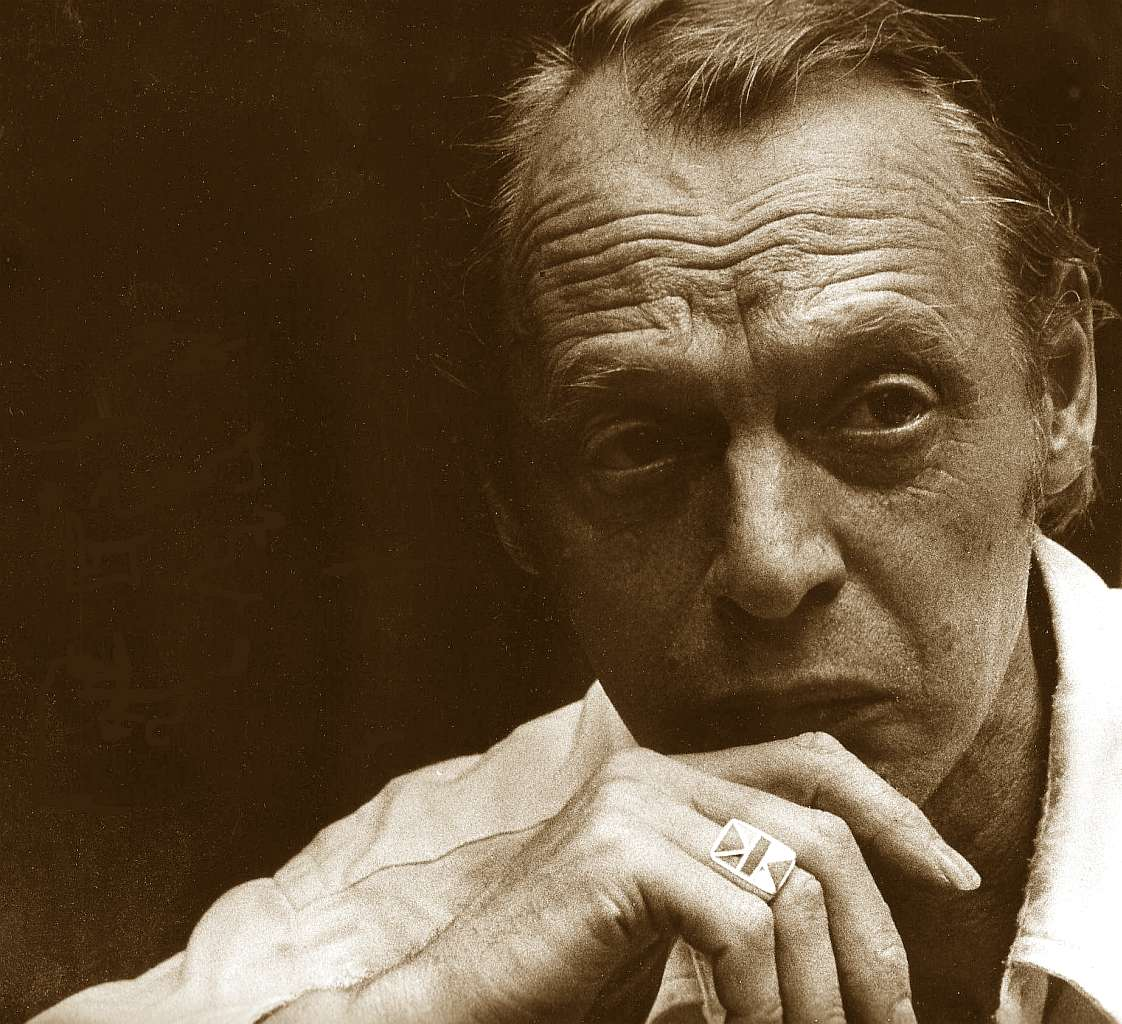
Simon Vinkenoog
12 juli

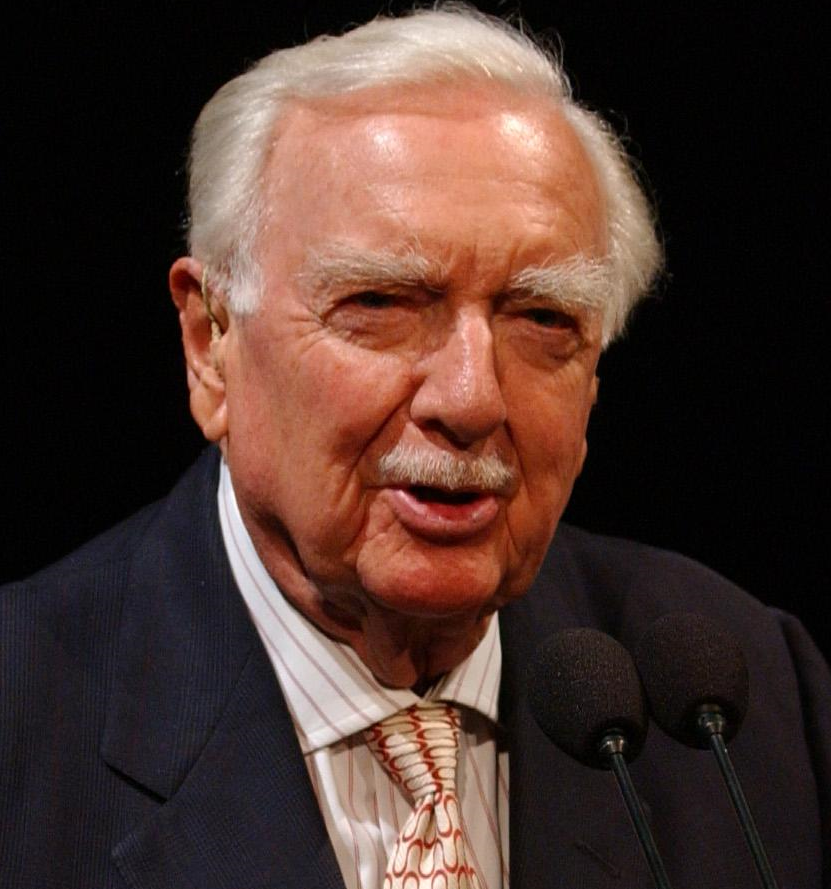
Walter Cronkite
17 juli

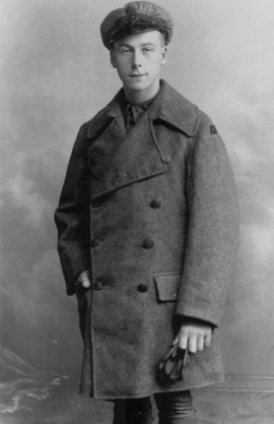
Henry Allingham
18 juli

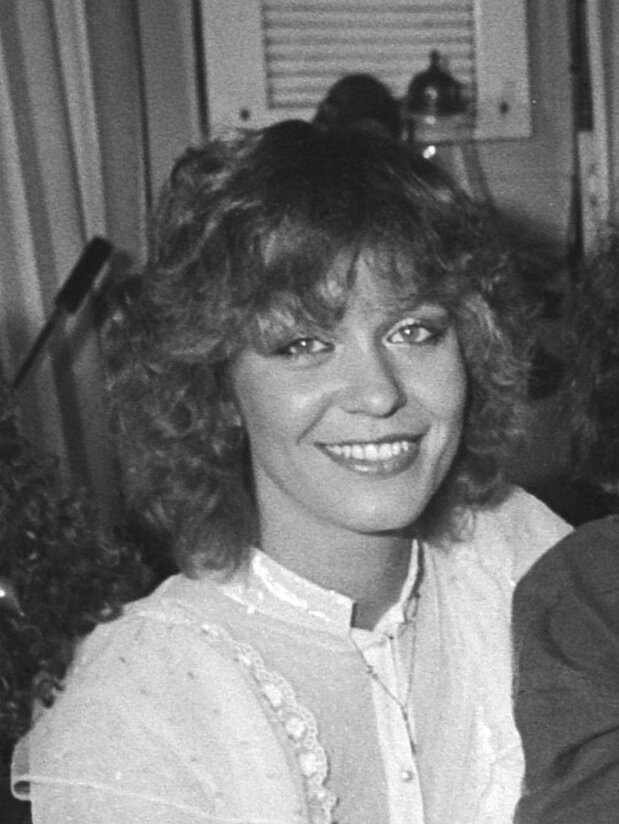
Ria Brieffies
20 juli

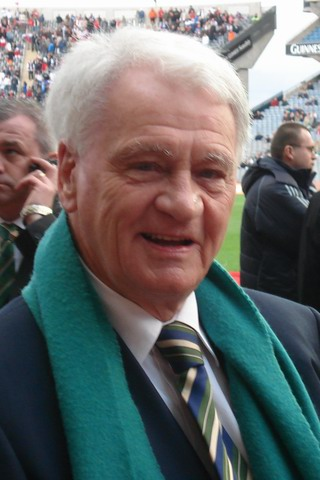
Bobby Robson
31 juli

| 1 | 2 | 3 | 4 | 5 | 6 | 7 | 8 | 9 | 10 | 11 | 12 | 13 | 14 | 15 | 16 | 17 | 18 | 19 | 20 | 21 | 22 | 23 | 24 | 25 | 26 | 27 | 28 | 29 | 30 | 31 |
| - | - | - | - | - | - | - | - | - | -- | -- | -- | -- | -- | -- | -- | -- | -- | -- | -- | -- | -- | -- | -- | -- | -- | -- | -- | -- | -- | -- |

### 1 juli
- Veronica Hazelhoff (62), Nederlands kinderboekenschrijfster[47]
- Karl Malden (97), Amerikaans acteur[48]
- Baltasar Porcel (72), Spaans-Catalaans schrijver en journalist
- Mollie Sugden (86), Brits actrice en comédienne

### 2 juli
- Pasquale Borgomeo (76), Italiaans journalist
- Susan Fernandez (52), Filipijns zangeres en activiste
- Martin Hengel (82), Duits theoloog
- Tyeb Mehta (84), Indiaas kunstschilder

### 3 juli
- John A. Keel (79), Amerikaans journalist en ufoloog
- Nol Maassen (86), Nederlands ambtenaar en politicus

### 4 juli
- George Fullerton (86), Amerikaans gitaarontwerper (Telecaster en Stratocaster)
- Béla Király (97), Hongaars militair en historicus
- Allen Klein (77), Amerikaans muziekmanager
- Robert Louis-Dreyfus (63), Zwitsers ondernemer en sportbestuurder

### 5 juli
- Paul Brand (88), Nederlands uitgever
- Takeo Doi (89), Japans psychoanalist
- Godofredo Reyes (90), Filipijns politicus en schrijver

### 6 juli
- Vasili Aksjonov (76), Russisch schrijver
- Robert McNamara (93), Amerikaans politicus
- Mathieu Montcourt (24), Frans tennisser

### 8 juli
- Nico van Est (81), Nederlands wielrenner
- Bertha Hertogh (72), Nederlandse vrouw wier adoptie in 1950 leidde tot etnische rellen in Singapore
- Pieter Huys (62), Belgisch journalist en advocaat

### 10 juli
- Zena Marshall (84), Brits actrice

### 11 juli
- Arturo Gatti (37), Canadees bokskampioen
- Witold Gruca (81), Pools danser en choreograaf
- Geraint Owen (43), Welsh acteur en politicus

### 12 juli
- Shesha Palihakkara (81), Sri Lankaans acteur
- Pavel Smejan (52), Russisch muzikant en componist
- Simon Vinkenoog (80), Nederlands schrijver en dichter[49]

### 13 juli
- Uma Aaltonen (68), Fins politica
- Harry Källström (70), Zweeds rallyrijder
- Vince Powell (80), Brits televisieschrijver

### 14 juli
- Phyllis Gotlieb (83), Canadees schrijfster
- Heinrich Schweiger (77), Oostenrijks acteur
- Zbigniew Zapasiewicz (74), Pools acteur

### 15 juli
- Natalja Estemirova (50), Russisch journaliste en mensenrechtenactiviste
- Julius Shulman (98), Amerikaans architectuurfotograaf

### 17 juli
- Meir Amit (88), Israëlisch generaal, inlichtingenofficier en politicus
- Walter Cronkite (92), Amerikaans televisiepersoonlijkheid
- Vladimir Iljin (81), Sovjet-Russisch voetballer en trainer
- Leszek Kołakowski (81), Pools filosoof
- Jean Margéot (93), Mauritiaans kardinaal
- Marry Visser-van Doorn (69), Nederlands politica
- Gordon Waller (65), Brits popmuzikant

### 18 juli
- Henry Allingham (113), Brits oorlogsveteraan (Eerste Wereldoorlog) en oudste man ter wereld
- Yasmine Belmadi (33), Frans filmacteur
- Ricardo Londoño (59), Colombiaans autocoureur

### 19 juli
- Karen Harup (84), Deens zwemkampioene
- Ingeborg Hunzinger (94), Duits beeldhouwster
- Frank McCourt (78), Amerikaans schrijver
- Tonny van Renterghem (90), Nederlands verzetsstrijder en schrijver
- Albert Ribbens (93), Belgisch politicus
- Henry Surtees (18), Brits autocoureur

### 20 juli
- Ria Brieffies (52), Nederlands zangeres
- Vedat Okyar (64), Turks voetballer
- Louis de Wijze (87), Nederlands Holocaustoverlevende en ondernemer

### 21 juli
- Heinz Edelmann (75), Duits illustrator

### 22 juli
- Mark Leduc (47), Canadees bokskampioen
- Herbert Morris (93), Amerikaans roeikampioen

### 23 juli
- Virginia Carroll (95), Amerikaans actrice
- Danny McBride (63), Amerikaans singer-songwriter
- Gudrun Okras (79), Duits actrice

### 24 juli
- Omar Dhani (85), Indonesisch legerleider
- Harry Towb (83), Noord-Iers acteur
- Werner Krusche (91), Duits evangelisch theoloog en bisschop

### 25 juli
- Yasmin Ahmad (51), Maleisisch regisseur en producente
- Vernon Forrest (38), Amerikaans bokser
- Stanley Middleton (89), Brits schrijver
- Harry Patch (111), oudste man van Europa
- Zequinha (74), Braziliaans voetballer

### 26 juli
- Traugott Buhre (80), Duits acteur
- Merce Cunningham (90), Amerikaans choreograaf
- Sérgio Viotti (82), Braziliaans acteur en regisseur

### 27 juli
- Bernadette Cozart (60), Amerikaans tuinier en eco-feministe
- Michaël Zeeman (50), Nederlands auteur, literatuurrecensent en televisiepresentator

### 28 juli
- Emilio Gancayco (87), Filipijns rechter
- Hiroshi Maeue (40), Japans moordenaar
- Tony Rosenthal (94), Amerikaans beeldhouwer

### 29 juli
- Dinah Babitt (86), Amerikaans-Tsjechisch kunstenares
- Lode Campo (82), Belgisch ondernemer
- Rajan P. Dev (55), Indiaas acteur
- Rudolf Schoofs (77), Duits kunstenaar

### 30 juli
- Renato Izzo (80), Italiaans stemacteur
- Richard Janse (24), Nederlands zanger
- Washington Luna (71), Uruguayaans zangeres
- Richard Panesi (94), Belgisch scheepsbouwer

### 31 juli
- Chris Humphries (62), Brits botanicus
- Bobby Robson (76), Brits voetballer en voetbalcoach
- Harry Alan Towers (78), Brits filmproducent en scenarioschrijver

## Augustus

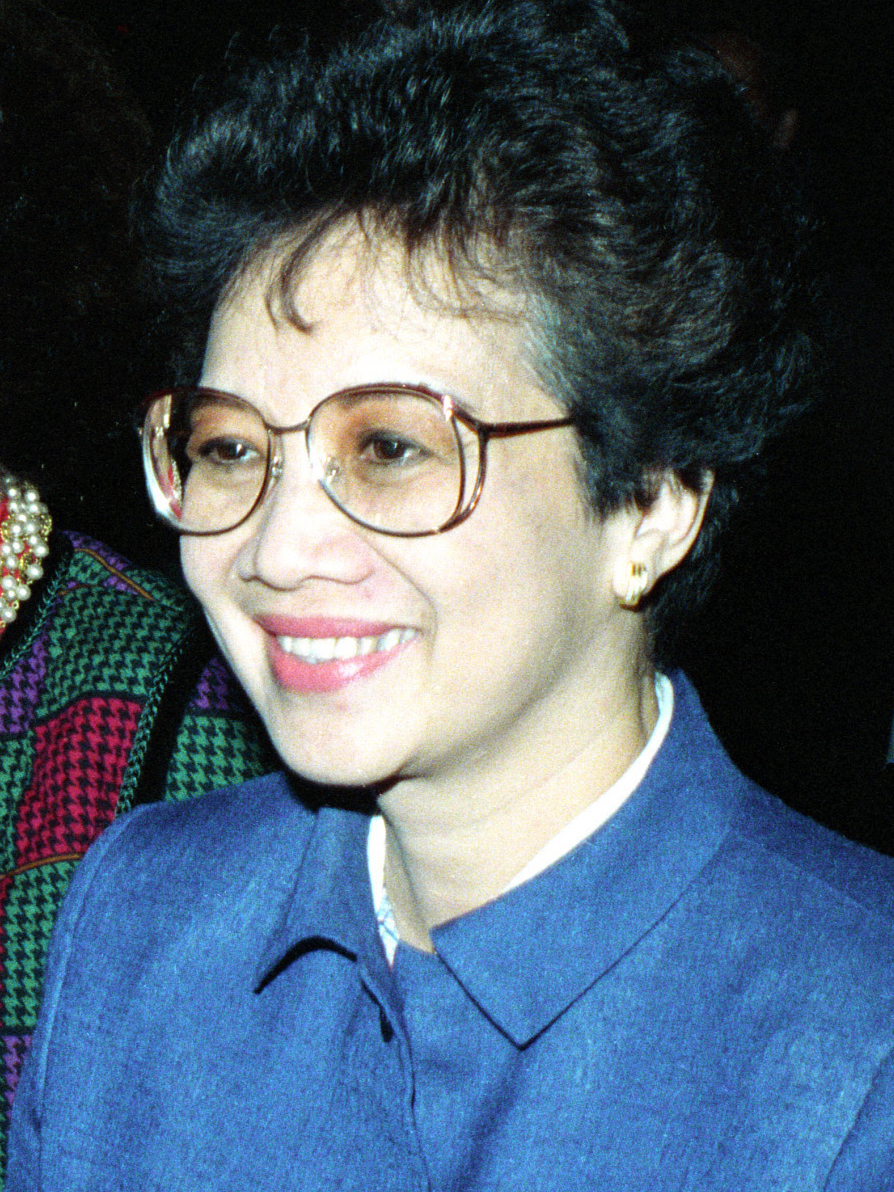
Corazon Aquino
1 augustus

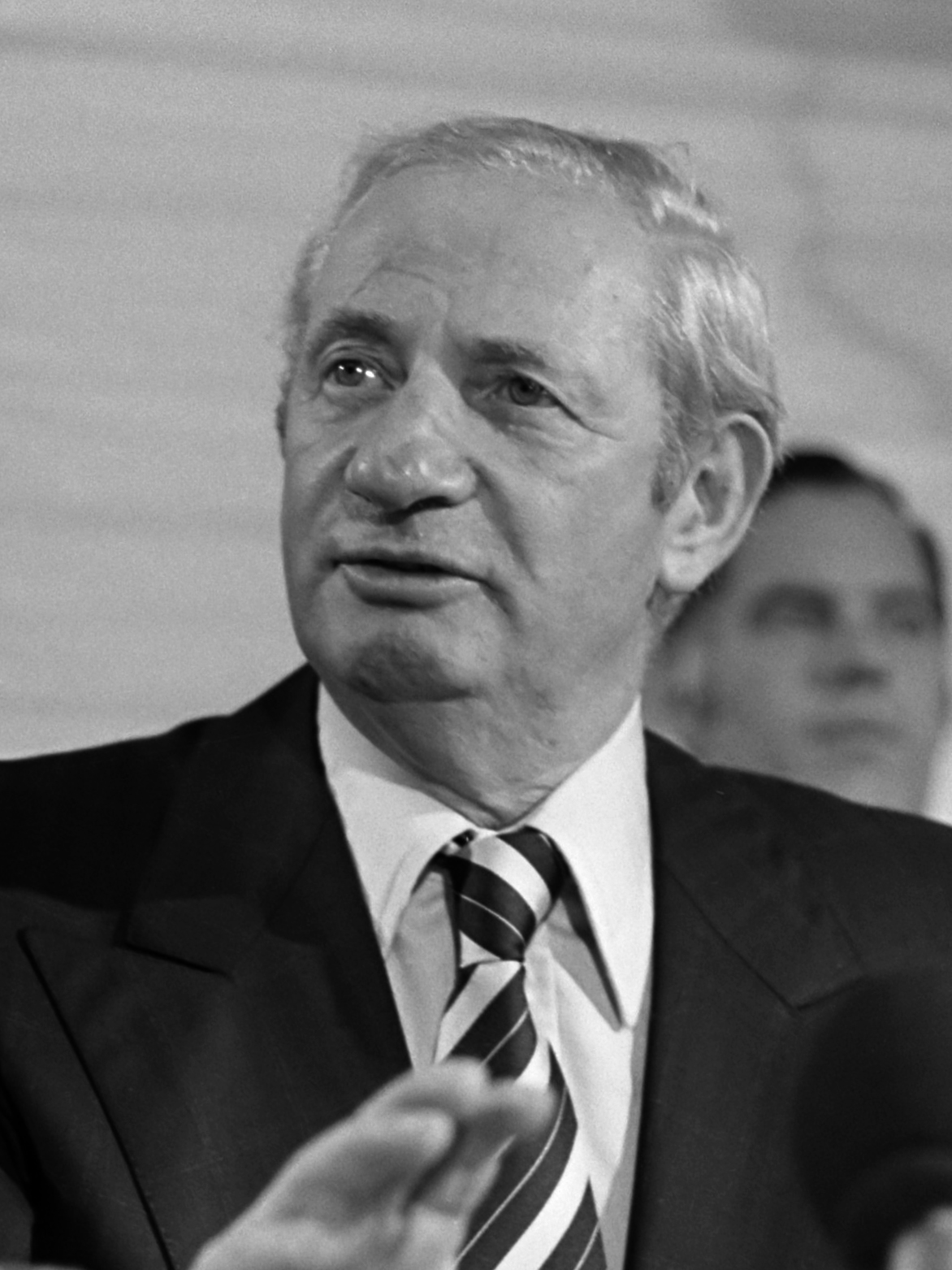
Maup Caransa
6 augustus

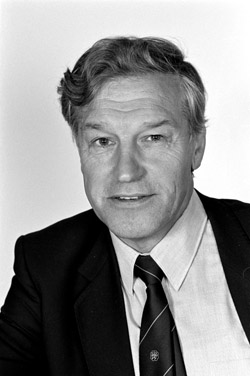
Gerard van den Berg
7 augustus

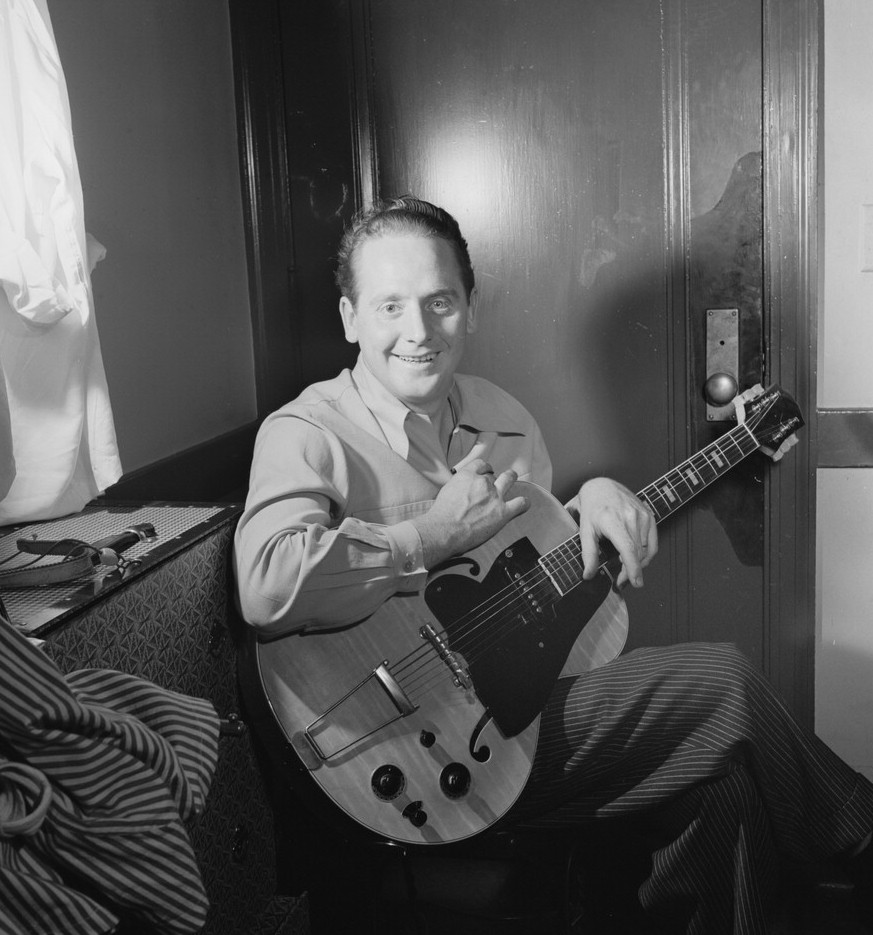
Les Paul
13 augustus

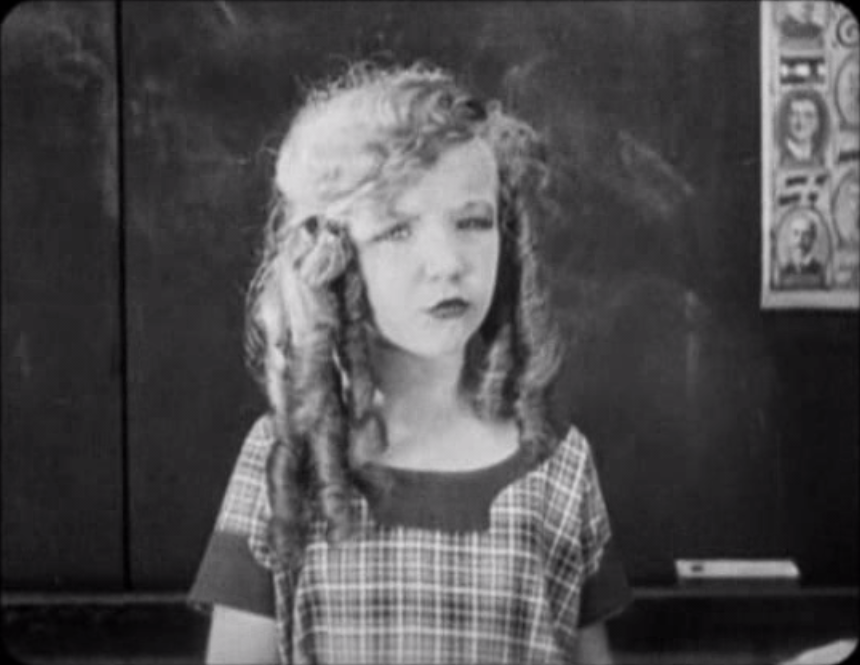
Virginia Davis
15 augustus

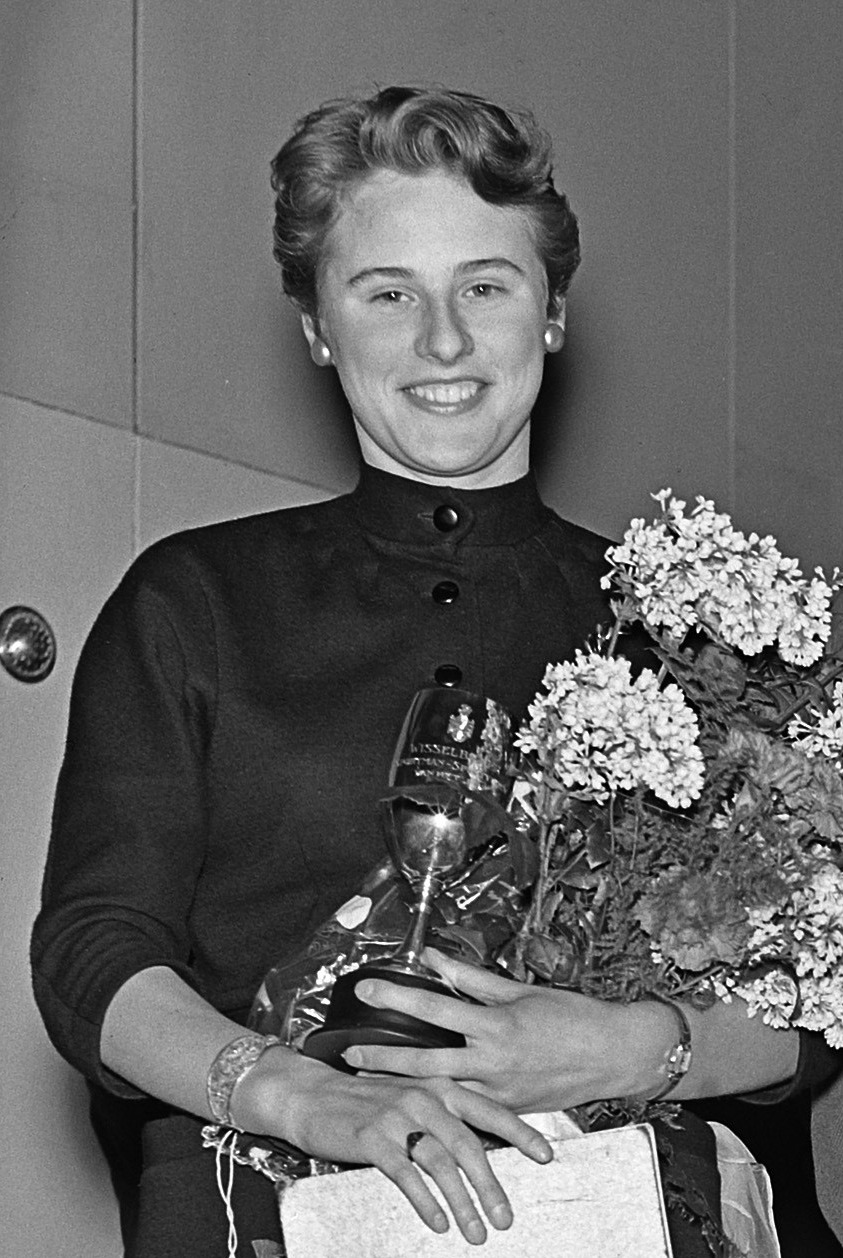
Geertje Wielema
18 augustus

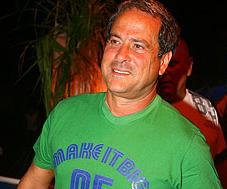
Dudu Topaz
20 augustus

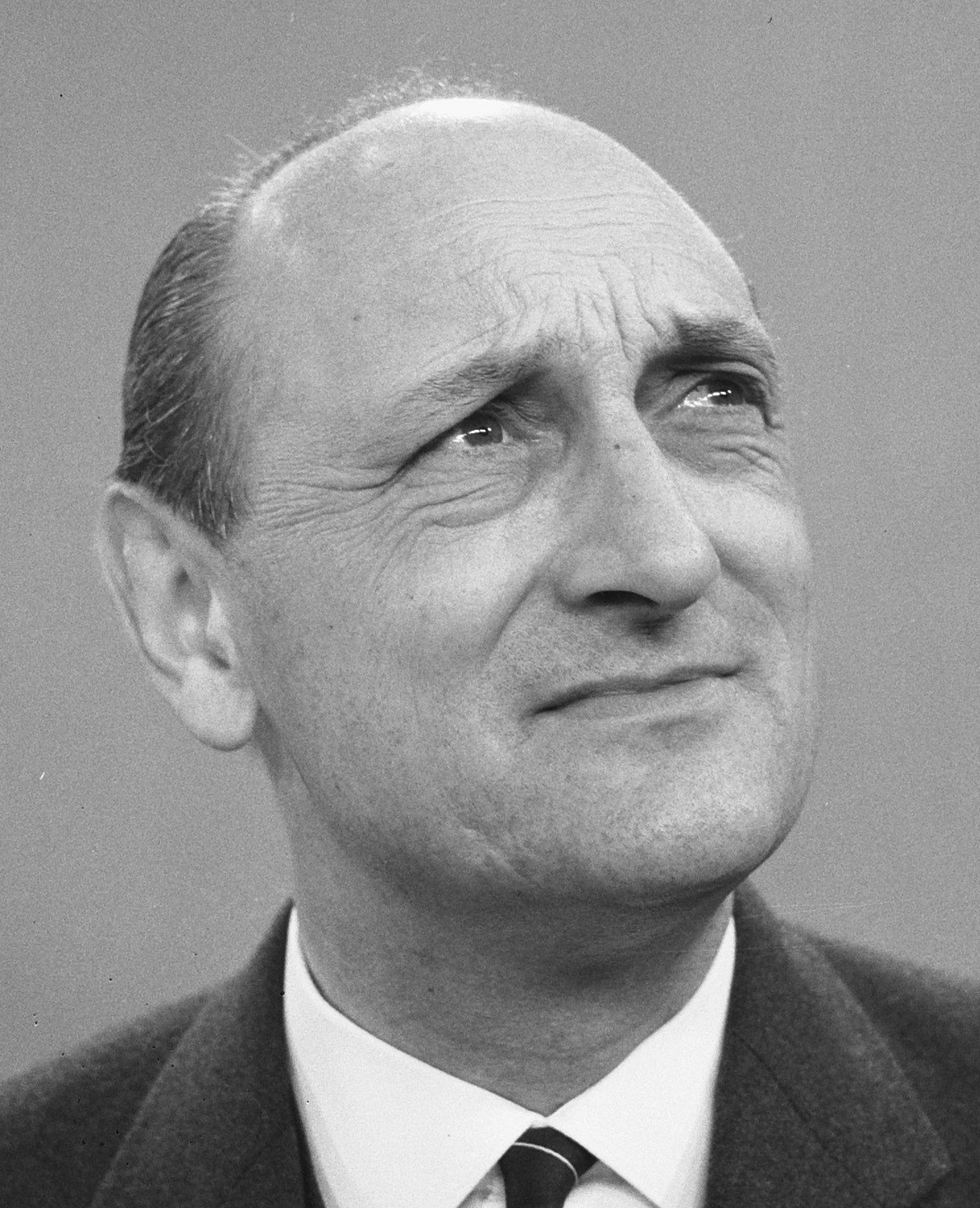
Edzo Toxopeus
23 augustus

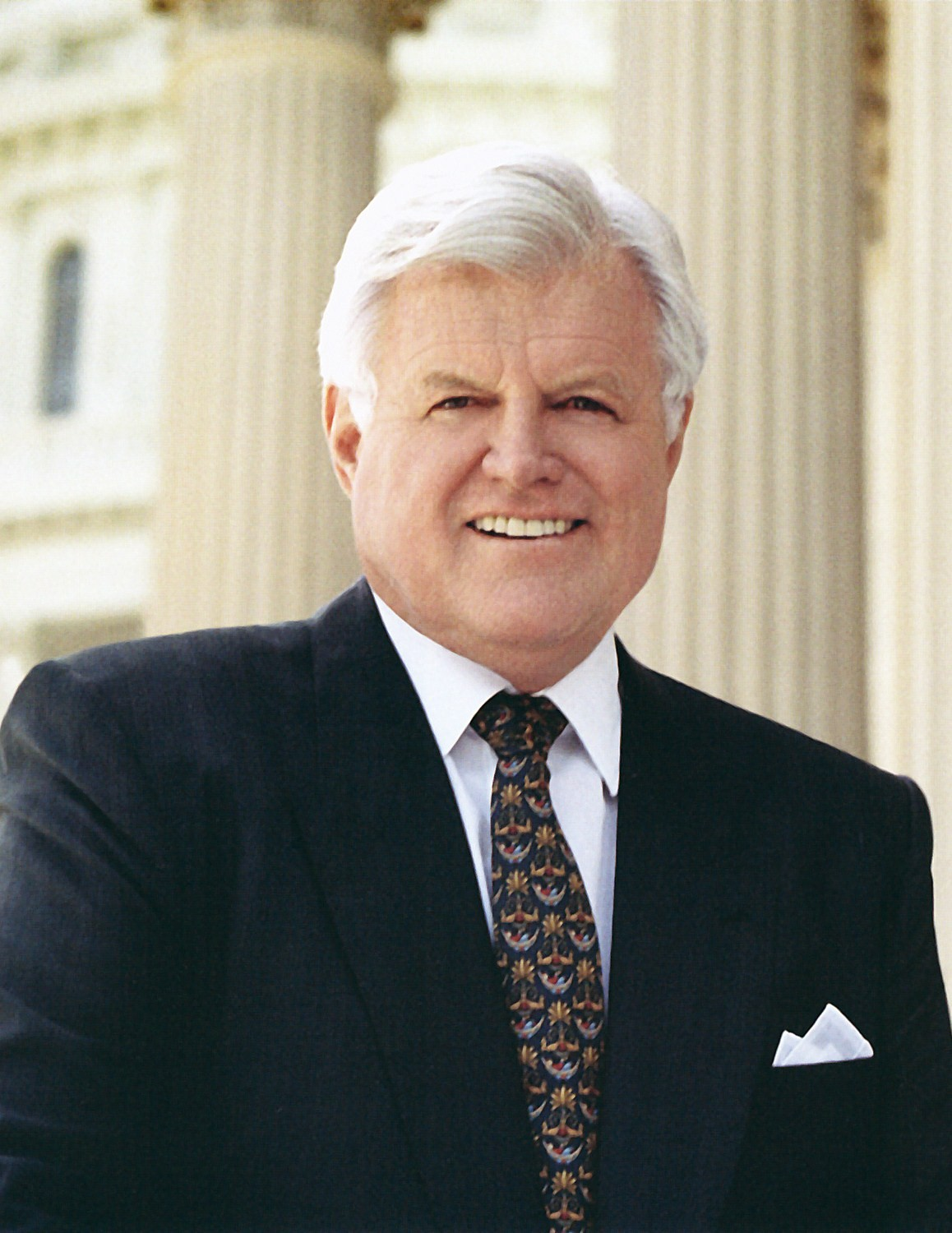
Edward Kennedy
25 augustus

| 1 | 2 | 3 | 4 | 5 | 6 | 7 | 8 | 9 | 10 | 11 | 12 | 13 | 14 | 15 | 16 | 17 | 18 | 19 | 20 | 21 | 22 | 23 | 24 | 25 | 26 | 27 | 28 | 29 | 30 | 31 |
| - | - | - | - | - | - | - | - | - | -- | -- | -- | -- | -- | -- | -- | -- | -- | -- | -- | -- | -- | -- | -- | -- | -- | -- | -- | -- | -- | -- |

### 1 augustus
- Corazon Aquino (76), president van de Filipijnen (1986-1992)
- Felicitas van Pruisen (75), Duits prinses
- Hironoshin Furuhashi (80), Japans zwemmer
- Francis Jeanson (87), Frans filosoof
- Nicholas D’Antonio Salza (93), Amerikaans prelaat
- Panakkad Sayeed Mohammedali Shihab Thangal (73), Indiaas politicus

### 2 augustus
- Riny Blaaser (88), Nederlands actrice
- Billy Lee Riley (76), Amerikaans rock-'n-roll-gitarist
- Sidney Zion (75), Amerikaans journalist

### 3 augustus
- Subhas Chakrabarty (66), Indiaas politicus en minister
- Ferdi Elsas (66), Nederlands crimineel[50]
- Nikolaos Makarezos (90), Grieks militair juntaleider
- Zinovi Vysokovski (76), Russisch acteur

### 4 augustus
- Shafiq al-Hout (77), Libanees medeoprichter van de PLO
- Joseph Msika (85), Zimbabwaans vicepresident
- Mbah Surip (60), Indonesisch zanger

### 5 augustus
- Hugo van Krieken (58), Nederlands radiopresentator en diskjockey
- Baitullah Mehsud, Pakistaans Talibanleider

### 6 augustus
- Maup Caransa (93), Nederlands ondernemer en onroerendgoedhandelaar
- Riccardo Cassin (100), Italiaans klimmer
- Savka Dabčević-Kučar (85), Kroatisch politica
- Willy DeVille (58), Amerikaans zanger
- John Hughes (59), Amerikaans filmregisseur, -producent en scenarioschrijver
- Wahyu Sulaeman Rendra (73), Indonesisch dichter

### 7 augustus
- Gerard van den Berg (76), Nederlands radio- en televisiepresentator
- Tamás Cseh (66), Hongaars singer-songwriter

### 8 augustus
- Daniel Jarque (26), Spaans voetballer
- Taha Muhie-eldin Marouf (85), Iraaks vicepresident
- Raul Solnado (79), Portugees acteur

### 9 augustus
- Thierry Jonquet (55), Frans schrijver
- Thomas Knopper (19), Nederlands karter

### 10 augustus
- Yan Balinec (81), Frans dichter
- Ernest Glinne (78), Belgisch minister
- Sylvia Lennick (93), Canadees actrice

### 11 augustus
- Malik Achmedilov (33), Russisch journalist
- Eunice Kennedy Shriver (88), Amerikaans activiste, zus van wijlen president John F. Kennedy
- Zarema Sadoelajeva (35), Russisch mensenrechtenactiviste

### 12 augustus
- Rashied Ali (74), Amerikaans jazzdrummer
- Katchou (45), Algerijns zanger

### 13 augustus
- Les Paul (94), Amerikaans gitaarspeler en -bouwer

### 15 augustus
- Virginia Davis (90), Amerikaans kindacteur
- Sammy Petrillo (74), Amerikaans komiek

### 16 augustus
- Czesław Lewandowski (87), Pools bisschop
- Jochem Slothouwer (70), Nederlands componist en operadirigent

### 17 augustus
- Tullio Kezich (80), Italiaans filmcriticus

### 18 augustus
- Hildegard Behrens (72), Duits operazangeres
- Hanna Bedryńska (85), Pools actrice
- Kim Dae-jung (83), Zuid-Koreaans president
- Rose Friedman (98), Amerikaans economiste
- Hugo Loetscher (79), Zwitsers schrijver
- Nezihe Meriç (84), Turks schrijfster
- Geertje Wielema (75), Nederlands zwemster

### 19 augustus
- Thea van Dalen-Schiphorst (57), Nederlands politica (o.a. Eerste Kamerlid, CDA)
- Semjon Farada (75), Russisch acteur
- Bertje Jens (95), Nederlands juriste, ontwerpster van de code voor het maatschappelijk werk en mede-bedenkster van het Pieterpad

### 20 augustus
- Larry Knechtel (69), Amerikaans muzikant
- Pieter Lutz (82), Nederlands acteur
- Dudu Topaz (62), Israëlisch acteur
- Otha Young (66), Amerikaans songwriter

### 21 augustus
- Åke Larsson (88), Zweeds componist en muzikant
- Dean Turner (37), Australisch rockmuzikant

### 22 augustus
- Elmer Kelton (84), Amerikaans schrijver
- Lode Van Outrive (77), Belgisch criminoloog, politicus en mensenrechtenactivist

### 23 augustus
- Edzo Toxopeus (91), Nederlands VVD-politicus, Minister van Staat
- John Vermeulen (68), Belgisch schrijver

### 24 augustus
- Eduardo Roquero (59), Filipijns politicus
- Toni Sailer (73), Oostenrijks skiër

### 25 augustus
- Edward Kennedy (77), Amerikaans politicus
- Robert Heppener (84), Nederlands componist

### 26 augustus
- Ellie Greenwich (68), Amerikaans zangeres

### 27 augustus
- Dave Laut (52), Amerikaans kogelstoter
- Sergej Michalkov (96), Russisch auteur
- Virgilio Savona (89), Italiaans zanger en componist

### 28 augustus
- Frank Gardner (78), Australisch autocoureur
- Herman Passchier (90), Nederlands pedagoog
- Henk van Ulsen (82), Nederlands acteur[51]

### 29 augustus
- Mady Rahl (94), Duits actrice

### 30 augustus
- Horst Stowasser (58), Duits schrijver en anarchist
- Kiki Sørum (70), Noors modejournaliste

### 31 augustus
- Barry Flanagan (68), Brits beeldhouwer
- Eraño Manalo (84), Filipijns kerkleider

## September

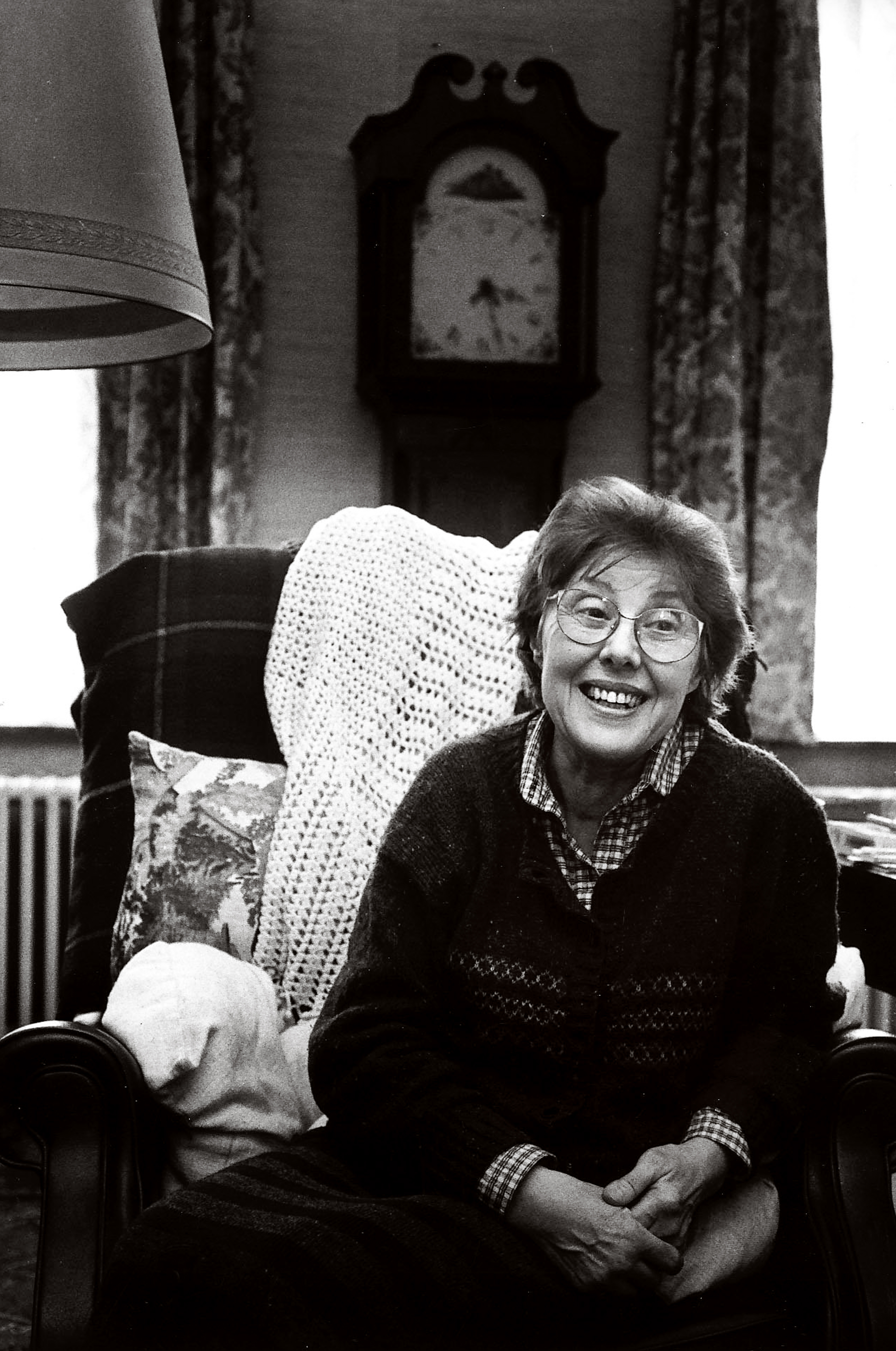
Christine D'haen
3 september

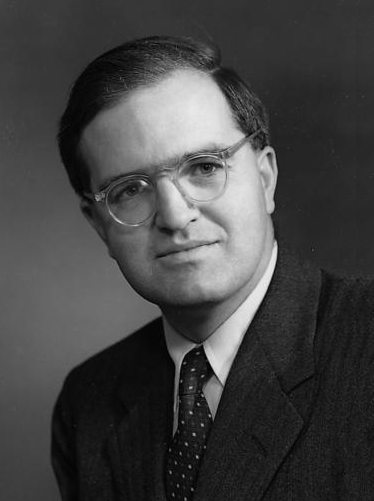
Aage Bohr
8 september

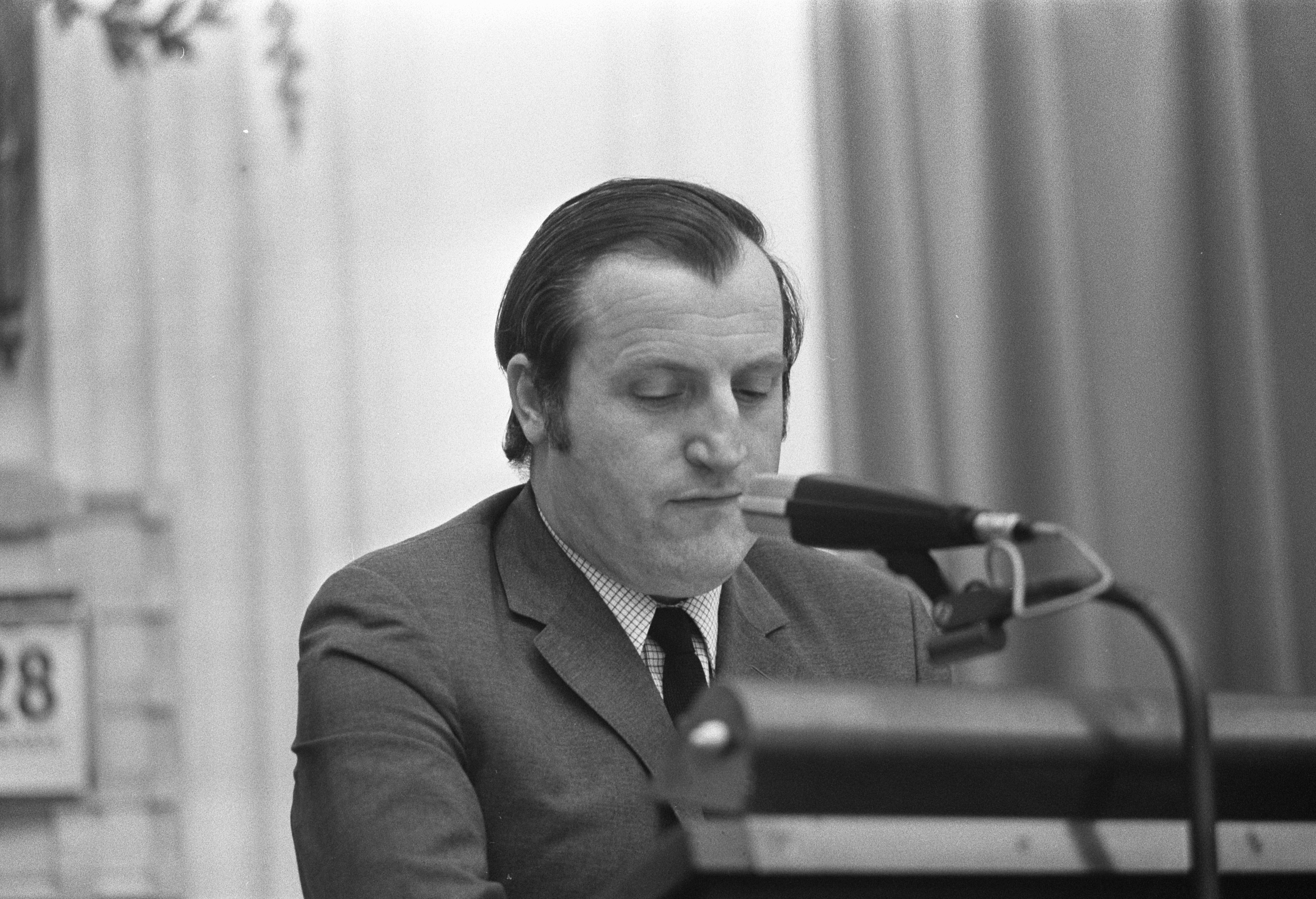
Jan Masman
11 september

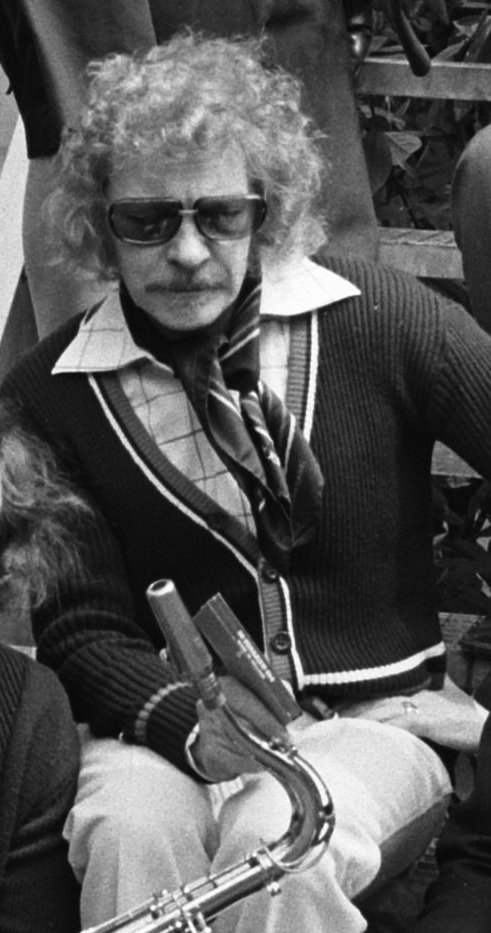
Jerry van Rooyen
14 september

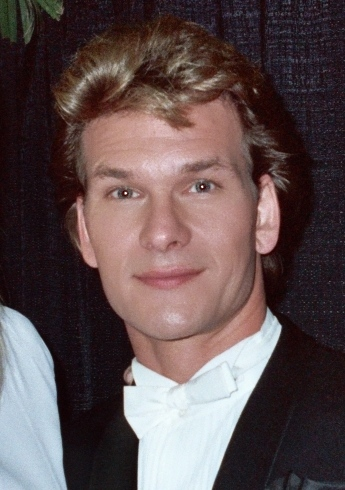
Patrick Swayze
14 september

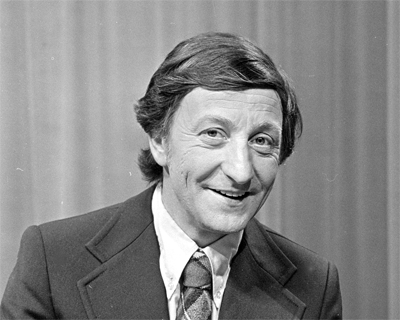
Bob Bouma
17 september

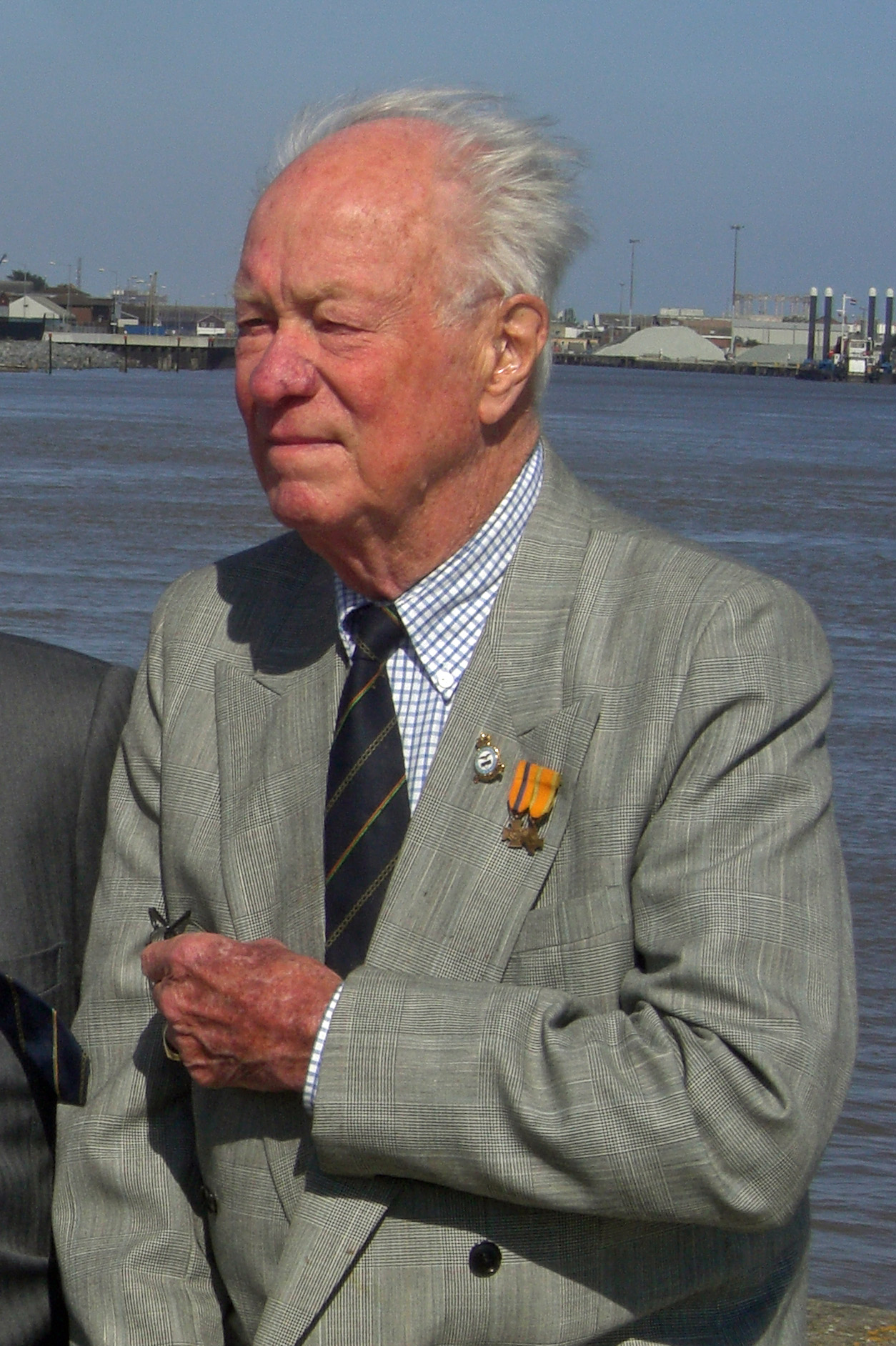
Flip Winckel
18 september

| 1 | 2 | 3 | 4 | 5 | 6 | 7 | 8 | 9 | 10 | 11 | 12 | 13 | 14 | 15 | 16 | 17 | 18 | 19 | 20 | 21 | 22 | 23 | 24 | 25 | 26 | 27 | 28 | 29 | 30 |
| - | - | - | - | - | - | - | - | - | -- | -- | -- | -- | -- | -- | -- | -- | -- | -- | -- | -- | -- | -- | -- | -- | -- | -- | -- | -- | -- |

### 2 september
- Roger Aubert (95), Belgisch theoloog en kerkhistoricus
- Y.S. Rajasekhara Reddy (60), Indiaas politicus

### 3 september
- Christine D'haen (85), Belgisch schrijfster

### 4 september
- Ida De Ridder (90), Belgisch biografe
- Franz Olah (99), Oostenrijks politicus

### 5 september
- Mickie Jones (56), Amerikaans rockmuzikant
- Saifur Rahman (77), Bengalees politicus

### 6 september
- Sim (83), Frans acteur
- Harcharan Singh Brar (87), Indiaas politicus
- Tatjana Oestinova (96), Russisch geologe

### 8 september
- Ray Barrett (82), Australisch acteur
- Aage Bohr (87), Deens kernfysicus

### 11 september
- Gertrude Baines (115), Amerikaans oudste persoon ter wereld
- Jan Masman (80), Nederlands politicus en sportbestuurder
- Zakes Mokae (75), Amerikaans acteur van Zuid-Afrikaanse afkomst
- Henny van Schoonhoven (39), Nederlands voetballer[52]
- Roland W. (68), Duits schlagerzanger
- Yoshito Usui (51), Japans mangatekenaar

### 12 september
- Norman Borlaug (95), Amerikaans agronoom
- Willy Ronis (99), Frans fotograaf

### 13 september
- Paul Burke (83), Amerikaans acteur
- Sarah E. Wright (80), Amerikaans schrijfster

### 14 september
- Henry Gibson (73), Amerikaans acteur
- Jerry van Rooyen (80), Nederlands arrangeur en bandleider[53]
- Darren Sutherland (27), Iers bokser
- Patrick Swayze (57), Amerikaans acteur[54]

### 15 september
- Espiridion Laxa (79), Filipijns filmproducent
- Trevor Rhone (69), Jamaicaans toneelschrijver
- Elio Zagato (88), Italiaans autodesigner

### 16 september
- Kees Bol (92), Nederlands kunstschilder[55]
- Sotero H. Laurel (90), Filipijns senator
- Mary Travers (72), Amerikaans zangeres

### 17 september
- Bob Bouma (79), Nederlands televisiepresentator
- Frank Deasy (49), Iers scenarioschrijver
- Noordin Mohammed Top (40), Maleisisch terrorist

### 18 september
- Peter Denyer (62), Brits acteur
- Idário (82), Braziliaans voetballer
- Utz Jeggle (68), Duits volkskundige
- Irving Kristol (89), Amerikaans publicist
- Natalia Sjvedova (92), Russisch lexicograaf
- Henk Tjon (61), Surinaams toneelschrijver en regisseur
- Marcel Vandewattyne (85), Belgisch atleet
- Flip Winckel (90), Nederlands Engelandvaarder

### 19 september
- Roc Raida (37), Amerikaans dj
- Nico Schaap (63), Nederlands acteur
- Eduard Zimmermann (80), Duits televisiepresentator

### 21 september
- Wess Johnson (64), Amerikaans-Italiaans zanger
- Parviz Meshkatian (54), Iraans componist en muzikant

### 22 september
- Olaf Dufseth (91), Noors skiër
- Ann Hasekamp (82), Nederlands actrice

### 23 september
- Paul Fay (91), Amerikaans politicus
- Paul Suter (83), Zwitsers beeldhouwer
- Pierre Van Halteren (98), burgemeester van Brussel

### 24 september
- Susan Atkins (61), Amerikaans misdadigster
- Forrest Church, Amerikaans theoloog en predikant in het Unitaristisch Universalisme
- Howard Morrison (74), Nieuw-Zeelands entertainer
- Egon Solymossy (87), Hongaars atleet

### 25 september
- István Bujtor (67), Hongaars acteur
- Willy Breinholst (91), Deens auteur
- Jean Vermeire (90), Waals collaborateur

### 26 september
- Alicia de Larrocha (86), Spaans pianiste

### 27 september
- Ivan Dychovitsjny (61), Russisch filmregisseur
- William Safire (79), Amerikaans publicist
- Pierre-Christian Taittinger (83), Frans politicus

### 28 september
- Zygmunt Chychła (82), Pools bokskampioen
- Guillermo Endara (73), Panamees president
- Horst Feilzer (52), Duits voetballer
- Fransjes Gelderblom (62), Nederlands acteur, balletdanser en kunstschilder
- Pamela Hemelrijk (62), Nederlands journaliste en columniste

### 29 september
- Ulf Larsson (54), Zweeds acteur
- Sperantza Vrana (83), Grieks actrice

### 30 september
- Pentti Airikkala (64), Fins rallyrijder
- Rafael Arozarena (86), Spaans schrijver
- Pavlo Popovytsj (78), Oekraïens kosmonaut
- Victor Van Schil (69), Belgisch wielrenner

## Oktober

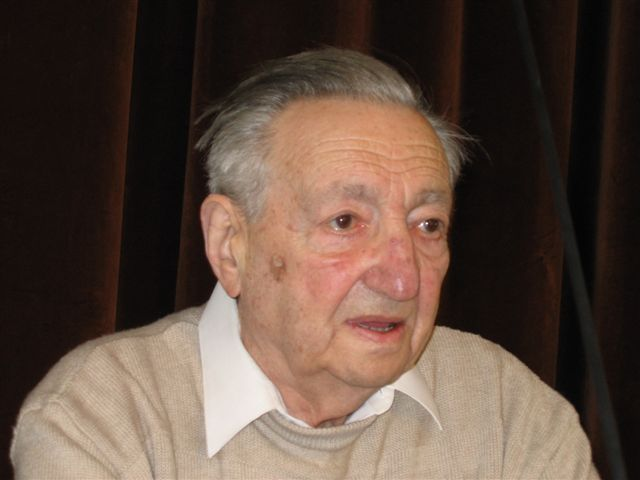
Marek Edelman
2 oktober

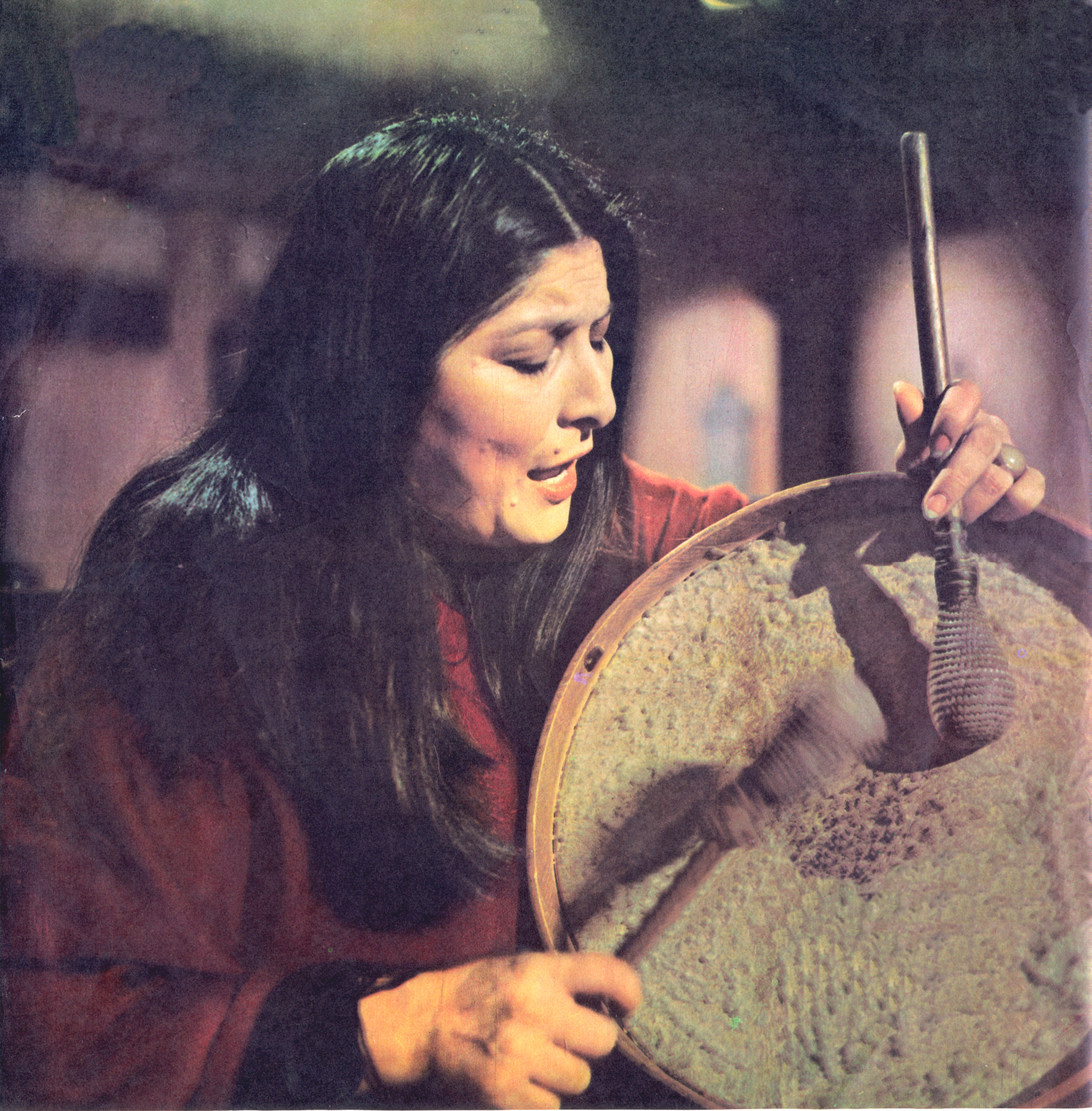
Mercedes Sosa
4 oktober

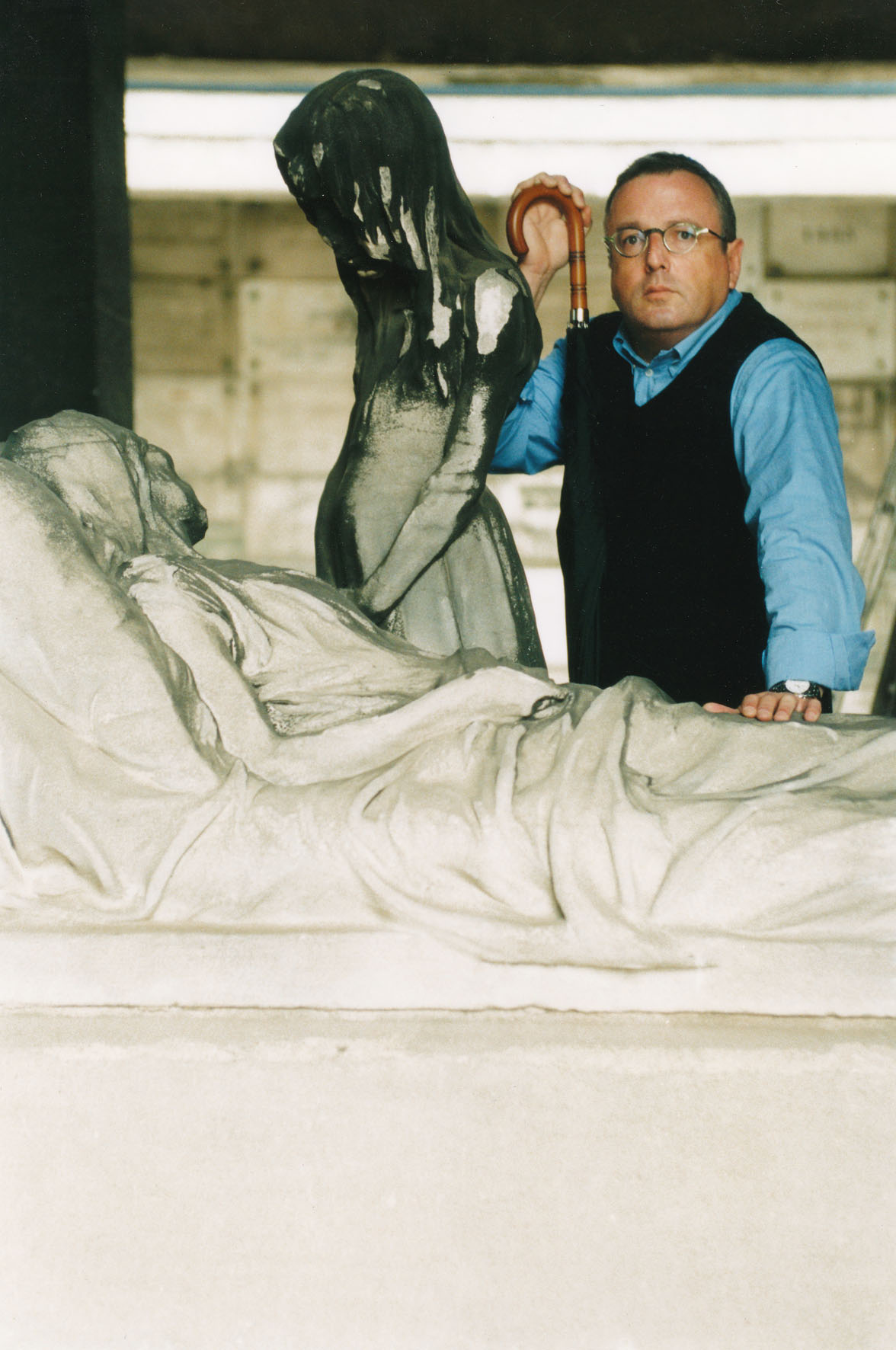
Dré Steemans
9 oktober

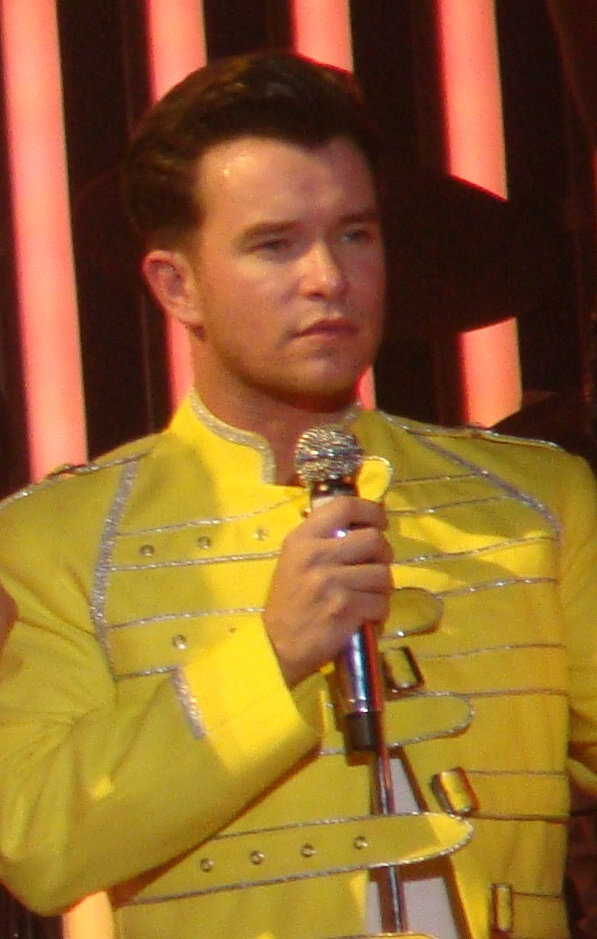
Stephen Gately
10 oktober

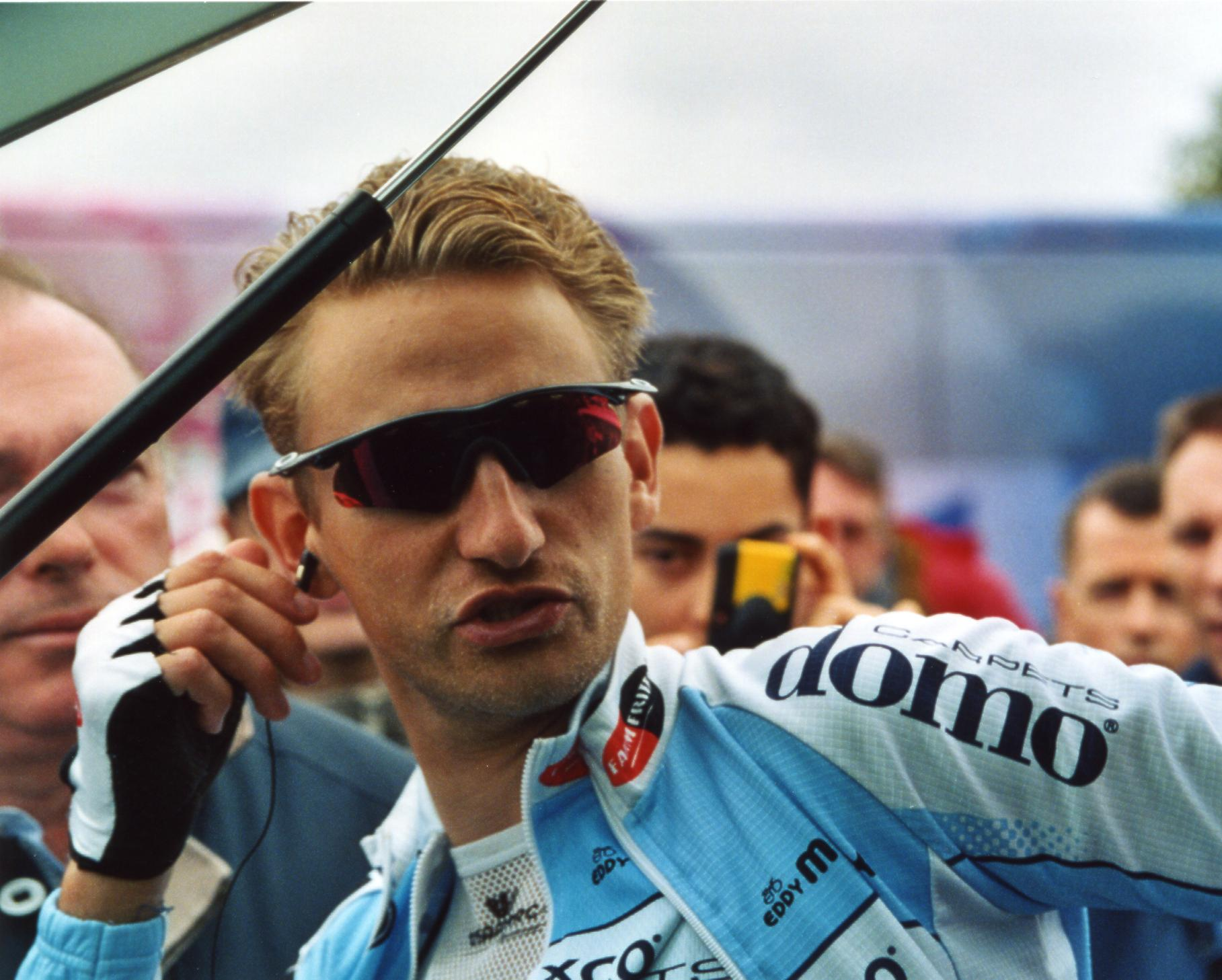
Frank Vandenbroucke
12 oktober

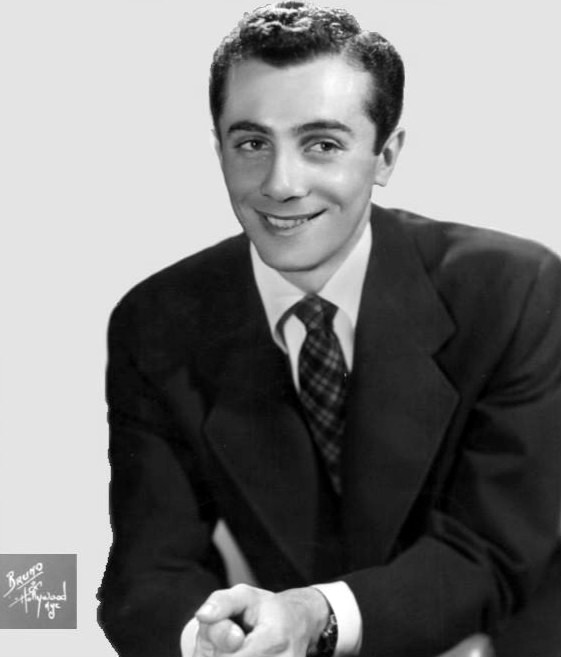
Al Martino
13 oktober

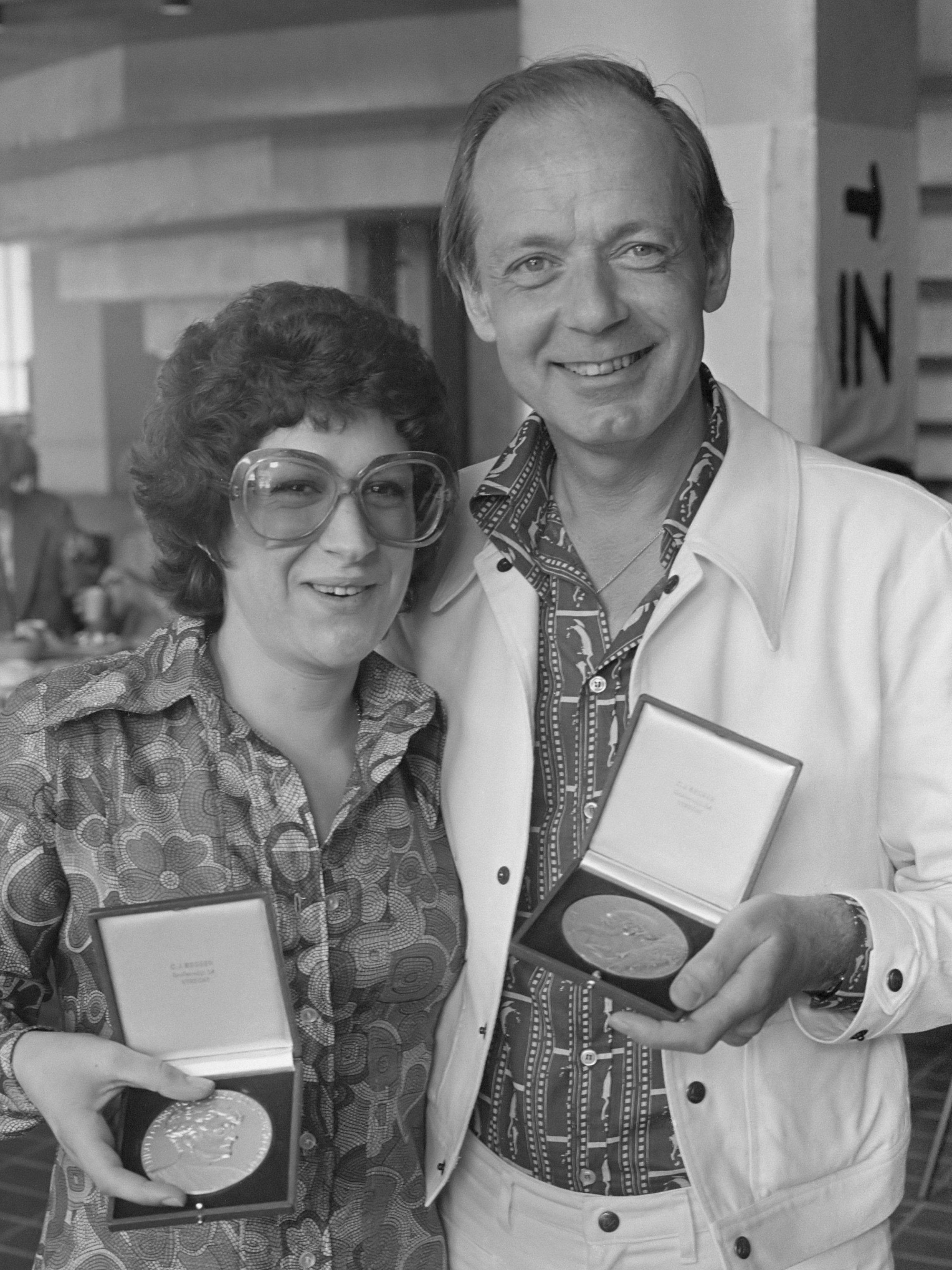
Sacha Bulthuis (l)
15 oktober

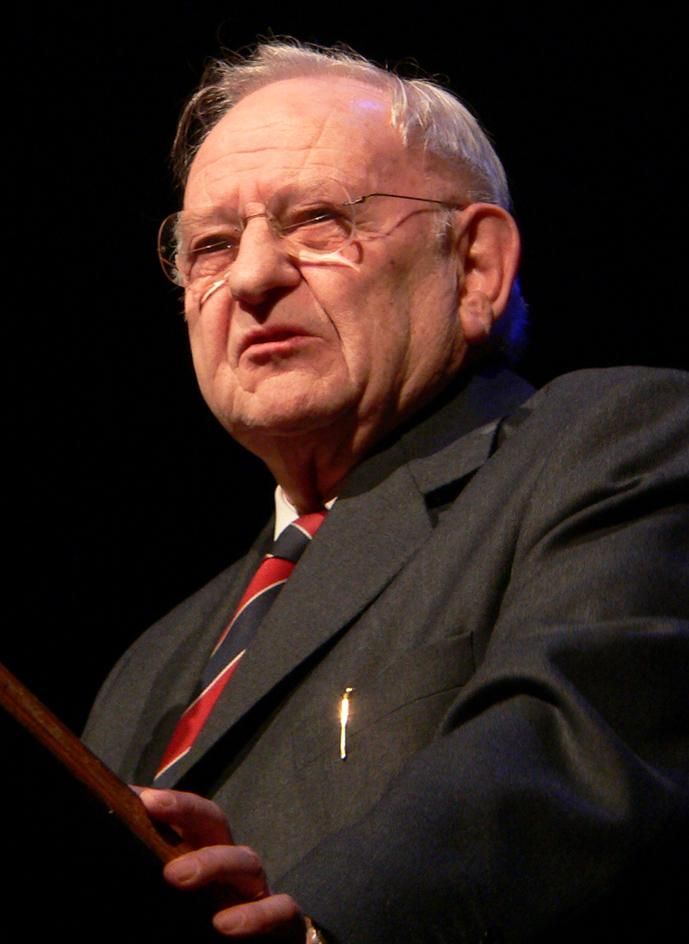
Jef Nys
20 oktober

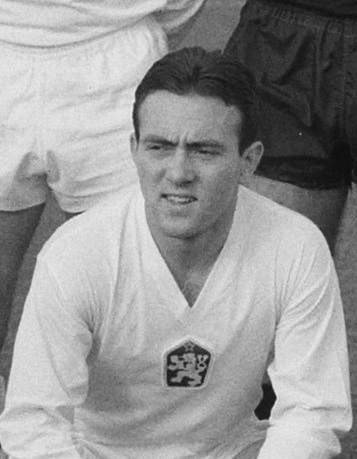
František Veselý
30 oktober

| 1 | 2 | 3 | 4 | 5 | 6 | 7 | 8 | 9 | 10 | 11 | 12 | 13 | 14 | 15 | 16 | 17 | 18 | 19 | 20 | 21 | 22 | 23 | 24 | 25 | 26 | 27 | 28 | 29 | 30 | 31 |
| - | - | - | - | - | - | - | - | - | -- | -- | -- | -- | -- | -- | -- | -- | -- | -- | -- | -- | -- | -- | -- | -- | -- | -- | -- | -- | -- | -- |

### 1 oktober
- André-Philippe Futa (66), Congolees minister
- Guido Jendritzko (84), Duits kunstenaar
- Otar Tsjiladze (76), Georgisch schrijver

### 2 oktober
- Marek Edelman (86), Pools cardioloog, activist, politicus, leider van de opstand in het getto van Warschau
- Victor Guns (90), Belgisch burgemeester
- Piet van Hout (71), Nederlands burgemeester
- Jørgen Jensen (65), Deens atleet
- Saleh Meki (61), Eritrees minister

### 3 oktober
- Vladimir Beekman (80), Estlands schrijver
- Fatima el-Sharif (98), verbannen koningin van Libië
- Robert Kirby (61), Brits muziekarrangeur
- Reinhard Mohn (88), Duits mediagigant
- Michel Nédélec (69), Frans wielrenner
- Vasile Louis Puşcaş (94), Amerikaans bisschop van de Roemeense Grieks-katholieke kerk

### 4 oktober
- Rico Bulthuis (98), Nederlands schrijver en poppenspeler
- Veikko Huovinen (82), Fins schrijver
- Shoichi Nakagawa (56), Japans minister
- Günther Rall (91), Duits gevechtspiloot
- Mercedes Sosa (74), Argentijns zangeres

### 5 oktober
- Rob Bron (66), Nederlands motorcoureur
- Arend Jan Dunning (78), Nederlands cardioloog
- Israel Gelfand (96), Russisch wiskundige
- Hugh Lloyd-Jones (87), Brits klassiek filoloog
- Heidi Oetinger (100), Duits uitgeefster

### 6 oktober
- Pamela Blake (94), Amerikaans actrice
- Raymond Federman (81), Frans-Amerikaans schrijver

### 7 oktober
- Irving Penn (92), Amerikaans fotograaf
- Pedro Elias Zadunaisky (91), Argentijns astronoom en wiskundige

### 8 oktober
- Torsten Reißmann (53), Duits judokampioen
- Abu Talib (70), Amerikaans muzikant
- Werner Zeussel (67), Duits acteur

### 9 oktober
- Francisco Alguersuari (90), Spaans fotograaf
- Aldo Buzzi (99), Italiaans schrijver, filmmaker en architect[56]
- Evert Frans van der Grinten (89), Nederlands hoogleraar en kunsthistoricus[57]
- Stuart M. Kaminsky (75), Amerikaans schrijver[58]
- Barry Letts (84), Brits acteur, regisseur en producer[59]
- Valentin Nikolajev (88), Sovjet-Russisch voetballer en trainer
- Péter Reimholz (66), Hongaars architect
- Dré Steemans (55), Belgisch televisiepresentator (Felice Damiano)[60]
- Horst Szymaniak (75), Duits voetballer[61]
- Rusty Wier (65), Amerikaans singer-songwriter[62]

### 10 oktober
- Stephen Gately (33), Iers zanger
- Rodrigo del Rosario (92), Filipijns gewichtheffer

### 11 oktober
- Joan Martí i Alanis (80), Spaans bisschop
- Veronika Neugebauer (39), Duits actrice en stemactrice
- Halit Refiğ (75), Turks filmregisseur

### 12 oktober
- Alberto Castagnetti (66), Italiaans vrije stijl-zwemmer en zwemcoach
- Richard Peterson (61), Amerikaans rockmuzikant
- Frank Vandenbroucke (34), Belgisch wielrenner[63]
- Ian Wallace (90), Brits baritonzanger[64]

### 13 oktober
- Paul Barbă Neagră (80), Roemeens filmregisseur
- Henk Bloemsma (88), Nederlands voetballer[65]
- Israel Gohberg (81), Russisch wiskundige
- Grietje Jansen-Anker (112), Nederlands oudste inwoner[66]
- Henk Koning (74), Nederlands voetballer
- Al Martino (81), Italiaans-Amerikaans zanger en acteur[67]
- Richard Whitcomb (88), Amerikaans ruimtevaartingenieur

### 14 oktober
- Lou Albano (76), Amerikaans beroepsworstelaar
- Bert Decorte (94), Belgisch dichter
- Simone Frost (51), Duits actrice

### 15 oktober
- Sacha Bulthuis (61), Nederlands actrice[68][69]
- George Tuska (93), Amerikaans striptekenaar
- Heinz Versteeg (70), Nederlands voetballer[70]

### 16 oktober
- Bertha van Hasselt (107), Nederlands oudste inwoner
- Louis Van Ighem (76), Belgisch politicus
- Marian Przykucki (85), Pools aartsbisschop

### 17 oktober
- Romanie Pollet (110), oudste inwoner van België

### 18 oktober
- Adriaan Kortlandt (91), Nederlands etholoog[71]

### 19 oktober
- Octávio (86), Braziliaans voetballer
- Joseph Wiseman (91), Canadees acteur
- Howard Unruh (88), Amerikaans spreekiller

### 20 oktober
- Clifford Hansen (97), Amerikaans politicus, landbouwer en zakenman
- Jef Nys (82), Belgisch striptekenaar[72]
- Joeri Rjazanov (22), Russisch turner

### 21 oktober
- Clinton Ford (77), Brits zanger en entertainer[73]

### 22 oktober
- Pierre Chaunu (86), Frans historicus
- Luther Dixon (78), Amerikaans songwriter en producer
- Suchart Chaovisith (69), Thais minister

### 23 oktober
- Frans van Beeck (69), Nederlands politicus
- Paul Carpita (86), Frans regisseur
- Martin Visser (87), Nederlands ontwerper en kunstverzamelaar[74]

### 26 oktober
- Daniel Acharuparambil (70), Indiaas aartsbisschop
- Yoshiro Muraki (85), Japans decorontwerper

### 28 oktober
- Ingvar Carlsson (62), Zweeds rallyrijder
- Ted Nebbeling (65), Canadees minister

### 29 oktober
- Russell Ackoff (90), Amerikaans organisatietheoreticus
- Detmer Deddens (86), Nederlands predikant en kerkhistoricus
- Jürgen Rieger (63), Duits politicus

### 30 oktober
- Juvenal Amarijo (85), Braziliaans voetballer
- Claude Lévi-Strauss (100), Frans etnoloog
- Manu Verreth (69), Belgisch acteur
- František Veselý (65), Tsjechisch voetballer

### 31 oktober
- Antoine Bauwens (80), Belgisch politicus en vakbondsleider
- Qian Xuesen (97), Chinees ruimtevaartwetenschapper

## November

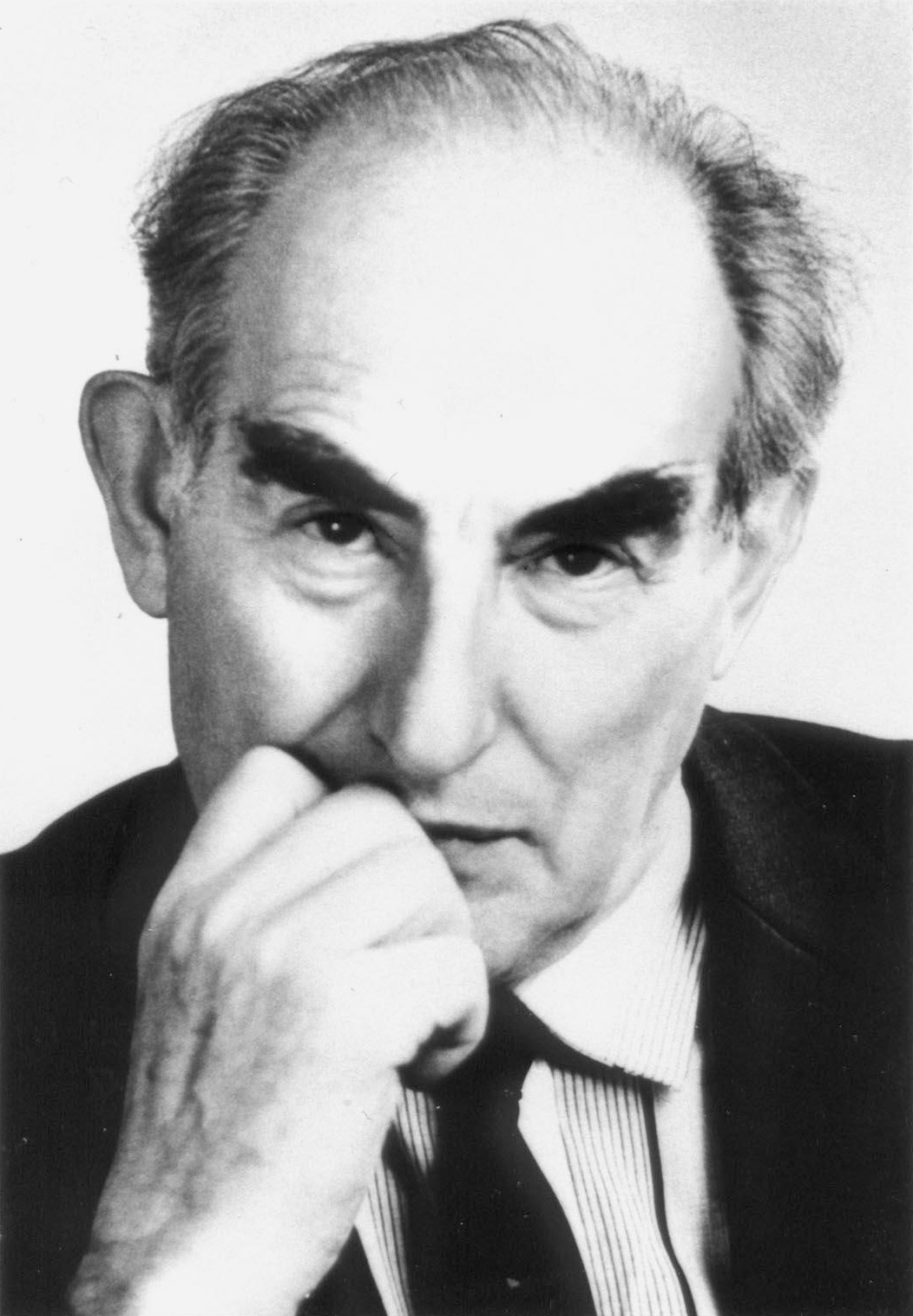
Vitali Ginzburg
8 november

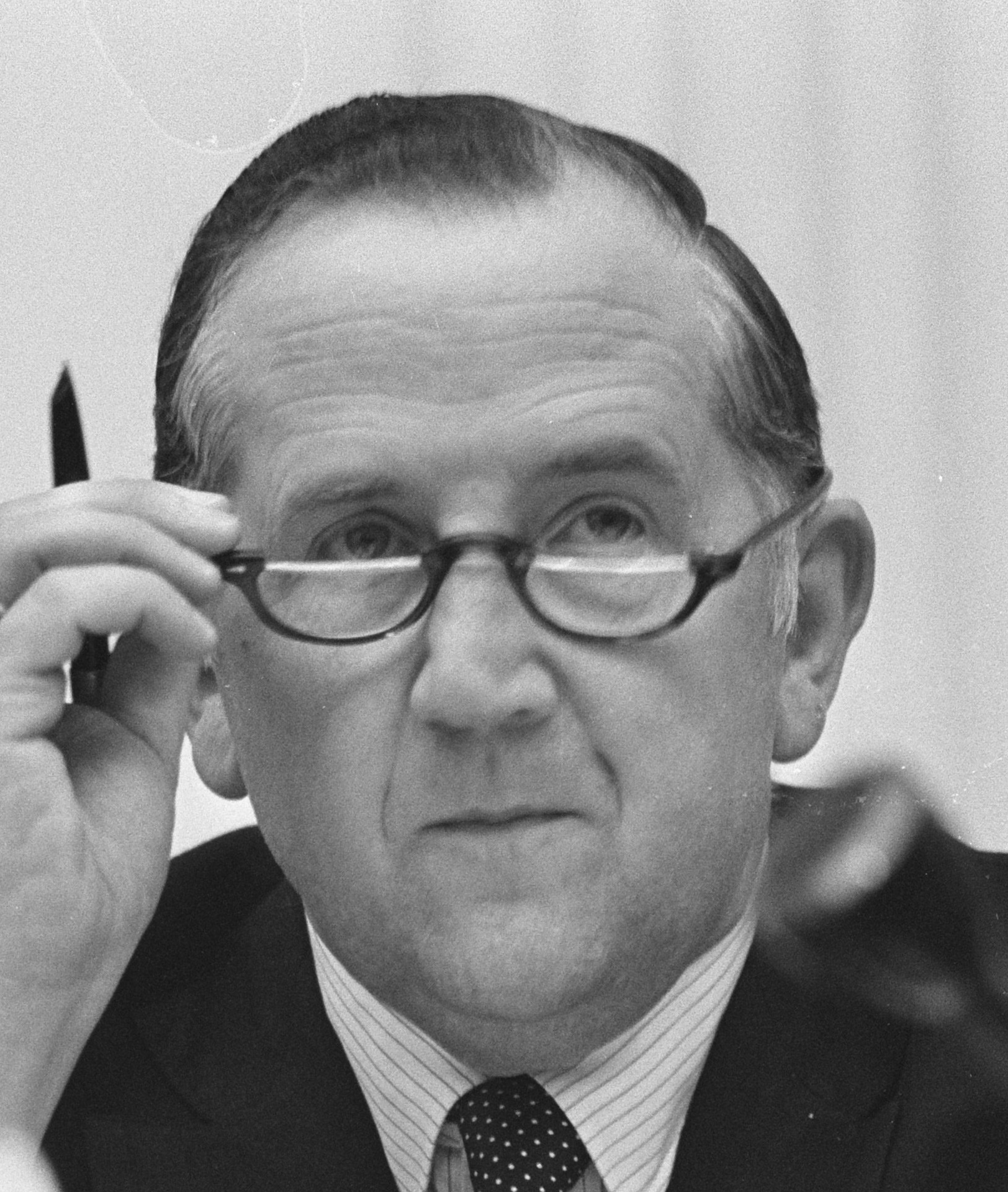
Chris van Veen
9 november

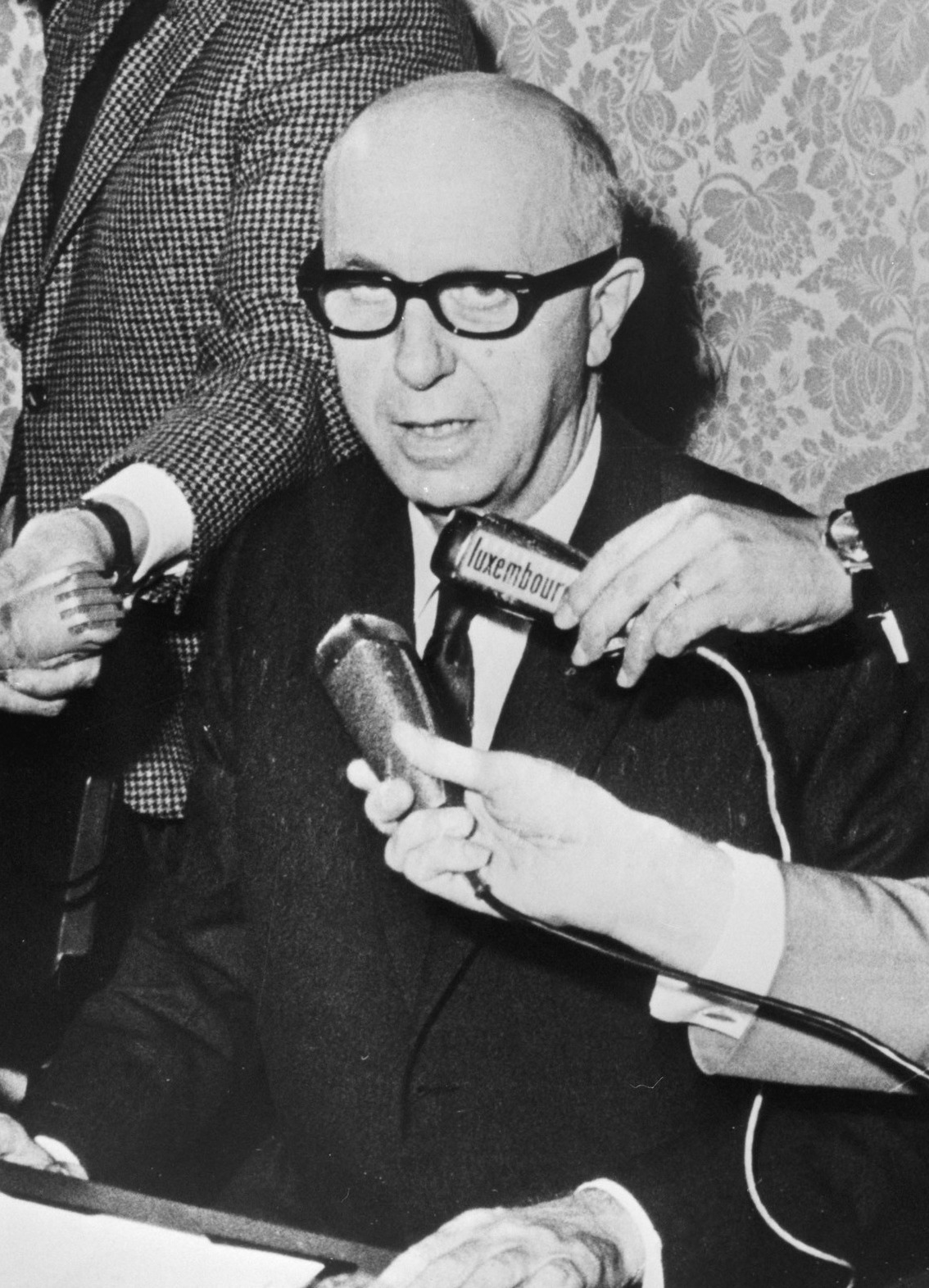
Pierre Harmel
15 november

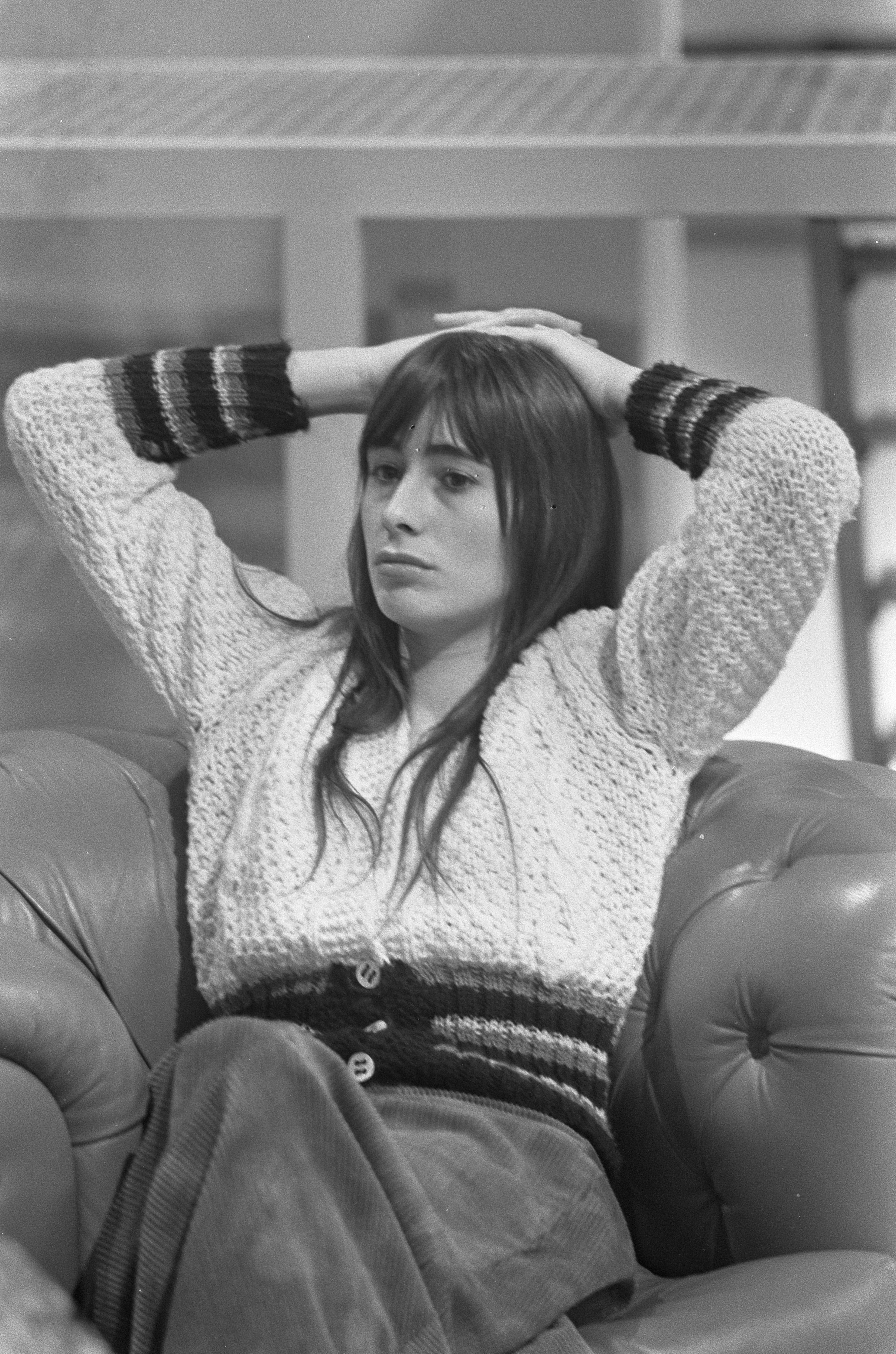
Josine van Dalsum
17 november

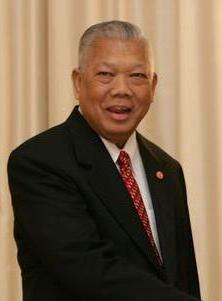
Samak Sundaravej
24 november

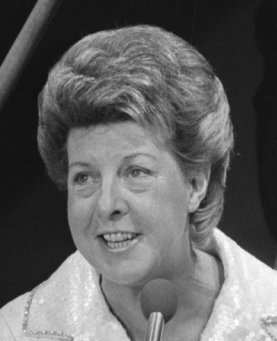
Pia Beck
26 november

| 1 | 2 | 3 | 4 | 5 | 6 | 7 | 8 | 9 | 10 | 11 | 12 | 13 | 14 | 15 | 16 | 17 | 18 | 19 | 20 | 21 | 22 | 23 | 24 | 25 | 26 | 27 | 28 | 29 | 30 |
| - | - | - | - | - | - | - | - | - | -- | -- | -- | -- | -- | -- | -- | -- | -- | -- | -- | -- | -- | -- | -- | -- | -- | -- | -- | -- | -- |

### 1 november
- Sakher Habash (69), Palestijns Fatah-leider
- Robert H. Rines (87), Amerikaans uitvinder

### 2 november
- Joop Doorman (80), Nederlands filosoof
- Sjabtaj Kalmanovitsj (60), Sovjet-spion
- Amir Pnueli (68), Israëlisch informaticus

### 3 november
- Archie Baird (90), Schots voetballer
- Tamás Lossonczy (105), Hongaars kunstschilder

### 4 november
- Win Aung (65), Myanmarees politicus
- Ivan Bjakov (65), Russisch atleet
- Wim Chamuleau (70), Nederlands onderwijsdeskundige
- Stefano Chiodi (52), Italiaans voetballer
- Stanisław Flanek (90), Pools voetballer

### 5 november
- Matti Oiling (66), Fins drummer

### 6 november
- Dimitri De Fauw (28), Belgisch wielrenner
- Alexandru Lascae (67), Roemeens violist
- Hans Lund (60), Amerikaans pokerspeler
- Antonio Rosario Mennonna (103), Italiaans bisschop
- Manuel Solís (91), Panamees president
- Jo Vischer jr. (85), Nederlands (hoorspel)acteur

### 7 november
- Hans-Busso von Busse (79), Duits architect
- Donald Harington (73), Amerikaans schrijver

### 8 november
- Vitali Ginzburg (93), Russisch natuurkundige
- Médard Zanou (22), Benins voetballer

### 9 november
- Chris van Veen (86), Nederlands politicus en werkgeversvoorzitter

### 10 november
- Robert Cameron (98), Amerikaans luchtfotograaf
- Robert Enke (32), Duits voetballer
- Tomaž Humar (40), Sloveens alpinist
- Hisaya Morishige (96), Japans acteur
- John Allen Muhammad (48), Amerikaans sluipmoordenaar

### 11 november
- Tom Merriman (85), Amerikaans jinglecomponist
- Helge Reiss (81), Noors acteur

### 12 november
- Vagritsj Bachtsjanjan (71), Amerikaans kunstschilder van Russisch-Armeense afkomst
- Willy Kernen (80), Zwitsers voetballer
- Henri Sérandour (72), Frans sportbestuurder
- Cees Slabbekoorn (85), Nederlands politicus

### 13 november
- Ueli Gegenschatz (38), Zwitsers basejumper
- E.J.F. Westerhuis (91), Nederlands burgemeester

### 14 november
- Nikolaj Anikin  (77), Russisch langlaufkampioen
- Joop Ubaghs-Huisman (77), Nederlands politicus

### 15 november
- Ray Charnley (74), Engels voetballer
- Pierre Harmel (98), Belgisch premier
- Ambrose Mathalaimuthu (84), Indiaas bisschop
- Hans Matthöfer (84), Duits politicus
- Antonio de Nigris (31), Mexicaans voetballer
- Pavle van Belgrado (95), hoofd van de Servisch-Orthodoxe Kerk
- Aart Roos (90), Nederlands beeldend kunstenaar

### 16 november
- Jeff Clyne (72), Brits jazzspeler
- John Vrieze (59), Nederlands kunstkenner en museumdirecteur
- Edward Woodward (79), Brits acteur

### 17 november
- Josine van Dalsum (61), Nederlands actrice

### 18 november
- Johnny Almond (63), Brits popmuzikant
- Salem Saad (31), voetballer uit de Verenigde Arabische Emiraten
- Tuur Van Wallendael (71), Belgisch journalist en politicus

### 19 november
- Johnny Delgado (61), Filipijns acteur
- Gijsbert de Leve (83), Nederlands wiskundige en hoogleraar
- Wilhelmina Minis-van de Geijn (99), Nederlands paleontoloog

### 20 november
- Lino Lacedelli (84), Italiaans bergklimmer
- H.C. Robbins Landon (83), Amerikaans musicoloog
- Herbert Richers (86), Braziliaans filmproducent en stemacteur

### 21 november
- Bernard Bonnin (70), Filipijns acteur
- Vojtěch Cepl (71), Tsjechisch jurist
- Konstantin Feoktistov (83), Russisch kosmonaut
- Rena Kanokogi (74), Amerikaans judoka
- Paige Palmer (93), Amerikaans fitnesstrainer

### 22 november
- Bram Brinkman (94), Nederlands politicus
- Wim Daems (61), Belgisch journalist en jeugdauteur
- Haydain Neale (39), Canadees singer-songwriter
- Tony Parry (64), Brits voetballer

### 23 november
- Pim Koopman (56), Nederlands drummer, producer en componist
- Richard Meale (77), Australisch componist
- Yang Xianyi (94), Chinees vertaler

### 24 november
- Samak Sundaravej (74), Thais premier

### 25 november
- Pierre Fouesnant (66), Frans beeldhouwer
- Frans Haarsma (88), Nederlands priester, theoloog en hoogleraar

### 26 november
- Pia Beck (84), Nederlands jazzpianiste
- Norma Dettmeijer-Labberton (95), Nederlands politicus
- Nikola Kovachev (75), Bulgaars voetballer
- Lis Løwert (89), Deens actrice

### 27 november
- Malcolm Wells (83), Amerikaans architect

### 28 november
- Tony Kendall (73), Italiaans acteur
- Henk Kossen (85), Nederlands doopsgezind predikant en theoloog
- Wang Shixiang (95), Chinees cultuurhistoricus
- Tryntsje van der Zee (69), Nederlands vertaalster

### 29 november
- Alexander van België (67), Belgisch prins
- Farial van Egypte (71), Egyptisch prinses
- Robert Holdstock (61), Brits schrijver
- Patrick Konchellah (41), Keniaans atleet

### 30 november
- Emile Eid (84), Libanees bisschop
- Milorad Pavić (80), Servisch schrijver

## December

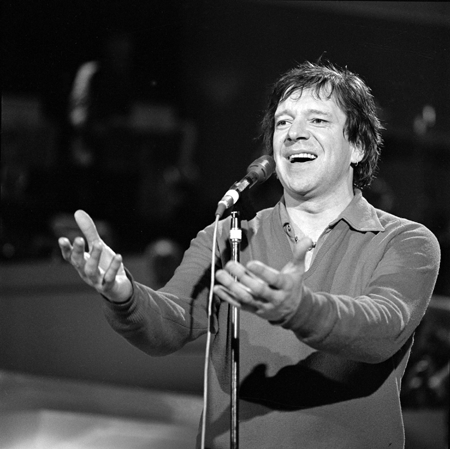
Ramses Shaffy
1 december

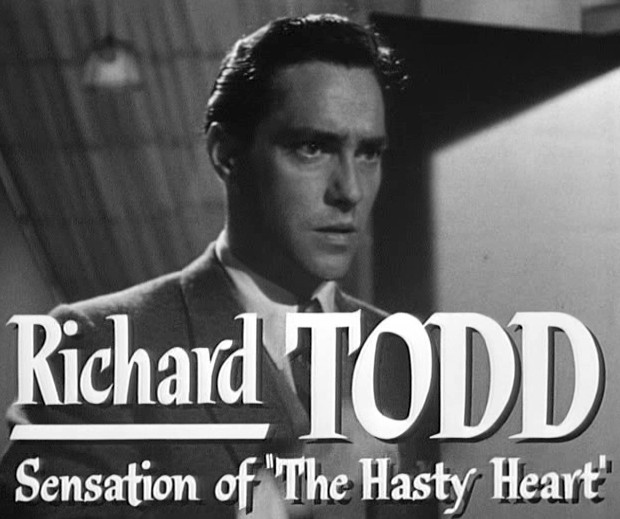
Richard Todd
3 december

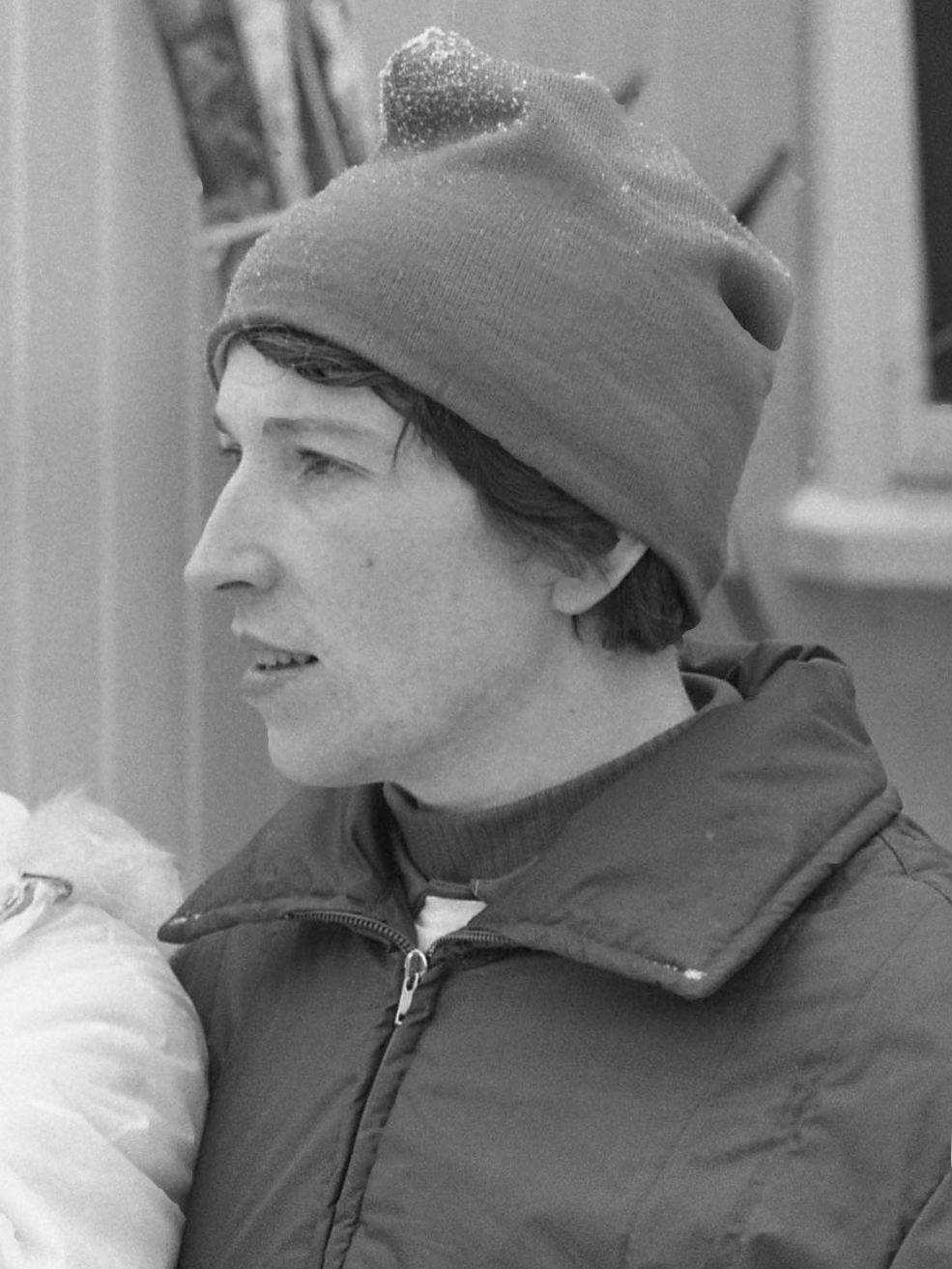
Klavdija Bojarskich
12 december

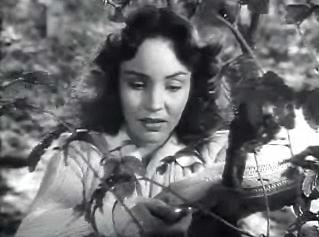
Jennifer Jones
17 december

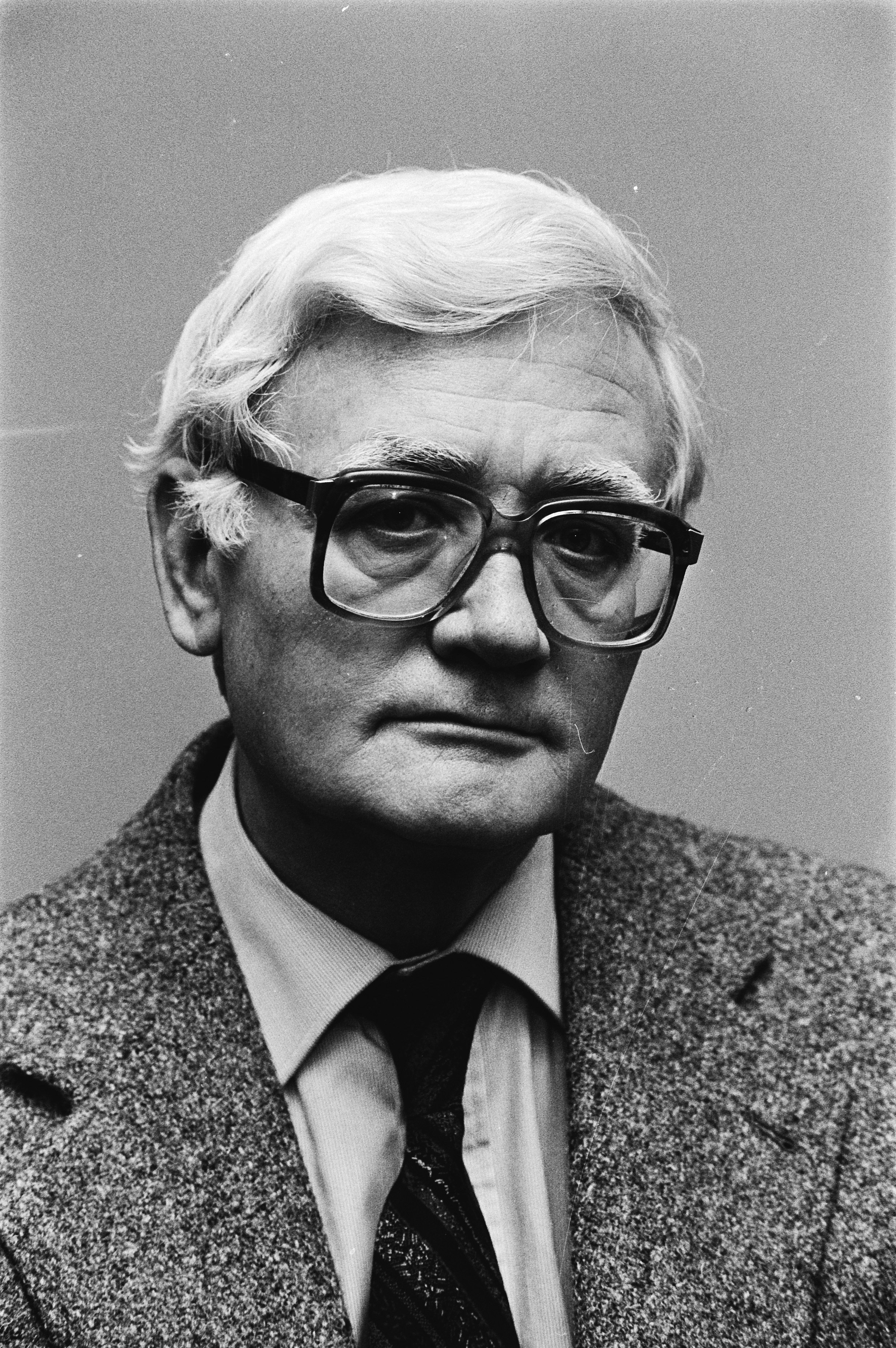
Edward Schillebeeckx
23 december

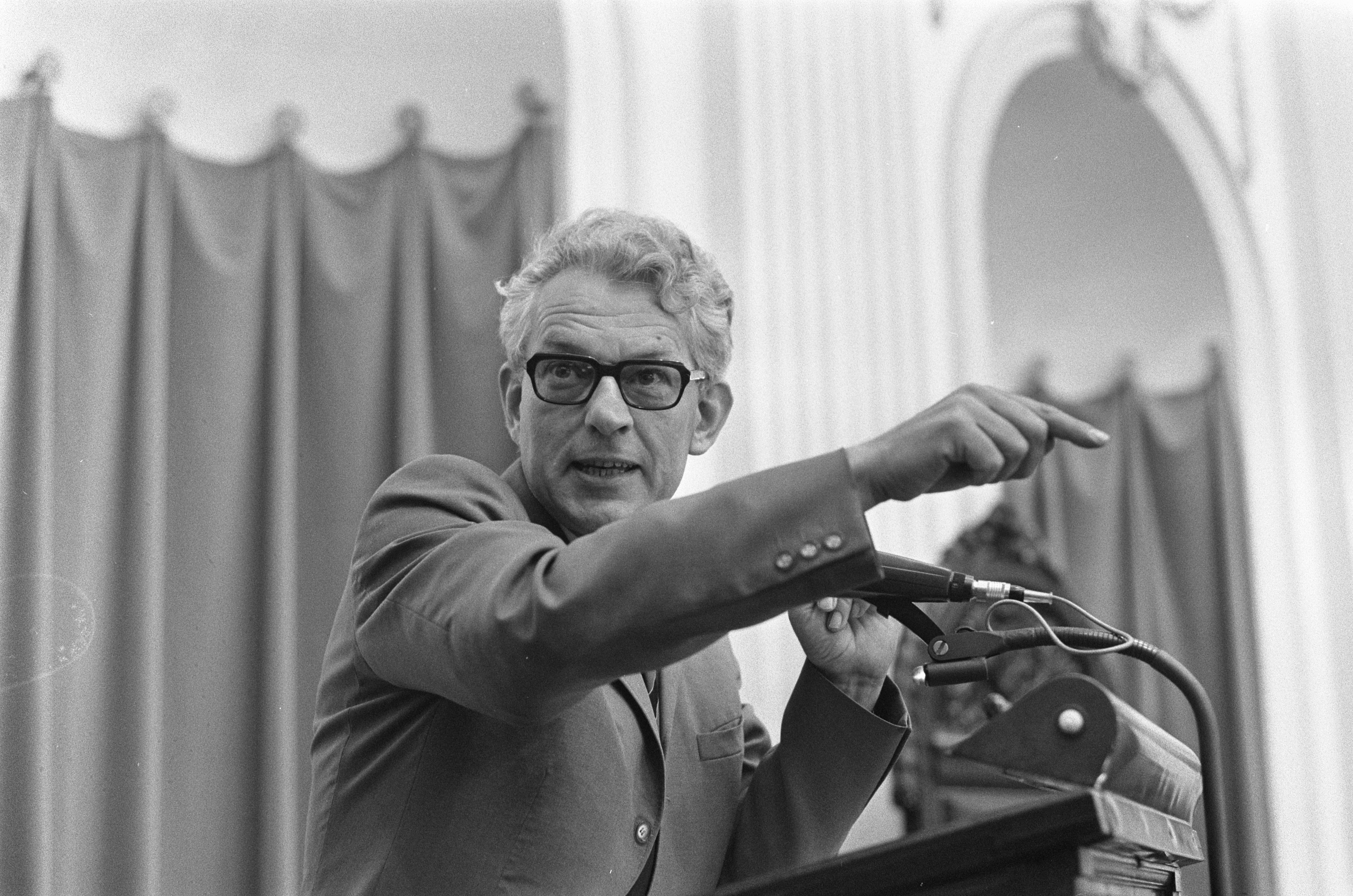
Marcus Bakker
24 december

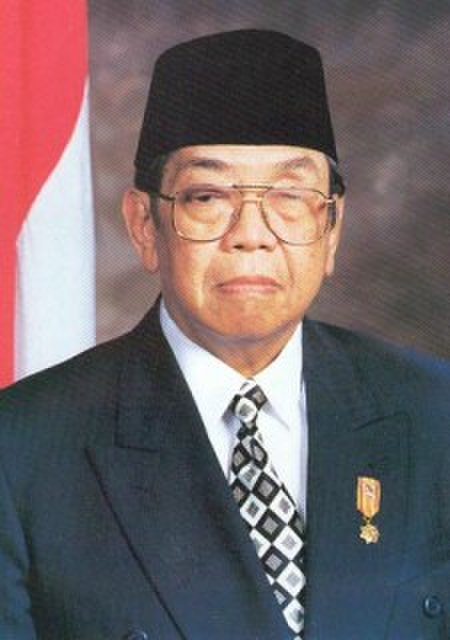
Abdurrahman Wahid
30 december

| 1 | 2 | 3 | 4 | 5 | 6 | 7 | 8 | 9 | 10 | 11 | 12 | 13 | 14 | 15 | 16 | 17 | 18 | 19 | 20 | 21 | 22 | 23 | 24 | 25 | 26 | 27 | 28 | 29 | 30 | 31 |
| - | - | - | - | - | - | - | - | - | -- | -- | -- | -- | -- | -- | -- | -- | -- | -- | -- | -- | -- | -- | -- | -- | -- | -- | -- | -- | -- | -- |

### 1 december
- Neil Dougall (88), Schots voetballer
- Paul Naschy (75), Spaans acteur
- Ramses Shaffy (76), Nederlands chansonnier en acteur[75]
- Aaron Schroeder (83), Amerikaans componist
- Shilendra Kumar Singh (77), Indiaas politicus
- Willie "Face" Smith, Amerikaans jazz-muzikant
- Vjekoslav Šutej (58), Kroatisch dirigent

### 2 december
- Eric Woolfson (64), Schots muzikant

### 3 december
- Ibrahim Hassan Addow, Somalisch minister
- Qamar Aden Ali, Somalisch minister
- Leila Lopes (50), Braziliaans actrice
- Richard Todd (90), Brits acteur

### 4 december
- Liam Clancy (74), Iers traditioneel zanger
- Eddie Fatu (36), Amerikaans-Samoaans professioneel-worstelaar
- Vjatsjeslav Tichonov (81), Russisch acteur
- Stephen Toulmin (87), Amerikaans filosoof
- Gerard van Waes (96), Nederlands burgemeester

### 5 december
- Alfred Hrdlicka (81), Oostenrijks architect en beeldhouwer
- Otto Lambsdorff (82), Duits politicus
- Kálmán Markovits (78), Hongaars waterpoloër
- Garfield Morgan (78), Brits acteur
- Suleyman Olad Roble, Somalisch minister
- Carel Scholten (84), Nederlands natuurkundige en computerpionier
- Vimolchatra (88), Thais prinses
- William Albert Wilson (95), Amerikaans zakenman en diplomaat

### 6 december
- Rupprecht Geiger (101), Duits schilder en beeldhouwer
- Pieter van Kampen (63), Nederlands predikant
- Hamid Lahbabi (72), Marokkaans voetballer en politicus
- Uno Mereste (81), Ests econoom
- Thierno Faty Sow (67), Senegalees filmregisseur

### 7 december
- Hanny Fries (91), Zwitsers kunstschilder
- Shunkichi Hamada (99), Japans hockeyer
- Arie Lips (61), Nederlands burgemeester
- Pjotr Vajl (60), Russisch journalist en essayist

### 8 december
- Pieter Leys (84), Belgisch politicus
- Yosef Hayim Yerushalmi (77), Amerikaans historicus

### 9 december
- Pierre Lano (65), Belgisch politicus en industrieel
- Kjell Laugerud (79), Guatemalteeks president
- Reinhard Metz (72), Duits politicus en journalist
- Håkan Wickberg (66), Zweeds ijshockeyer

### 10 december
- Jean-Marie Brouyère (66), Belgisch striptekenaar
- Albert Coomans de Brachène (92), Belgisch burgemeester
- Hans Hee (85), Duits liedjesschrijver

### 12 december
- Val Avery (85), Amerikaans acteur
- Klavdija Bojarskich (70), Russisch langlaufkampioene

### 13 december
- Dan Barton (88), Amerikaans acteur
- Paul Samuelson (94), Amerikaans econoom
- Wilton Cezar Xavier (62), Braziliaans voetballer

### 14 december
- Chris Feinstein (42), Amerikaans bassist
- Gerard Kuster (63), Nederlands acteur
- Heiner Schober (82), Duits voetballer

### 15 december
- Oral Roberts (91), Amerikaans evangelist

### 16 december
- Abdelhadi Boutaleb (85), Marokkaans minister
- Roy Edward Disney (79), CEO, The Walt Disney Company
- Jegor Gajdar (53), Russisch eerste minister in 1992
- Vladimir Toertsjinski (46), Russisch televisie- en radiopresentator
- Manto Tshabalala-Msimang (69), Zuid-Afrikaans politica

### 17 december
- Jennifer Jones (90), Amerikaans actrice
- Dan O'Bannon (63), Amerikaans scenarioschrijver

### 18 december
- Anne Heinis (76), Frans politica en burgemeester
- Hans Rubner (77), Italiaans politicus

### 19 december
- Arturo Beltrán-Leyva (48), Mexicaans drugsbaron
- Frans Bruynseels (96), Belgisch politicus
- Tony Van Dyck (ong. 87), Belgisch SS'er
- Zeki Ökten (68), Turks regisseur
- Kim Peek (58), Amerikaans savant

### 20 december
- Hoessein-Ali Montazeri (87), Iraans groot-ayatollah
- Yannis Moralis (93), Grieks kunstschilder
- Brittany Murphy (32), Amerikaans actrice

### 21 december
- Willem Blanken (86), Nederlands politicus
- Edwin G. Krebs (91), Amerikaans biochemicus en Nobelprijswinnaar

### 22 december
- Bernhard Droog (88), Nederlands acteur[76]
- Henk Eggermont (58), Nederlands burgemeester[77]

### 23 december
- Yitzhak Ahronovitch (86), kapitein van de Exodus
- Grigori Baklanov (86), Russisch romanschrijver
- Ngabo Ngawang Jigme (99), Tibetaans politicus
- Edward Schillebeeckx (95), Belgisch theoloog
- Rainer Zepperitz (79), Duits bassist

### 24 december
- Marcus Bakker (86), Nederlands politicus[78]
- Johan Buytaert (90), Belgisch arts en burgemeester[79]
- Rafael Caldera (93), Venezolaans president
- Conny De Boos (45), Belgisch radiopresentatrice[80]
- Tim Hart (61), Brits folkmuzikant
- Henry van Lieshout (77), Nederlands bisschop in Nieuw-Guinea[81]

### 25 december
- Vic Chesnutt (45), Amerikaans singer-songwriter
- Knut Haugland (92), Noors verzetsstrijder

### 26 december
- Dennis Brutus (85), Zuid-Afrikaans dichter en anti-apartheidsactivist
- Yves Rocher (79), Frans ondernemer
- Percy Sutton (89), Amerikaans advocaat en mensenrechtenactivist
- Jacques Sylla (63), Malagassisch eerste minister

### 27 december
- Isaak Schwarz (86), Russisch componist

### 28 december
- James Owen Sullivan (28), Amerikaans rockmuzikant

### 30 december
- Wim Albers (89), Nederlands politicus
- Vasili Sjandybin (68), Russisch politicus
- Vishnuvardhan (59), Indiaas acteur
- Abdurrahman Wahid (69), Indonesisch president

### 31 december
- Cahal Daly (92), Iers kardinaal
- Youssef Sarraf (69), Egyptisch Chaldees bisschop

1900 ·
1901 ·
1902 ·
1903 ·
1904 ·
1905 ·
1906 ·
1907 ·
1908 ·
1909 ·
1910 ·
1911 ·
1912 ·
1913 ·
1914 ·
1915 ·
1916 ·
1917 ·
1918 ·
1919 ·
1920 ·
1921 ·
1922 ·
1923 ·
1924 ·
1925 ·
1926 ·
1927 ·
1928 ·
1929 ·
1930 ·
1931 ·
1932 ·
1933 ·
1934 ·
1935 ·
1936 ·
1937 ·
1938 ·
1939 ·
1940 ·
1941 ·
1942 ·
1943 ·
1944 ·
1945 ·
1946 ·
1947 ·
1948 ·
1949 ·
1950 ·
1951 ·
1952 ·
1953 ·
1954 ·
1955 ·
1956 ·
1957 ·
1958 ·
1959 ·
1960 ·
1961 ·
1962 ·
1963 ·
1964 ·
1965 ·
1966 ·
1967 ·
1968 ·
1969 ·
1970 ·
1971 ·
1972 ·
1973 ·
1974 ·
1975 ·
1976 ·
1977 ·
1978 ·
1979 ·
1980 ·
1981 ·
1982 ·
1983 ·
1984 ·
1985 ·
1986 ·
1987 ·
1988 ·
1989 ·
1990 ·
1991 ·
1992 ·
1993 ·
1994 ·
1995 ·
1996 ·
1997 ·
1998 ·
1999 ·
2000 ·
2001 ·
2002 ·
2003 ·
2004 ·
2005 ·
2006 ·
2007 ·
2008 ·
2009 ·
2010 ·
2011 ·
2012 ·
2013 ·
2014 ·
2015 ·
2016 ·
2017 ·
2018 ·
2019 ·
2020 ·
2021 ·
2022 ·
2023 ·
2024 ·
2025